# 10.ª División Panzer
La 10ª División Panzer fue una formación del Heer, el ejército alemán durante Segunda Guerra Mundial. Fue constituida en Praga, en marzo de 1939, y sirvió en la reserva del Grupo de Ejércitos Norte durante la invasión de Polonia de ese mismo año. La división participó en la Batalla de Francia en 1940, incluyendo el Asedio de Calais, y en la Operación Barbarroja como miembro del Grupo de Ejércitos Centro en 1941.
Después de sufrir graves pérdidas en el Frente Oriental, la división fue transferida a Francia para descansar, reponer hombres y equipo y servir como reserva estratégica contra una potencial invasión Aliada. En 1942 la división fue enviada a toda prisa a Túnez, después de la Operación Torch y allí estaría seis meses, enfrentándose tanto a fuerzas británicas como norteamericanas. Causaría fuertes pérdidas al entonces inexperto Ejército de Estados Unidos en algunos de sus primeros encuentros, bajo el mando del Mariscal de Campo Erwin Rommel, como en la Batalla del paso de Kasserine. Más tarde se rendiría junto al resto de tropas del Eje en mayo de 1943, siendo disuelta oficialmente en junio de 1943. Nunca fue reconstruida.
En honor a miembros de la 10.ª División Panzer que formaron parte de la Resistencia alemana y el Atentado del 20 de julio de 1944 para matar a Adolf Hitler, se formó en 1959 una 10.ª División Blindada de la República Federal de Alemania como parte del Bundeswehr.

## Historia operacional

### Contexto general
Para el otoño de 1939 la división aún estaba en construcción, pero con todo fue movilizada para la Invasión alemana de Polonia. Movida desde Pomerania en agosto hacia Polonia, donde recibiría el control precipitado del 7.º Regimiento Panzer, la 4.ª Brigada Panzer y varias unidades de las SS. Mas debido a su estado, la 10.ª Panzer permaneció en reserva durante la mayor parte de aquella campaña.
Una vez completa, la división fue enviada a Francia para participar en la invasión de aquel país. Adscrita al XIX Cuerpo Motorizado, la 10.ª División Panzer estuvo desplegada en el eje sur de la lucha, junto con la 1.ª y 2.ª Panzer así como el Regimiento de Infantería Großdeutschland. Se movió a través de Luxemburgo y rompió las líneas francesas en el río Mosa, cerca de Sedan, avanzando rápidamente hacia el Canal de la Mancha. En Sedan, la división quedaría brevemente en reserva para proteger las cabezas de puente alemanas en el río de un contraataque francés. Desde allí, la división empujó a las fuerzas Aliadas hasta los puertos en la región de Flandes, antes de comprometerse en operaciones de limpieza en áreas occidentales de Francia después de la rendición francesa. Tras esta, la división tomó deberes de ocupación y entrenamiento en Francia.
En marzo de 1941, la división fue transferida a Alemania y luego a la frontera con la Unión Soviética, en preparación para la Operación Barbarroja. Una vez iniciada, la división participó en la Batalla de Białystok–Minsk, combates en Smolensk y Vyasma, y en la Batalla de Moscú. Durante la ofensiva soviética en el invierno de 1941-1942, defendió posiciones en Yukhnov, cerca de Rzhev, repeliendo con éxito contraataques soviéticos desde enero hasta abril de 1942. En mayo, lo que quedaba de la división fue retirada a Amiens para ser reforzada.
En verano de 1942, la división fue transferida a Dieppe, donde jugaría un papel menor en liquidar la Operación Jubilee. Para cuando los Aliados ejecutaron la Operación Torch, la 10.ª Panzer estaba enfrascada en labores de ocupación en la Francia de Vichy, y fue enviada a toda prisa al frente africano a finales de 1942 toda vez que el transporte estuvo disponible. Siendo ahora parte del 5.º Ejército Panzer, desembarcó en Túnez y participó en la Batalla del paso de Kasserine y muchas de las otras batallas tempranas con unidades del Ejército de Estados Unidos, recién llegado a la guerra. También participó en la fallida ofensiva denominada Operación Ochsenkopf a finales de febrero de 1943. Cuándo las líneas colapsaron en mayo de 1943, la división quedó atrapada en Túnez. Se rindió el 12 de mayo y no fue reconstruida.

#### Cronología

##### 1939
Marzo
- 28: El Estado Mayor General del Heer ordena la creación de la 10.ª División Panzer.

Abril
- 01: Se crea el núcleo de la división como Stab/10. Panzer-Division en Praga como tropa de ocupación del Protectorado de Bohemia y Moravia. Las unidades bajo su mando serían intercambiadas cada cuatro meses.

Agosto
- Se le otorga el Panzer-Regiment 8, con dos Abteilungen, dos leichte Kompanien y una Mittlere Kompanie. Al comienzo de la campaña de Polonia, recibe de la 29. Infanterie-Division (mot.) El Infanterie-Regiment (mot.) 86 y el II./Artillerie-Regiment 29, mientras que de la 3. Leichte Division recibe el I./Aufklärungs -Regimiento 8.
- 17: Llega la orden de prepararse para la marcha y proteger una línea de ferrocarril.
- 25: Se ordena la movilización camuflada.
- 29: El 8.º Regimiento Panzer regresa a Böblingen y llega a la guarnición este día; un equipo de avanzada ya se había adelantado unos días. Dado que se habían preparado los documentos de movilización para la ubicación de Böblingen, no se pudieron tomar medidas preparatorias en Milowitz. Las 3.ª y 6.ª compañías se escinden y, junto con las 2.ª y 7.ª del 7.º Regimiento Panzer, forman el Panzer-Ersatz-Abteilung 7 (Destacamento de Reemplazo Panzer 7) en Böblingen. La anterior 4ª Compañía pasa a denominarse 3.ª, la 7.ª es la 6.ª y la 8.ª pasa a ser la 7.ª.
- 31: El 8.º Regimiento Panzer es embarcado en la estación ferroviaria de Böblingen para llegar a Pomerania Occidental a través de Turingia y Jüterbog. Luego es desembarcado en Eulenburg (distrito de Neustettin). El alojamiento e dispuesto en el área de Damerkow - Lupow - Bütow - Rummelsburg.

Septiembre
- 03: La 10.ª División Panzer recibe la orden de trasladarse vía Dirschau - Brueck a la zona de Elbing para ponerse bajo el mando del Grupo de Ejércitos Norte. A las 11:30 horas, el 8.º Regimiento Panzer cruza la frontera polaca en una marcha de guerra. El avance prosigue por el Bosque de Tuchola por Berent, Schöneck y Stieblau. Al norte de Dirschau, el regimiento llega al territorio de Danzig sin entrar en contacto con el enemigo. En Käsemark cruza el Vístula sobre un puente de guerra. Desde allí, marcha por tierra y transporte ferroviario hasta el área de entrenamiento militar de Arys en Prusia Oriental. El regimiento es desembarcado en Johannisburg y Gehlenburg.
- 06: La división se une al nuevo Grupo de Combate Falkenhorst en Arys y atacará hacia Lomza el día siguiente.
- 07: El 8.º Regimiento Panzer cruza la frontera en Schwiddern y ataca Lomza a través de Stawiski con el I. Abteilung (destacamento) en vanguardia. La resistencia que es superada en muy poco tiempo y los polacos son arrollados. La división en conjunto avanza de Kolna a Lomza con contacto enemigo en Lomza. Un ataque sorpresa sobre dicha localidad falla debido a la fuerte resistencia enemiga de la 18° División de Infantería polaca.
- 08: Las fortificaciones polacas al oeste de Wizna son superadas y los búnkeres neutralizados por fuego directo. Las primeras bajas fueron causadas por tiradores polacos emboscados en los árboles, así como por fuego con rifles antitanques polacos. En la noche del 08 al 09, el 8.º Regimiento Panzer es atacado por la caballería polaca cerca de Grobowa, pero mantiene las posiciones. La división llega al Narew en Wizna.
- 09: El 8.º Regimiento Panzer se despliega en el Narew, con el II. Abteilung adelantafo. Dado que el puente de guerra aún no estaba listo para entonces se producen retrasos, compensándolo con el uso de transbordadores y un vado. El ataque a la línea de búnkers, con los tanques al frente, no puede comenzar hasta las 18:00 horas.
- 10: La línea de casamatas polaca es quebrada a pesar de una tenaz resistencia. En Kal-Basie se combate casa por casa. La resistencia del ejército polaco del Narew aumentaría alrededor de Zambrow; con sus rifles y sus cañones anti-tanque causan bajas y daños. La 3.ª Compañía lucha contra la artillería polaca, que había apoyado parcialmente a su infantería con fuego directo, pero entra en una zona pantanosa y se retrasa. Los contraataques de la caballería polaca ni frenarían ni detendrían al 8.º Regimiento Panzer. En Wysokie-Mazowieckie se fuerza un gran avance a través de las líneas polacas, dejando un paisaje en llamas. A la noche, el II. Abteilung se detiene frente a Bransk. La situación general de la 10.ª División Panzer es que está presionando hacia Wysokie-Mazowiecki a través de Mezenin y llegado a la vía férrea Bialystok - Varsovia con unidades de reconocimiento que destruirían los restos de la 18° División polaca.
- 11: Contra una resistencia más decidida del enemigo, el comandante del 8.º Regimiento Panzer, Oberst Botho Elster, llega a Bielsk este día. El I. Abteilung es empeñado por el Comandante General (comandante del Cuerpo) contra las fuerzas polacas, las cuales habían interrumpido las conexiones de retaguardia de la 20.ª División de Infantería cuando lograron romper. Los polacos serían detenidos en Nova-Wies, pero la destrucción planificada no se lograría porque los polacos se ocultaron en un área forestal inaccesible. En general, la división avanza desde Bransk hacia Bielsk.
- 12: El Maj. Haarde forma un escuadrón de combate para atacar a las fuerzas polacas que habían sido empujadas a Andrzejewo y, junto con el 1er Batallón del 86.º Regimiento de Infantería, cerrar el cerco a su alrededor. El Oberleutnant Kauffmann, Jefe de la 3.ª Compañía con 3 Panzer IV y el teniente Listmann con 8 tanques lideran el ataque. En esta batalla, caería el Lt. Weber (1.ª Ca.), Fell y los dos jefes resultarían heridos. Mientras tanto, el II. Abteilung llega a Wysokie-Litowski, donde el Maj. Ramsauer recibe personalmente del Comandane General (Guderian) la orden de avanzar sobre Brest-Litovsk. En general, la división alcanza Wysokie-Litowski.
- 13: Las fuerzas polacas en Andrzejewo capitulan, por lo que el I. Abteilung del 8.º Regimiento Panzer queda libre para operar. Las bajas son elevadas: cinco tripulaciones han caído y quedan 20 tanques operativos. El I. Abteilung intenta unirse al regimiento, pero se ve involucrado repetidamente en pequeñas escaramuzas con los restos de los ejércitos Modlin y Narew. El comandante del regimiento con el II. Abteilung marcha en dirección a Brest-Litovsk. En la noche del 13 al 14 el II. Abteilung está a unos 30 kilómetros de Brest. El reconocimiento por parte de sus oficiales, planeado por Elster, encuentra que la línea del frente es débil. El Oberleutnant Schefold, ayudante del II. Abteilung, realiza un reconocimiento en profundidad hacia la ciudadela, al que se le une el Oberleutnant Jahns, ayudante del regimiento. Estos observan que las fortificaciones de campaña frente al Fuerte 2 siguen desocupadas, por lo que desmontan e irrumpem a través de la puerta trasera, encontrando el fuerte desocupado. Acto seguido, el comandante del regimiento ordena al regimiento que se aproxime a la fortaleza. En general, la división presionaba hacia el sector exterior de la defensa de Brest desde el norte y el noreste, ya han sido volados varios fuertes y la Ciudadela de Brest-Litovsk se defiende.
- 14: Después de recibir la orden, el 8.º Regimiento Panzer carga hacia el fuerte a las 14:30 a toda velocidad. Pasando el Fuerte II, las puntas blindadas llegan al aeródromo, donde se destruye una máquina lista para despegar. En formación tipo cuña, las compañías atacan en dirección a la estación, donde un tren intentó escapar a todo vapor en dirección este. Ocho disparos de un KwK de 2 cm (cañón) impactaron en la caldera del mismo. Después de cruzar la vía férrea a las 14:39 horas, los polacos establecen una resistencia violenta, concentrando fuerzas de artillería constantemente alrededor de la ciudadela. La 5.ª y 6.ª compañías inutilizan 6 tanques y destruyen 9 cañones, la 7.ª Compañía inutiliza 4 tanques. A pesar de la creciente resistencia enemiga, el II. Abteilung del regimiento llega a los cruces del río Bug, donde los puentes aún están intactos. Tan pronto como el primer tanque toca el puente, este explota. El II. Abteilung penetra más en la ciudad, pero sufre más muertes por francotiradores y artillería. Cuando cae la noche, el enemigo se retira de la ciudad a la ciudadela; se desatan incendios en muchos lugares de la ciudad, lo que ilumina el escenario. El intento de conquistar la ciudadela por sorpresa fracasa. Cuando oscurece, el regimiento detiene el ataque y se retira al punto de reunión al norte del aeródromo. En general, y junto con la 20.ª División de Infantería, el 8.º Regimiento Panzer había creado las condiciones esenciales para la conquista de Brest-Litovsk, por lo que es elogiado por el Comandante General Guderian. Incluso en la radio británica se menciona el avance nocturno.
- 17: En la mañana de este día, el 76.º Regimiento de Infantería toma la enorme ciudadela. Para entonces el regimiento ha sufrido las siguientes pérdidas: oficiales (2 muertos, 6 heridos); suboficiales (4 muertos, 3 heridos); tripulaciones (7 muertos, 9 heridos). La fuerza blindada se reducido en 75 tanques.
- 22: El 8.º Regimiento Panzer tiene que evacuar la ciudad para que sea ocupada por los soviéticos. En la marcha de regreso a Prusia Oriental hay escaramuzas individuales con polacos dispersos.
- 24: El 8.º RP regresa a la zona de Johannisburg - Sensburg, de la que había partido 17 días antes. Cuando marcha de regreso, lleva a refugiados polacos de Brest-Litovsk, incluidos miembros de la nobleza polaca.
- 29: Los reemplazos son asignados al Panzer-Ersatz-Abteilung 7.

Octubre
- 09: Tras un breve descanso y reparación de los vehículos, el 8.º Regimiento Panzer es trasladado a Turingia, al campo de Ohrdruf.
- 11: Acantona en la Baja Silesia. Recibe como refuerzos el Stab / Panzer-Brigade 4 y, como segundo regimiento, el 7.º de la Panzer-Division Kempf.
- 15: Se crea la 4.ª Brigada Panzer dentro de la división, en sustitución de la disuelta Panzer-Division Kempf.
- 19: El 8.º Regimiento Panzer llega a su guarnición en Böblingen, donde permanecería menos de cuatro semanas.
- 29: El 8.º RP deja Böblingen y se muda a un alojamiento en el área de Limburgo - Hadamar / Westerwald. En la medida en que las condiciones del alojamiento lo permiten, la instrucción continuará. Las pinturas marrones, que habían demostrado su inutilidad, se cambian por unas de color antracita (tono ahumado y oscuro de gris, casi negro, o que prácticamente es un negro ligeramente desteñido); la barra blanca se cruza con unas negras, ya que no son tan fáciles de identificar. Los Panzer I son entregados y reemplazados por Panzer II.

Noviembre
- 01: Se refuerza con el mando del 69.º Regimiento de Infantería (mot.) de la 20.ª División de Infantería (mot.), sin los 1er y 3er batallones y el I./Artillerie-Regiment 20. Su designación cambia a Schützen-Regimenter. A finales de mes el 7.º Regimiento Panzer es trasladado por ferrocarril a la zona de Limburg an der Lahn y, por tanto, se acerca a la frontera con Francia.

Diciembre
- 04: El resto de la división deja la Baja Silesia para trasladarse a la frontera occidental, donde es colocada en la reserva del 16.º Ejército (HG A).

##### 1940
Enero
- 17: Es adscrita al 7.º Cuerpo, dentro del 16.º Ejército (HG A).
- 29: Entre hoy y el 30 la división se traslada a la zona del Mosela. Las unidades del 7.º RP se alojan en lugares como Zeltingen, Graach, Traben-Trarach y otros, mientras que el 8.º RP lo hace en Mühlheim-Brauneberg y Wintrich.

Marzo
- 14: Desde este día y hasta el 29, el 7.º Regimiento Panzer permanece en el área de entrenamiento militar de Baumholder. Los ejercicios en unidades más grandes y junto con la 10.ª División Panzer aumentan la preparación operativa. Después de eso, se le da al regimiento unas pocas semanas tranquilas.

Abril
- El 8.º Regimiento Panzer recibe Panzer III en Baumholder.

Mayo
- 09: En la tarde del 09 de mayo se pone en alerta al 7.º Regimiento Panzer, lo cual ya había sucedido varias veces en los últimos meses, e incluso algunas compañías se estaban preparando para un festival deportivo. Lo mismo le sucede al 8.º Regimiento Panzer, que es alertado e inicia los preparativos para la marcha. En la noche del 09 al 10, el 8.º RP marcha vía Bernkastel - Hetzerath - Ehrang - Welschbillig hacia Luxemburgo. El 10 de mayo de 1940, el Estado Mayor de la 4ª Brigada Panzer pasa por Ossan, donde se estaban reuniendo las unidades de la brigada y se toma un breve descanso en Föhren. Luego se alcanza Steinheim-Minden por Ehrang. Desde aquí se cruza el Sauer hacia Luxemburgo. El objetivo general de la división es atravesar las fortificaciones fronterizas en un rápido avance a través de Luxemburgo y el sur de Bélgica, hasta llegar al canal del Mosa.
- 10: En la mañana, la división continúa hacia Francia vía Echternach - Larochelle - Mersch hasta Brouch, donde descansa nuevamente. Detrás de la ciudad de Oberpallen, Bélgica asoma. Las secciones de exploración toman un papel decisivo, pues deben encontrar desvíos que sean accesibles para los tanques. El enemigo ha realizado varias grandes destrucciones en las carreteras de la zona. La marcha, que se supone que transcurre día y noche, tiene sus parone. Se llega al bosque de Hachy a través de Metzert - Lischert - Almeroth, donde el 7.º RP descansa un poco. Luego, el regimiento pasa por Habay la Neuve - Habay la Vieille para llegar al arroyo Rules, donde vuelve a detenerse. Luego atraviesa un gran bosque, pasando por Thibésart, Leglise, Nivelet, Lavaux, Habaru. Después alcanza Assenois y descansa en el área. Las primeras bajas de la división en la campaña corresponden a un pelotón de la 6.ª Compañía del Leutnant Hils, subordinada al 1er Batallón del 69.º Regimiento de Tiradores. Dicho pelotón estaba apoyando al batallón en la eliminación de barreras y focos de resistencia cerca de Etalle (St. Marie) cuando perdió 3 tanques (solo tenía Panzer I y Panzer II). Entretanto, a las 11:00 horas, el 8.º RP cruza la frontera cerca de Echternach y continúa por Reuland - Mersch - Saeul hacia el área de Habay-la-Neuve y Etalle. Los obstáculos se despejan o evitan, por lo que el avance no se ve obstaculizado. En Hachy "Nasser Busch" se hace un descanso antes de continuar el avance hacia Bélgica. En la noche del 10 al 11, el regimiento cruzó la frontera belga al norte de Arlon.
- 11: La orden de girar hacia el noroeste, como los numerosos obstáculos y demoliciones de carreteras en Foret d'Anlier y Foret do Rulles, hacen que la división esté considerablemente por detrás de las otras dos divisiones Panzer del XIX Cuerpo (1.ª y 2.ª). Al este de Etalle, el 8.º RP se prepara para romper a través de las fortificaciones del sur de Bélgica. A las 19:00 horas inicia el movimiento en el segundo escalón hacia el Semois en Cugnon - Mortehan, vía Thibesart - Leglise y Assenois. Se deben sortear varios puentes volados, aunque algunos de los restos se pueden usar para el cruce. Las minas terrestres también retrasan el proceso. A las 23:30 horas, sus elementos adelantados llegan a Straimont y Suxy. El mando de la división se instala en Mellier.
- 12: Por la mañana, la vanguardia de la división gana el curso del Semois entre Cugnon y Herbemont. El 7.º RP pasa por Nolinfaing - Straimont - Martilly hasta la zona de Médard, donde descansaa. El 8.º RP avanza a través del bosque de Herbemont y Bouillon. Durante la noche, aviones enemigos lanzan bombas en el área de la división sin causar ningún daño. Así pues, la orden del día de cruzar el río Semois en el área Cugnon - Herbeumont y llega al río Mosa al sur de Sedan por la noche se ha cumplido al pie de la letra.
- 13: El 7.º Regimiento Panzer avanza hacia Sedan en un clima hermoso y tranquilo. Los soldados atraviesan el gran bosque de Foret de Muno, donde descansan. Luego, el regimiento realiza un despliegue en el área de Cugnon y se supera el Semois. En varios cruces importantes hay grandes bombardeos de artillería, que no pueden detener el avance, pero aún lo retrasan una y otra vez. Mientras tanto la división recibe la orden de cruzar el Mosa en el tramo Sedan-sur de Bazeilles y conquistar las alturas de Noyers Pont Maugis. El área de Bouillon es alcanzada, y el 8.º Regimiento Panzer es atacado repetidamente por bombarderos franceses; el I. Abteilung del mismo tiene sus primeras bajas. Mientras tanto, la vanguardia de la división llega hasta la orilla norte del Mosa en Balan y Bazeilles. La 4. Brigada Panzer debía estar lista para conquistar dichos objetivos a partir de las 17:00 horas en el bosque de Belle Virée, al noreste de La Chapelle. Sin embargo, no es necesario para el cruce del Mosa. Partes de la 10.ª Brigada de Fusileros ya estaban en la otra orilla en la noche del 13 de mayo de 1940. El sueño del 7.º Regimiento Panzer es interrumpido a las 4:30 horas del 14. Via Givonne, la marcha continúa hacia Sedan.
- 14: La 10.ª Brigada de Fusileros solicita tanques medios en la orilla opuesta para eliminar búnkers particularmente resilientes en la extensión de la Línea Maginot. Para ello, se adelantan dos Panzer IV de la 8.ª Compañía, lo que resuelve el problema. Después el 7.º Regimiento Panzer se traslada a la cabeza de puente ganada por la división en el área del Bois de la Marfée, unos kilómetros al sur de Sedan, y se prepara para futuras operaciones. En concreto, debía seguir asegurando el flanco izquierdo del XIX. Cuerpo de Ejército. Se ordenó a la división que atacara sobre el Mosa por la tarde (del 13 de mayo). Por la noche había ganado una cabeza de puente en Wadelincourt. Las partes atacantes lo tuvieron particularmente difícil, ya que el grueso de la artillería apoyaba a la 10.ª División Panzer. El fuego de flanqueo de la Línea Maginot en particular fue una perturbación importante. En la Chapelle, en el bosque de Sedan, el Regimiento Panzer 8 cruzó la frontera francesa al mediodía del 14 de mayo de 1940 y fue alcanzado por fuego de artillería desde la Línea Maginot. Después de dejar las Ardenas, el terreno está nivelado y desciende hasta el Mosa sin ninguna cobertura. El fuego de artillería de la orilla sur solo puede evitarse con movimientos rápidos. El regimiento recibió la orden de atacar a través de Sedan con el Regimiento Panzer 7 hermano en la dirección de Bulson para tomar el terreno alto dominante de Stonne. Al cruzar el Mosa, es atacado por bombarderos franceses y británicos, que siguen volando para destruir el puente. En la tarde del 14 de mayo de 1940, el regimiento con el I. Abteilung, atacando vía Chaumont y Bulson contra una fuerte resistencia enemiga, estaba en Maisoncelle au Villiers. Se destruyen varios tanques, se capturan numerosos cañones y se toman prisioneros. Solo la 2. Compañía trae 200 prisioneros. El terreno de ataque ondulado se eleva desde el valle del Mosa sobre crestas de 210 a 326 metros al este de Stonne. Limita a la izquierda con el Mosa y a la derecha con la carretera de Sedan a Vouziers. El área está cubierta por bosques, numerosos pueblos y grupos de granjas, atravesados por varios caminos y senderos. Las pendientes hasta el dominante Bulson, 10 kilómetros al norte de Stonne, están entre el 7,5 y el 15%. El área ofrece a los defensores una buena cobertura. Al sur de Bulson y Stonne, la artillería tiene buenas contra pendientes y excelentes posibilidades de observación. Las fortificaciones de la Línea Maginot extendida entre Chiers y Meuse están entre 12 a 14 kilómetros del centro de la franja de ataque y su artillería pesada puede afectar completamente el terreno. Hay 7 caminos y varios caminos disponibles para contraataques de unidades blindadas. El II./ PR 8 está en Raucourt-et-Flaba en la dura lucha contra las fuerzas francesas recién incorporadas. El Abteilung se encuentra bajo el fuego de la artillería francesa de largo alcance desde la Línea Maginot.
- 15: La 10.ª Brigada de Fusileros solicita tanques medios en la orilla opuesta para eliminar búnkers particularmente resilientes en la extensión de la Línea Maginot. Para ello, se adelantan dos Panzer IV de la 8.ª Compañía, lo que resuelve el problema. Después el 7.º Regimiento Panzer se traslada a la cabeza de puente ganada por la división en el área del Bois de la Marfée, unos kilómetros al sur de Sedan, y se prepara para futuras operaciones. En concreto, debía seguir asegurando el flanco izquierdo del XIX. Cuerpo de Ejército. Se ordenó a la división que atacara sobre el Mosa por la tarde (del 13 de mayo). Por la noche había ganado una cabeza de puente en Wadelincourt. Las partes atacantes lo tuvieron particularmente difícil, ya que el grueso de la artillería apoyaba a la 10.ª División Panzer. El fuego de flanqueo de la Línea Maginot en particular fue una perturbación importante. En la Chapelle, en el bosque de Sedan, el Regimiento Panzer 8 cruzó la frontera francesa al mediodía del 14 de mayo de 1940 y fue alcanzado por fuego de artillería desde la Línea Maginot. Después de dejar las Ardenas, el terreno está nivelado y desciende hasta el Mosa sin ninguna cobertura. El fuego de artillería de la orilla sur solo puede evitarse con movimientos rápidos. El regimiento recibió la orden de atacar a través de Sedan con el Regimiento Panzer 7 hermano en la dirección de Bulson para tomar el terreno alto dominante de Stonne. Al cruzar el Mosa, es atacado por bombarderos franceses y británicos, que siguen volando para destruir el puente. En la tarde del 14 de mayo de 1940, el regimiento con el I. Abteilung, atacando vía Chaumont y Bulson contra una fuerte resistencia enemiga, estaba en Maisoncelle au Villiers. Se destruyen varios tanques, se capturan numerosos cañones y se toman prisioneros. Solo la 2.ª Compañía trae 200 prisioneros. El terreno de ataque ondulado se eleva desde el valle del Mosa sobre crestas de 210 a 326 metros al este de Stonne. Limita a la izquierda con el Mosa y a la derecha con la carretera de Sedan a Vouziers. El área está cubierta por bosques, numerosos pueblos y grupos de granjas, atravesados por varios caminos y senderos. Las pendientes hasta el Bulson, 10 kilómetros al norte de Stonne, están entre el 7,5 y el 15%. El área ofrece a los defensores una buena cobertura. Al sur de Bulson y Stonne, la artillería tiene buenas contra pendientes y excelentes posibilidades de observación. Las fortificaciones de la Línea Maginot extendida entre Chiers y Meuse están entre 12 a 14 kilómetros del centro de la franja de ataque y su artillería pesada puede afectar completamente el terreno. Hay 7 caminos y varios caminos disponibles para contraataques de unidades blindadas. El 2.º Batallón del 8.º Regimiento Panzer está en Raucourt-et-Flaba en la dura lucha contra las fuerzas francesas recién incorporadas y bajo el fuego de la artillería francesa de largo alcance desde la Línea Maginot. La división recibe la orden de asegurar el flanco sur del XIX Cuerpo de Ejército en la línea Canal des Ardennes - alturas de Stonne - bucle del Mosa al sur de Villemontry, pero las unidades de la división están muy dispersas. El 86.º Regimiento de Fusileros está situado frente al enemigo, mientras que el 69.º Regimiento de Fusileros realiza tareas de seguridad y es utilizado como refuerzo en otros lugares. El 1er Batallón del 69.º RF, por ejemplo, ataca Stonne para aliviar al Regimiento de Infantería Großdeutschland. Esta unidad ya había tenido que despejar Stonne una vez y se estaba desangrando por no perderla. Mientras tanto, el 7.º Regimiento Panzer se ha trasladado a la zona de Maisoncelle. A las 08:00 en punto, se le ordena explorar en dirección a Flaba - Yoncq. En Maisoncelle, se dan órdenes a los pelotones y se les asignan 7 motocicletas. Cerca de Raucort la punta sostiene un tiroteo, mas el pueblo mismo estaba vacío. La segunda punta se dirige a Flaba, que también está vacío, pero sufriendo un intenso fuego de artillería alrededor y en las alturas al sur del mismo. Luego se ejecuta un reconocimiento hacia La Besace. En Besace de Raucort, el pelotón se encuentra con partes del 8.º Regimiento Panzer que no están informadas sobre la situación del enemigo y aparentemente se han perdido. Los franceses son detectados en las alturas 1 kilómetro al oeste de Yoncq. Cuando se abre fuego de ametralladora, 1 oficial y 30 hombres se rinden. Inicialmente no se determina una mayor ocupación enemiga. A lo largo de la carretera Yoncq - La Besace y en las alturas al norte de la misma, el fuego de artillería enemiga cae a intervalos. En la altura 1 kilómetro al oeste de Yoncq, el pelotón francés es superado por los tanques del regimiento desplegados. El jefe de pelotón informa al comandante del regimiento y luego regresa a La Besace bajo fuego de artillería e inicialmente permanece allí. Luego se informa al I. Abteilung en Flaba y esperan nuevas órdenes. La 4ª Brigada Panzer con sus dos regimientos, así como la 6.ª Compañía del 69.º Regimiento de Fusileros 69 se reunieron para responder a un esperado ataque de los franceses. La 4.ª Brigada Panzer se despliega con el 7.º a la derecha y el 8.º a la izquierda en la línea aproximada Maisoncelle - Raucort, para después avanzar en dirección sureste alrededor de las 09:00 horas en punto. Se suponía que llegaría a la ciudad de Beaumont a través de la línea La Besace - Flaba - Warniforet - Yoncq. Al avanzar ala por ala, los panzers por la artillería enemiga. Casi no se veían objetivos y solo unos pocos tanques recibieron fuego de nidos de ametralladoras enemigas o cañones antitanques. Cuando las compañías se dividieron bajo el fuerte fuego de la artillería enemiga y la conexión entre los dos destacamentos (Abteilungen) se perdió cada vez más, el regimiento volvió a su posición original. El Jefe de la 6ª Compañía, el Lt. Winterfeld, es el único miembro del regimiento que ha caído: un disparo de un cañón antitanque de 25 mm atravesó la cúpula de su tanque y lo mató en el acto. El regimiento se concentra alrededor de Flaba y se prepara. Una vez más ese día, se dieron falsas alarmas sobre los tanques enemigos que atacaban. Durante el despliegue del ataque, como parte de la 4ª Brigada Panzer, apoyada por el regimiento de infantería Großdeutschland, en las alturas alrededor de Stonne (alturas 335 y 326 Mont Damion), el 8.º Regimiento Panzer recibe fuego intenso de artillería desde las alturas al sur de Stonne y de la Línea Maginot. El II. Abteilung es asignado a la izquierda, el 7.º Regimiento Panzer a la derecha, mientras que detrás marcha el I. Abteilung a la Besace. En Flaba, el II. Abteilung del 8.º RP recibe fuerte fuego de artillería. El líder del pelotón de reconocimiento en motocicletas, el Oberleutnant Uhlenhaut, cae muerto por metralla. Los violentos contraataques de la 3.ª División de Infantería marroquí y la 3.ª División Acorazada francesa dificultan el avance en la zona de Stonne. Al mediodía, el regimiento de infantería "Großdeutschland" tiene que ceder la localidad. El II. Abteilung del 8.º RP ataca en masa y tiene que defenderse de varios e intensos contraataques blindados bajo fuego de artillería. La carga principal la lleva a cabo la 7.ª Compañía bajo el mando del Hauptmann Ottens. La artillería francesa se cobra un alto precio en vidas alemanas. Por la noche, la compañía está en las alturas de Stonne, pero con solo unos pocos tanques operativos y bajo un bombardeo sin cesar; el Abteilung ha perdido 9 soldados y tiene numerosos heridos.
- 16: Durante la madrugada, partes de la 29. División de Infantería (Mot), que supuestamente reemplazarían a la división al sur de Sedan, refuerzan las posiciones de la 4.ª Brigada Panzer, de modo que el 8.º Regimiento Panzer puede retirarse a la zona de Maisoncelle - Villers - Haraucourt - Raucourtet-Flaba. Aquí podrá atender a los heridos y reparar en la medida de lo posible sus tanques. Entre tanto, el 7.º Regimiento Panzer lleva a cabo tareas de reparación y los soldados pasan un día tranquilo a pesar de estar constantemente de guardia. A las 07:00 horas, después de un ataque masivo de artillería francesa en Stonne, dos batallones de tanques franceses atacan Stonne. El Capitán Billotte (al mando del tanque “Eure”) de la 1./ BCC 41 atraviesa las defensas alemanas y campa por Stonne. Los tanques del 8.º Regimiento Panzer se instalan a la izquierda y a la derecha de la carretera, pero no pueden destruir el Char-B1 bis. Billotte destruye 13 tanques alemanes y 2 cañones antitanques y recibe 140 impactos. El Char-B1 bis “Riquewihr” del Teniente Dumecq ataca Stonne hacia las 17:00 horas, encontrándose con una columna de infantería alemana que le dispara con sus armas. El “Riquewihr” arrolla la unidad alemana y se adentra en un pequeño pueblo defendido por el SR 64. Cuando los soldados ven las orugas saturadas en sangre y vísceras del tanque, huyen presas del pánico. Durante la noche del 16 al 17 ningún bando controla Stonne.
- 17: El avance continúa, con la división siguiendo a las 1.ª y 2.ª panzer a retaguardia y a la izquierda, alcanzando Remaucort via Bulson - Cheveuges - St. Aigan - Hamogne - Elan - Villers le Tilleul - Baalons - Bouvellemont - St. Remy. Hacia la tarde llueve por primera vez durante esta campaña. A última hora de la noche, el 7.º Regimiento Panzer descansará en el área de Renneville.
- 18: La 29.ª División de Infantería (Mot.) ocupa todas las posiciones de la 10.ª División Panzer, por lo que puede seguir a la 1.ª y 2.ª Panzer a la izquierda y a retaguardia hacia Peronne; empieza la gran carrera hacia el mar del XIX Cuerpo. A partir de las 07:00 horas, el 8.º Regimiento Panzer, con el I. Abteilung en vanguardia, marcha hacia el oeste a través de Bulson - Cheveuges - Fraillicourt - Renneville, hacia el área alrededor de Montcornet, cubriendo aproximadamente 150 kilómetros. El II. Abteilung hace lo propio a través de Attigny - Chaumont - Porcien - Fraillicourt. A las 09:00 horas en punto, el 7.º Regimiento Panzer inicia la marcha. A través de Waleppe - le Thuel - Montcornet - Marle en Serre - Voyenne, este llega al bosque cerca de Bois les Pargny, a unos 15 kilómetros al norte de Laon, donde se detiene. En general, y marchando por Montcornet, la división alcanza Marle. Aquí se combate con elementos de la 4.ª División Blindada francesa, comandada por el General De Gaulle. Desde el flanco izquierdo, extenso y abierto, los contraataques son realizados a menudo por fuerzas mecanizadas francesas que trataban de avanzar hacia el norte desde el área de Laon.
- 19: El 7.º Regimiento Panzer permanece listo para el combate todo el día a la sombra del bosque. Nuevamente hay informes sobre la aparición de tanques enemigos, que son rechazados por el 69.º Regimiento de Fusileros. Al anochecer, los panzer prosiguen su avance por Montigny - la Ferté - Hamégicourt. Luego cruza el Oise y después marcha hacia el sur pasando St. Quentin antes de cruzar el Somme. Luego la marcha continúa por Ham y Cerizy am l'Omignon, antes de llegar a la zona de Beauvois - Tertry, tomando un descanso en Cartigny. Luego pasa por Peronne en el Somme y Maricourt hasta Bray sur Somme. La orden del día para la división es alcanzar Peronne, relevar a la 1.ª División Panzer y asegurar la sección del Somme desde la desembocadura del Avre hasta Peronne. En el II. Abteilung, la 8.ª Compañía tiene que ser reforzada con partes de la 5.ª y 6.ª. El resto de la 8.ª Compañía ha avanzado hacia el sur vía Falvy hasta Epenancourt en el Somme. Allí encuentra fuerzas de infantería débiles y algunos vehículos blindados. A partir de ese momento el enemigo hace fuego en su área, que se calma cuando llega la 6.ª Compañía como refuerzo y una tropa de zapadores siembra minas. Alrededor de las 17:00 horas, los tanquistas son reemplazados por unidades de la 29. División de Infantería (motorizada) y regresan a su Abteilung a través de Mons-Bussy. La 5ª Compañía refuerza al 1er Batallón del 69.º Regimiento de Fusileros, al que también estaba subordinado, en misión de seguridad, en el sector entre Hem y Bray sur Somme. Mientras tanto, el I. Abteilung apoya al 2.º Batallón de dicho regimiento en la batalla cerca de Barleux, a pocos kilómetros al suroeste de Peronne. Los tanques hacen retroceder a los franceses hacia Assevillers y Villers y contribuyen significativamente a aliviar la situación de los fusileros. El 8.º Regimiento Panzer atraviesa los campos de batalla del Somme, entre Moy y Vendeuil, a través del Oise. Los repetidos ataques de los tanques enemigos, incluidos los tanques británicos de Cugny y Ham por primera vez, son rechazados por los kampfgruppe en Montescourt - Lizerolles y Seraucourt-le-Grand sin perder ningún efectivo.
- 20: Los kampfgruppe de la división cruzan rápidamente el Somme en Feuillaucourt y Cley-s.-S. El avance prosigue via Peronne, pasando por las posiciones de la Primera Guerra Mundial y los cementerios militares británicos, a través de Maricourt - Carnoy - Fricourt - Meaulte al ancre. Partes del I. Abteilung del 7.º Regimiento Panzer aseguran su posición al sur en Morlancourt y Ville-s.-Ancre. Dos tanques entran en un campo de minas y quedan fuera de combate. Cuando los cazas franceses Morane intentan detener el avance, son atacados y rechazados por los Bf-109, produciéndose dos derribos en las inmediaciones de la ruta de marcha. La división es retenida por el Kleist como reserva; así pues, no tiene lugar el avance planeado sobre Dunkerque. El regimiento permanece en el área de Contay - Vadecourt - Warloy-Baillon - Henencourt - Millencourt - Meaulte Morlancourt en el caso de una amenaza de flanco latente desde el sur. Ese día, unidades de tanques ingleses intentan romper por Arras hacia París. Por lo tanto, se envían refuerzos a Beaucourt-s-l 'Ancre y se refuerzan los puestos de seguridad en Warloy-Baillon. Mas no hay contacto con la batalla. Por lo demás, el día se utiliza para descansar, reparaciones y mantenimiento; los tanques han marchado más de 500 kilómetros desde el 10 de mayo.
- 21: El I. Abteilung del 7.º Regimiento Panzer tiene que limpiar su sector y continuar asegurándolo. A primera hora de la tarde, el regimiento parte. Sobrepasan la fábrica de aviones de le Carcaillot, que fue destruida por los bombarderos, y a través de Albert, Millencourt y Warloy-Baillon, el regimiento se detiene en Harponville alrededor de las 18:00 horas. En el camino, encuentra interminables trenes de prisioneros de guerra y refugiados. Poco después de su llegada, el regimiento recibe una alerta de tanques enemigos. El II. Abteilung es posicionado en una altura, pero los tanques enemigos se mantienen alejados. El regimiento emplaza una defensa. Por la noche se emite otra alarma pero no hay avance aliado. En las posiciones de la 5.ª Compañía, un oficial y 6 hombres del ejército inglés que querían abrirse paso son capturados.
- 22: La división comienza a ser relevada por la 13.ª División de Infantería motorizada, debiéndose reunir en el área al oeste de Albert para nuevos destinos dentro del XIX Cuerpo. El 7.ª Regimiento Panzer avanza vía Léalvillers, Beauquesne hasta el área de Doullens y se refugia en un bosque cerca de Gezaincourt. La situación es tranquila y, aparte de la seguridad local y reparaciones menores, no hay mayor actividad. El 8.º Regimiento Panzer entra en Pas-de-Calais vía Doullens - Frevent - Hesdin. El proceso se vio obstaculizado por refugiados y vehículos aliados averiados y destruidos. La 1.ª División Panzer sigue luchando por Desvers, por lo que solo se puede avanzar en secciones. Los bombarderos británicos tratan de obstaculizar el avance atacando las rutas de marcha con sus armas de a bordo; hay poco apoyo aéreo. En general, la división es desplegada detrás de la 1.ª División Panzer en Calais mientras esta gira hacia Dunkerque.
- 23: Las órdenes de la 10.ª División Panzer cambian y ahora debe ser ella, en lugar de la 1.ª, la que debe avanzar hacia Calais. Alrededor de las 15:00 horas, el 7.º Regimiento Panzer reanuda la marcha. Llega a Dourieux a lo largo del arroyo de l'Authie y por Mézerolles, Beauvoir, Auxi le Chateau, Labroye. Luego gira hacia el norte y pasa St. Remy esa noche. En Montreuil, cruza el Canche hasta llegar a Desvres en la madrugada.
- 24: Después de un breve alto seguido de un despliegue igualmente breve en un gran bosque al norte de Desvres, el 7.º Regimiento Panzer avanza hacia Calais. Alrededor de las 11:00 horas, el 2.º Batallón del mismo y sus compañías reciben la orden de abandonar la marcha y subir inmediatamente por Fienne-Guines a Calais y apoyar al 2.º Batallón del 69.º Regimiento de Fusileros. Una hora más tarde, la 5.ª Compañía ya estaba en acción y ataca a la izquierda de la línea férrea y por el Canal Coulogne-Calais, destruyendo varios nidos de ametralladoras antes de ser atrapada en un fuego concentrado de 4 cañones antitanque y 1 tanque desde unos 400 metros en el flanco derecho. 4 Panzer II quedan fuera de acción muy rápidamente y 2 de ellos se incendian. Como el enemigo estaba camuflado, muy bien instalado, y no podía ser superado, la 5.ª Compañía tiene que detener su ataque y vuelve a su posición inicial al norte de la Fabrique Colougne; 6 soldados han muerto en la acción, otros 6 resultaron gravemente heridos y varios más leves. La 6.ª Compañía, reforzada por elementos de la 8.ª Compañía, gira durante la marcha en Réty para atacar Calais desde el sur para apoyar al 69.º RF en la toma de la ciudad. El Hauptmann von Grundherr dirige a las dos compañías del regimiento en esta misión, pero tiene poca información sobre la situación general frente a él, por lo que la misión se lleva a cabo de forma bastante descoordinada. Sólo la 6.ª Compañía reforzada logra bregar con bastante éxito junto con el II. Batallón del 69.º RF. Por la noche avanzan hacia la zona del ayuntamiento, donde los tiradores pueden hacerse con un punto fortificado sólido. Al anochecer, los tanques del II. Abteilung del 7.º RP regresan al regimiento sito en el gran bosque cerca de Guines, a unos 15 kilómetros al sur de Calais. La 5.ª Compañía es enviada nuevamente a atacar la ciudad por la tarde, reforzada por un Panzer IV y 2 Panzer II de la 8.ª Compañía. Bajo el mando del Leutnant Lohauss, esta vez los panzers avanzarían hacia la derecha de la línea férrea Calais-Boulogne. A pesar de la considerable resistencia del enemigo, la compañía se abre camino, facilitando la acción de los fusileros del 1er Batallón del 69.º RF, en particular al eliminar molestos nidos de ametralladoras. Cuando los tanques consumen las municiones de sus ametralladoras, se dirigen a su posición inicial en busca de municiones. Mientras tanto, la intensidad de los combates desciende y los fusileros logran en gran medida su objetivo. El I. Abteilung del 7.º RP apoya de manera similar el ataque del 86.º RF desde el oeste. En lo que se refiere al 8.º Regimiento Panzer, el empleo de la 1.ª División Panzer detrás del Canche en la mañana del 23 de mayo de 1940 permite a sus elementos avanzar más rápidamente sobre Calais. Llega al tramo de Canche por buenas carreteras, pasando Montreul por Huequeliers y Desvres. La RAF ataca a las columnas, resultando algunas tripulaciones heridas por fragmentos de bombas. El avance también se ve obstaculizado por la gran cantidad de prisioneros que son entregados a las tropas del segundo escalón. El regimiento llega al pequeño río Sack cerca de Rety - Hardinghen y la altura 120 (Mont Cornet), a 15 kilómetros de Calais. En general, los elementos de la 1.ª División Panzer que ya estaban combatiendo en Calais son relevados durante el día 24. El intento de tomar por sorpresa Calais ya no es posible.
- 25: Con la artillería pesada de la 1.ª División Panzer agregada como refuerzo de la división, la 10.ª Brigada de Fusileros se sitúa en un semicírculo con el ayuntamiento como centro en la ciudad de Calais, manteniendo rodeados el casco antiguo y el puerto. En los cruces de canales hacia el casco antiguo, los británicos oponen la resistencia más dura. Los ingleses rechazan una propuesta de rendición. Al norte y al este del Ayuntamiento, los ingleses contraatacan con tanta determinación que la 10.ª Brigada de Fusileros vuelve a pedir apoyo de tanques. Los tanques enemigos y los bloqueos de carreteras impiden que la brigada tome la ciudad. Un Panzer IV de la 8.ª Compañía del 7.º Regimiento Panzer barre rápidamente algunos obstáculos con algunos proyectiles. Los Panzer III se encargan principalmente de proteger a los fusileros de los nidos de ametralladoras enemigas y luchan contra los cañones antitanques ingleses. Los Panzer II se utilizan para sellar los caminos tomados, proporcionando fuego de flanco y cobertura para los fusileros y tanques más pesados. Casi al mismo tiempo, uno de los Panzer IV de la dicha 8ª Compañía recibe otro impacto de rifles antitanque, pero solo provoca 2 heridos. Cuando los panzers cesan su ataque alrededor de las 20:00, estos se retiran a sus posiciones iniciales, en la zona de Caffiers. Aquellas partes del 7.º Regimiento Panzer que no estaban en combate experimentan algunos ataques aéreos ingleses. La 5.ª Compañía ha sido reducida a sendas parejas de Panzer II y III. Los grupos enemigos más débiles, que intentan abrirse paso hacia la costa del Canal desde el este, son desarmados por los escuadrones del 8.º Regimiento Panzer. Este se mantiene disponible dentro de la 4.ª Brigada Panzer al sur de Guine y es atacado varias veces por la RAF, pero esta vez cuentan con protección antiaérea. Como resultado, algunos bombarderos son derribados. Los panzers no intervendrán más en la toma de Calais.
- 26: Incluso después de la preparación atillera pesada en la ciudadela y el casco antiguo en las horas de la mañana, los fusileros logran pocos avances. Incluso un ataque de Stuka entre las 9:30 y las 10:00 con más de 100 aviones no logra colapsar las defensas. Solo cuando se infiltran en la espalda de los defensores, la defensa en Calais colapsa. Alrededor de las 18:00, capitula. Se cuentan unos 20.000 prisioneros, de los cuales unos 4.000 son británicos y el resto franceses, belgas y holandeses. Al mismo tiempo, la acción sobre Dunkerque se reanuda.
- 27: El XIX Cuerpo se prepara para atacar Dunkerque el 27 de mayo. La 4.ª Brigada Panzer es liderada por el 2.º Batallón del 8.º Regimiento Panzer para tomar el terreno elevado alrededor de Pigam y Chrochte junto con la 11.ª Brigada de Fusileros y el regimiento de infantería motorizada Großdeutschland. Avanzando al sur de Adres, el regimiento cruza el Aa en Watten en una formación estrecha y aquí gira hacia el norte. La vanguardia es batida por un antitanque británico de 40mm y destruye un Panzer IV. En la tarde, el 7.º Regimiento Panzer parte y alcanza el área alrededor de Chrochte, en el ala sur del frente de Dunkerque, vía Guines, Adres, Brouck, Looberghe. En el camino, es sometido a repetidos ataques aéreos por parte de los británicos y fuego de artillería. La 6.ª y 8.ª compañías y el pelotón de ingenieros del 2.º Batallón son llevados a Sprey por seguridad. Después de establecer comunicaciones con partes del regimiento Großdeutschland que se encontraban allí, un pelotón de la 6.ª Compañía ejecuta una compañía de exploración. La 5.ª Compañía se traslada más atrás para descansar. El 1er Batallón se despliega a unos 15 kilómetros al oeste. Durante la mañana, las 6.ª y 8.ª compañías, junto con un batallón del Großdeutschland, atacan. Avanzan rápidamente más allá de Chrochte, siendo objeto de un considerable fuego enemigo. Para evitar pérdidas innecesarias, los tanques se retiraron aproximadamente 1 kilómetro hacia un área de preparación. Luego empieza a llover muy fuerte. Más tarde, el batallón del Großdeutschland gira a la derecha y alguien informa de fuego enemigo desde la izquierda. Como resultado, la 8.ª Compañía se dirige hacia allí. Bajo la lluvia, el enemigo era casi imposible de ver. Sin embargo, los comandantes de los tanques deciden salpicar la zona con unos 70 proyectiles. Posteriormente, se recibe un informe de que había algunos vehículos blindados de exploración enemigos en el lugar en cuestión. Entonces, el comandante de la 8.ª Compañía realiza una misión de exploración, pero no encuentra nada allí. Mientras tanto, a la 5.ª Compañía se asigna la tarea de cubrir la artillería pesada que se movía hacia su posición. Ese día el I. Abteilung se encuentra en la zona de Bourbourg bajo un intenso y continuo fuego de artillería enemiga. Al anochecer el II. Abteilung puede ser liberado y enviado de regreso a Caffiers; había cumplido su misión. Los diversos elementos del 8.º Regimiento Panzer, junto con la Großdeutschland, avanzan hasta  Pitgam - Chrochte y Socx, a 8 kilómetros del centro de Dunkerque.
- 28: El 2.º Batallón del 8.º Regimiento Panzer llega a Wormhout, al sur del río Yser, y se prepara para atacar Herzeele. Por la tarde, alrededor de las 16:00, las tormentas provocan fuertes lluvias, por lo que cualquier movimiento rápido solamente es posible en carreteras y caminos sólidos. Entonces el 8.º Regimiento Panzer recibe la orden de realizar un ataque concentrado al norte, sobre Bergues y su fortaleza. En Bergues, la 3ª División de Infantería británica defiende el cinturón exterior de Dunkerque, bajo el mando del general de división Montgomery.
- 29: El XIX Cuerpo es relevado por el XIV Cuerpo al mando del general von Wietersheim. Con Dunkerque a la vista, la 4.ª Brigada Panzer se toma un respiro. El 7.º Regimiento, desde Caffier, se divide entre el 2.º Batallón, que se traslada a Fiennes el 31 de mayo de 1940, y el resto a Landrethun le Nord. Allí las escuelas y las casas particulares sirven como cuarteles. El 8.º Regimiento Panzer regresa al área de concentración al sur de Guine, alrededor de Fiennes - Hardlinghen - Bousin - Rety. Todas las energías se enfocan en mantener y reparar los tanques; estos han cubierto más de 600 kilómetros por las carreteras de Luxemburgo, Bélgica y Francia y sobrevivido a muchas batallas. Por primera vez en la historia del regimiento, varias de sus tripulaciones reciben la Insignia de Combate de Tanques de plata.

Junio
- 02: Como parte de la reorganización del ejército, la división ha sido puesta bajo el mando del XIV Cuerpo. El 7.º Regimiento Panzer marcha en dirección sur a las 19:30. Después de unos 20 kilómetros, se toma un descanso de dos horas debido a embotellamientos. A las 23:00 comienza una marcha casi ininterrumpida de 19 horas, pasando por Desvres, Montreuil, Hesdin, Frévent, Doullens y Acheux hasta Varennes, a unos 15 kilómetros al noroeste de la ciudad de Albert. El 8.º Regimiento Panzer permanece en el área de reunión al sur de Guines hasta la noche, cuando el regimiento se pone en marcha hacia el área de Amiens, con el objetivo de forzar un avance a través de la Línea Weygand al sur del Somme y aplastar los restos del ejército francés. El 8.º Regimiento Panzer recibe instrucciones de atacar al sur desde la cabeza de puente de Amiens, atravesando a la 9.ª División de Infantería francesa, el 5 de junio. Se asignan treinta y seis horas para la preparación del ataque, que se utilizarán para descansar, reabastecerse y repararse.
- 03: Las compañías del 7.º Regimiento Panzer se trasladan a grandes jardines durante la noche para protegerse de los ataques aéreos. Los problemas durante la marcha son causados principalmente por las cajas de cambios preselectoras de 10 velocidades de los Panzer III, los cuales no cesaron hasta que se instala una caja de cambios de 6 velocidades hacia el final de la campaña.
- 04: El día se emplea en toda suerte de preparativos y reconocimiento para el ataque planeado para el día siguiente. Aproximadamente a las 23:00. el 7.º Regimiento Panzer avanza hasta el extremo sur de Amiens, estando la ciudad misma bajo fuego de artillería.
- 05: Aproximadamente a las 03:00, el 7.º Regimiento Panzer se traslada a su área de salida. Poco después, la artillería enemiga responde. El ataque comienza a las 05:00 en punto. Primero, el regimiento avanza golpe a golpe, con el I. Abteilung delante y el II. Abteilung a la derecha. Cada uno de los dos batallones es precedido por una de sus compañías ligeras, seguida de cerca por la media  para apoyo y respaldo inmediato. Las segundas compañías ligeras se escalonan hacia los lados y hacia atrás para cubrir los flancos abiertos. La primera tarea del 7.º Regimiento Panzer es avanzar hasta las posiciones de la artillería enemiga en el área de Grattepanche - Oresmaux y destruir las baterías allí. Mientras los tanques ruedan sobre la altura 102, las tripulaciones ven el pueblo de St. Fuscien más adelante, que estaba siendo bombardeado por Stuka. Lanzándose hacia la izquierda, lo esquivan. La infantería no ha podido ocupar el lugar. Luego, en la zona de St. Fuscien - Sains, comienza la verdadera batalla para los tanques. El 7.º Regimiento Panzer no tarda en estar en medio de un fuego de artillería masivo de todos los calibres. Dos Panzer III estallan en llamas, pero el resto está a punto de caer sobre los cañones. Los pelotones llevan a cabo su ataque casi de forma modélica, alternando fuego y movimiento. Los proyectiles de Panzer III y IV golpean las posiciones de la batería, mientras algunos Panzer II se dirigen directamente hacia esta a toda velocidad con ametralladoras y cañones ligeros. Muchos tanques reciben uno o más impactos. Las minas también provocan la baja de algunos tanques. No es hasta las 09:30 que el II. Abteilung Grattepanche, reconoce y asegura superficialmente la posición. Desde aquí, algunos tanques hicieron un disparo de conejo contra Kradmelder, automóviles y camiones enemigos que tratan de huir. Cerca se encuentra una batería pesada francesa, solitaria y abandonada por sus operadores. Hasta las 11:00 el 86.º Regimiento de Fusileros no puede moverse para atacar St. Fuscien. El 69.º Regimiento de Fusileros se mantiene en reserva. Esto crea una situación peculiar dado que, cuando los fusileros atacan la línea francesa, la 4.ª Brigada Panzer estaba en la zona de artillería enemiga, mas el terreno no puede ser despejado del todo. Así, la resistencia enemiga revive en Grattepanche, entre otros lugares, y el II. Abteilung del 7.º Regimiento Panzer tiene que volver allí e intervenir. Ataca algunas baterías que aún no habían sido completamente batidas y ayuda a la 6.ª Compañía del 69.º Regimiento de Fusileros a limpiar la aldea. Posteriormente se queda sola con varios prisioneros, alrededor de las 19:00. Casi al mismo tiempo, los fusileros del 86.º Regimiento de Fusileros han tomado St. Fuscien. El intento de tomar Sains fracasa debido a la obstinada resistencia de los franceses, que son apoyados de manera muy efectiva por su artillería. Entonces la división cesa su ataque. Durante la noche, el 86.º Regimiento de Fusileros asegura su posición al oeste de Sains y el 1er Batallón del 69.º Regimiento de Fusileros al este de Sains. Se ordena a la 4.ª Brigada Panzer que vuelva a su posición inicial. Poco después de la medianoche de la noche del 4 al 5 de junio de 1940, las compañías del 8.º Regimiento Panzer marchan hacia el área de preparación, a la que se llega alrededor de las 02:30. La disponibilidad del material es de aproximadamente el 70%; no todos los tanques averiados pueden reemplazarse o repararse a tiempo. A las 05.00, el regimiento ataca en el centro de gravedad de St. Fuscien. El primer objetivo intermedio ordenado fue el terreno elevado al sur de Flers-sur-Noye, a 15 kilómetros de distancia. Después de la preparación de la artillería y el ataque de Stuka, los escuadrones de combate avanzan a las 05:15 a lo largo del eje de ataque, carretera Amiens - Ailly-sur-Noye. Pronto se queda atrás la infantería acompañante. El intenso fuego de artillería y de cañones antitanque bate a las vanguardias, que abren profundas brechas en las fortificaciones de campo con sus Panzers III y Panzers IV. El regimiento lucha contra elementos de la 16 División de Infantería francesa, la cual se defiende obstinada y tenazmente. La artillería francesa muestra toda su habilidad, con cañones de 7,5 cm integrados en las baterías anticarro. En la franja de ataque, muchas pequeñas áreas boscosas y grupos de casas se intercalan con emplazamientos de cañones antitanque de 4,7 cm y nidos de ametralladoras, asegurados por campos de minas. Los puntos fuertes son invadidos y se eliminan los cañones. A las 06:00, los panzers han penetrado 5 kilómetros y se encuentran en las alturas cerca de Sains-en-Amienois. La infantería sigue rezagada 3 kilómetros en este momento, por los combates frente a St. Fuscien. Alrededor de las 09:30, elementos del 8.º Regimiento Panzer se acercan a un campo minado, donde son inmediatamente atacados por artillería pesada (15,5 cm) y sufren los primeros muertos y heridos del día. El regimiento tiene que reagruparse y, por el momento, sigue al 7.º Regimiento Panzer. Sains-en-Amienois se pasa por alto y después de Rumigny, el ataque, con la 4ª Brigada Panzer al completo, continúa por la carretera St. Sauflieu - Grattepanche hacia Oresmaux. Al mediodía, los panzer están a 8 kilómetros de profundidad en el dispositivo enemigo y frente a Oresmaux. Los contraataques con tanques S-40 son rechazados, pero el fuego de flanqueo no pudo ser eliminado porque la infantería aún no les ha alcanzado. Desde Oresmaux y Grattepanche, las compañías fuego de artillería y cañones antitanque constante. Debido a la falta de municiones y combustible, se anuncia que el regimiento se abastecería por vía aérea, pero esto no sucede hasta la noche. Durante la misma, el 12.º Batallón Blindado francés realiza otro contraataque, que es rechazado con dificultad. Así pues, la división decide retirar la 4ª Brigada Panzer detrás de las posiciones de los fusileros, en Sains-en-Amienois. Poco después de la medianoche del 4 al 5 de junio, los escuadrones de combate del 8.º Regimiento Panzer marchan hacia la zona de despegue, a la que se llega alrededor de las 02:30. La fuerza material es de aproximadamente el 70%. No todos los tanques averiados pueden reemplazarse o repararse a tiempo. El 8.º Regimiento Panzer inicia el ataque contra el centro de gravedad de St. Fuscien a las 05:00. El primer objetivo intermedio es el terreno elevado al sur de Flers-sur-Noye, a 15 kilómetros de distancia. A las 05:15, después de la preparación artillera y el barrido de los Stuka, los tanques cargan por el eje de ataque que sigue la carretera Amiens - Ailly-sur-Noye. La infantería pronto se queda atrás. A las 06:00, los panzers del 8.º Regimiento Panzer han penetrado 5 kilómetros y están en las alturas cerca de Sains-en-Amienois. Alrededor de las 09:30, elementos del mismo entran en un campo minado, para al instante siguiente ser atacados por artillería pesada francesa (15,5 cm), causándoles los primeros muertos y heridos del día. El 8.º Regimiento Panzer tiene que reagruparse y seguir al 7.º. Sains-en-Amienois es ignorada y pasado Rumigny, el ataque continúa en la carretera St. Sauflieu - Grattepanche hacia Oresmaux. Al mediodía, los panzers han penetrado 8 kilómetros y se sitúan frente a Oresmaux. Los contraataques con tanques S-40 son rechazados, pero el fuego de flanqueo es una constante durante la tarde que no puede ser eliminado porque la infantería aún no les ha cogido. Esa noche, otro contraataque es realizado por el 12.º Batallón Blindado francés, que es rechazado con dificultad. Por tanto, la división decidió retirar la 4.ª Brigada Blindada detrás de las posiciones de los fusileros en Sains-en-Amienois. A partir de las 21:00, los tanques se ponen en marcha bajo el fuego continuo de artillería pesada francesa, y todavía recibiendo fuego anticarro desde Sains-en-Amienois. Este duro día se salda con 34 tanques enemigos destruidos, una batería de artillería y unos 100 prisioneros. Sin embargo, 14 horas de combate le han costado al 8.º Regimiento Panzer 19 muertos y numerosos tanques inutilizados y destruidos. El teniente Neumann de la 1.ª Compañía moriria al frente de sus hombres.
- 06: A las primeras horas del 6 de junio, el 7.º Regimiento Panzer es despertado por el fuego de artillería, solo que esta vez es la propia. Durante la noche, una batería de 15 cm se había anidado entre los tanques y ahora estaba ablandando a los franceses. Otras baterías ayudaron en la tarea, y a las 06:30 el 86.º Regimiento de Fusileros reanuda su ataque a Sains. Una hora más tarde está en su poder. Aproximadamente a las 08:00, el 69.º Regimiento de Fusileros toma Grattepanche y el 86.º está frente a Oresmaux. Allí se procede a un feroz y bien programado bombardeo del enemigo, dejando a los panzers en reposo. Por el momento, se descarta cualquier avance adicional. El verdadero alivio viene del ataque del regimiento Grossdeutschland que, después de una preparación de artillería sostenida, avanza sobre la aldea de Estrees, ganando terreno lentamente en el fuego defensivo combinado del enemigo; hasta las 20:00 no toma posesión de la aldea. Los dos regimientos de fusileros se unen al ataque, pero progresan poco. A las 21:00 todo el ataque de la 10.ª Brigada de Fusileros en la línea Essertaux-Jumel decae ante el intenso fuego enemigo; los franceses habían aprovechado los últimos días para construir un fuerte dispositivo defensivo y disponían bastantes piezas de artillería. A las 23:00 el 7.º Regimiento Panzer se mueve a un área de preparación cerca de St. Fuscien. Un poco más tarde, los tanques avanzan un poco más hacia una zona boscosa entre Sains y Rumigny, donde pasan la noche. Excepto por un breve pero feroz ataque en un cruce de caminos cercano, no se informa de mayor actividad francesa. Para el 6 de junio, el 8.º Regimiento Panzer informa de que tiene 14 tanques listos para la acción, por lo que se le ordena subordinarse a su regimiento hermano, que cuenta con 76 tanques operativos, pero dicha acción es cancelada después de que el comandante objetase. Gracias a un gran esfuerzo por parte de los pelotones de talleres y las tripulaciones, se mejora la disponibilidad de tanques; además, 4 son sacados de los campos de minas a primera hora de la mañana. El ataque de este día es dirigido por la 10.ª Brigada de Fusileros, en vanguardia, hacia Essertaux. La 4.ª Brigada Panzer es reforzada por el regimiento de infantería Großdeutschland, así como tanques de reconocimiento y cazacarros y sigue como reserva. Cuando los fusileros pueden penetrar pero no tomar el pueblo de Oresmaux, elementos del 8.º Regimiento Panzer son puestos bajo el mando del Großdeutschland y un destacamento del 7.º bajo el mando de la 10.ª Brigada de Fusileros. Por la tarde, las vanguardias de la división están frente a Essertaux y 5 kilómetros al sur de Estrees-sur-Noye. El mando del 8.º Regimiento Panzer continúa sus esfuerzos para devolver al frente más material.
- 07: Se ordena al 7.º Regimiento Panzer estar listo para marchar en la madrugada. Por otra parte, la 10.ª Brigada de Fusileros regresa al ataque a las 08:00 en punto. A la derecha, se despliega el 86.º Regimiento de Fusileros. En el centro, hace lo propio el 1er Batallón del 69.º Regimiento de Fusileros, y en el ala izquierda está la Großdeutschland. El 2.º Batallón del 69.º Regimiento de Fusileros es retenido como reserva de brigada. Pronto surge una crisis porque partes de la Großdeutschland tienen que evadir el fuego pesado de artillería francesa y se mezclan con el 69.º de Fusileros, causando cierta confusión. Apenas hay progresos; los tanques se despliegan. Hay un calor bochornoso cuando, alrededor de las 16:00, el 1er batallón con la 8.ª Compañía de refuerzo se traslada al área de Bois Berny, mientras el 2.º batallón, con la 5.ª y 6.ª compañías, avanza hacia Grattepanche. La lucha que se desarrolla a partir de entonces es muy dura. Los momentos críticos surgen una y otra vez. Todas las compañías informan de un fuego anticarro y de artillería increíblemente intenso. Las muchas lindes de los bosques y sotos estaban virtualmente salpicados de armas. Además, están muy bien camufladas, pudiendo hacer cambios de posición invisibles y, por lo tanto, dificultando su destrucción. Tan pronto como las compañías de tanques entran en un lugar, se encuentran inmediatamente con un fuerte fuego defensivo de ambos flancos desde los caminos estrechos que usan debido al terreno. A veces, incluso reciben fuego por su propia retaguardia. Además, algunos tanques quedan atrapados en los campos de minas. La situación se torna gradualmente desesperada, especialmente porque los fusileros que podrían haberlos cubierto y apoyado no pueden seguirles. Sobre las 18:00 la lucha es encarnizada para fusileros y tanques. La ganancia de terreno ha sido insignificante. Un intento realizado por el 1er Batallón del 69.º Regimiento de Fusileros para conseguir una ruptura fracasa principalmente debido al fuego de flanqueo del pueblo de Flers y del Bosque de Berny. Una compañía de tanques del 1er Batallón del 7.º Regimiento Panzer trata de ayudar a los fusileros a avanzar en el bosque, pero no tiene éxito. No pueden detectar al enemigo y se ven restringidos en su despliegue por los árboles. Aumentan las pérdidas de tanques y tripulaciones. Ocasionalmente, los tanques retroceden e intentan avanzar en otra parte, pero son en vano. Poco a poco ambos bandos se agotan, por lo que la madrugada del 8 de junio de 1940 transcurre bastante tranquila. Por la tarde, las ciudades de Essertaux y Flers son tomadas por el 8.º Regimiento Panzer después de una fuerte resistencia, aún distribuido entre la infantería. Cuando el ataque cesa a las 20:35, el regimiento todavía cuenta con 20 tanques operativos.
- 08: El día comienza con una feroz preparación de artillería. A las 10:00, toda la 10.ª Brigada de Fusileros y el Regimiento de Infantería Grossdeutschland están listos para atacar. Como resultado de los combates del día anterior y el trabajo de la mañana, los regimientos penetran en profundidad y estrechamente. El 7.º Regimiento Panzer mismo avanza hacia el área de Oresmaux alrededor de las 11:00. Antes de las 12:00, bajo un bochorno opresivo, los fusileros llegan al pueblo de L'Hortoy y un terreno elevado a su izquierda. Ahora se nota claramente que los franceses empiezan a descomponerse. Después de las 12:00, ya no ofrecen ninguna resistencia significativa. Desde la imponente altura 165 en L 'Hortoy, la carretera Amiens - París es visible durante kilómetros. Dentro y fuera de ella, los franceses huyen en grandes y desordenadas masas hacia Breteuil. La 4.ª Brigada Panzer los sigue con fuerza, tomando a muchos prisioneros que son enviados a la retaguardia solo con un saludo o un grito. De vez en cuando uno también dan algunos Kradmelder. Cuando detienen el avance, los panzers están a unos 50 kilómetros al sur de Amiens. Con la ruptura hecha, el 7.º Regimiento Panzer se traslada a la zona de Wavignies para pasar la noche. Marchando detrás de los fusileros a través de Bonneuil-les-Eaux - Breuteuil, el 8.º Regimiento Panzer se establece en St. Just-en-Chausee, donde entra a las 16:00, y siendo el objetivo del ataque las alturas de Bonneuil. Durante la noche, las unidades subordinadas son devueltas al 8.º Regimiento Panzer, devolviéndole 38 tanques operativos.
- 09: Después de repostar, amunicionarse y reponer raciones, el 7.º Regimiento Panzer continúa la marcha para no despegarse de los talones franceses. En el área de St. Just se reportan tanques enemigos. El regimiento abandona la carretera, se despliega y avanza transversalmente. Poco después, el 1er batallón se enfrenta a los tanques enemigos. El 2.º batallón se mueve para cubrir el flanco occidental. St. Just es rodeado hacia el oeste, y el área circundante está bajo fuego de artillería enemiga. En Nourard, partes del 2.º batallón también se encuentran con tanques franceses. Entre otros, el tanque del teniente Lohause logra noquear un tanque francés B2 (32 toneladas, 1 cañón de 7,5 cm y 4 ametralladoras). Más tarde, el propio tanque recibe un fuerte impacto en Bailleul. Los tanques franceses no logran coordinarse y el ataque es errático. Muchos de ellos quedan fuera de combate con pérdidas menores. Tras atravesar Erquinvillers, la persecución continúa en Bailleul. Antes de llegar al pueblo, elementos del 7.º Regimiento Panzer encuentran densas columnas de infantería francesa. Algunas de ellas son capturadas. Desde el este, dos tanques franceses aparecen inesperadamente a corta distancia y causan cierta sorpresa. El teniente Schnelle les dispara a ambos a la vez. Durante un tiempo parece como si los franceses tuvieran la intención de defender a Bailleul de manera sostenida. Por ello el 7.º Regimiento Panzer se prepara para un ataque convergente. El enemigo tiene muchas tropas de todo tipo, incluidos tanques y artillería, dentro y alrededor de este lugar, pero el fuego de los panzers desmoraliza muy pronto al enemigo, por lo que el ataque proyectado no se realiza. En el área de Moyvillers, unos pocos kilómetros al este, el regimiento cesa la persecución y descansa en los huertos cercanos. Al llegar la noche, el 8.º Regimiento Panzer se encuentra al noroeste de St. Just-en-Chausee, donde se produce una crisis temporal cuando las fuerzas francesas que presionan desde el norte superan las posiciones de elementos de la 9.ª División Panzer. El 8.º Regimiento Panzer se despliega en Verberie para forzar el cruce del río Oise y formar cabezas de puente en la otra orilla para los fusileros. En St. Just-en-Chausee, combate contra la 1ª División Blindada francesa que ataca hacia el oeste y el sur.
- 10: Es un día de descanso y reacondicionamiento para el 7.º Regimiento Panzer en el área de Moyvillers. El XIV cuerpo es retirado para unirse detrás del frente con el XVI Cuerpo en el área de Chateu-Thierry. Hay poco tiempo reparaciones y reacondicionamiento. En paralelo al río Oise, el 8.º Regimiento Panzer corre hacia el norte. Al sur de Chauny, el regimiento gira hacia el sur, al oeste de Soissons.
- 11: El 7.º Regimiento Panzer parte a las 12:00 con un calor agobiante y buen tiempo. El eje de marcha se orienta hacia el noreste, pasando por Estrées - Ovillers - Conchy - Beauvraignes - la Potiére para llegar a Lassigny, ubicado a 20 kilómetros al norte de Compiégne. Por la noche se traslada con sus compañías a las granjas cercanas. El 8.º Regimiento Panzer cruza el Aisne.
- 12: Nuevo día de descanso y reacondicionamiento para el 7.º Regimiento Panzer. El 8.º Regimiento Panzer llega al Marne en Chateau-Thierry. Dada la casi ausencia de resistencia, se prosigue la marcha hacia el sur.
- 13: El 7.º Regimiento Panzer reanuda la cabalgada a las 09:30. Sin embargo las carreteras están llenas de columnas de todo tipo. En un puente improvisado al sur de Compiégne, dicho regimiento cruza el río Oise. Este cruce se prolonga hasta bien entrada la noche. Luego, en una marcha diurna y nocturna, el Sena sería conquistado sin grandes rupturas. Después de Carlepont, se pasa por Vic sur Aisne y allí se cruza el Aisne. Luego sigue por Coeuvers y Villers Cotterets hasta la Ferte Milon.
- 14: A primeras horas de la mañana, el 7.º Regimiento Panzer cruza el río Marne en Nogent l'Artaud. Las siguientes ciudades importantes son La Ferte-Gaucher y Provins. Bajo un calor abrasador, el llega a Sourdun, a unos pocos kilómetros al sureste de la pequeña ciudad de Provins, al mediodía. Aquí se informó de los vehículos blindados de exploración enemigos. Tras una breve revisión de la situación, el 7.º Regimiento Panzer ataca en dirección al Sena para interceptar, de acuerdo con sus órdenes, las formaciones francesas que volvían hacia el sur desde el área de Provins. Después de un breve despliegue, el regimiento gira hacia el oeste y bloquea la vía férrea allí. Algunos tanques llegan a disparar contra trenes de tropas en movimiento. Luego gira hacia el puente en Brey sur Seine para bloquearlo. Sin embargo, no logra apoderarse del puente intacto, ya que los franceses lo vuelan. Al anochecer se desarrolla un tiroteo de orilla a orilla, en el que el teniente Lohauss de la 5.ª Compañía pierde su segundo tanque, esta vez por un disparo en la torreta. Junto a los soldados franceses hay refugiados, interponiéndose estos entre ellos y la división. La noche pasa tranquila. El 8.º Regimiento Panzer alcanza el Sena y fuerza el cruce en Nogent-sur-Seine en un golpe de mano; París capitula en este día. De esta manera, la amenaza del flanco occidental se debilita.
- 15: El 7.º Regimiento Panzer es puesto en alerta temprano y parte a las 06:30. desplazándose a lo largo de una línea de ferrocarril, el regimiento avanza hasta Herme y allí se toma un descanso forzoso en un bosque, ya que el puente de pontones iniciado aún no estaba listo. Alrededor de las 12:30 el regimiento retoma la carrera y sigue con buen ritmo. En Nogent sur Seine, el 7.º Regimiento Panzer cruza el Sena. Los caminos son de tierra, y los vehículos de orugas levantan mucho polvo. Muchos tanques sufren averías. Después de un descanso en Vollepied, se llega a Vervigny, donde el regimiento vivaquea y se instala. Inmediatamente después de la retirada francesa, el 8.º Regimiento Panzer cruza el canal de Yonne y después Villeneuve-l 'A. Sin detenerse, el regimiento avanza hacia el sur a través de Auxerre hasta Chamecy. Aquí el regimiento rompe la última resistencia.
- 16: Se hace evidente que la situación del combustible se ha vuelto crítica, pero manejable. A las 10:00 en punto el 7.º Regimiento Panzer reinicia la cabalgada bajo un bochorno opresivo, cruzando el Yonne y llegand a la amplia carretera París-Niza. Tras sobrepasar grandes columnas de prisioneros, prosigue vía Laroche hasta Auxerre. Pasado Auxerre, el regimiento se detiene para almorzar. Posteriormente se dirige a la zona de Courson (Coulange) e instala sus tiendas en el bosque Forét de Fretoy. Por la tarde el 8.º Regimiento Panzer llega a Autun. Mientras avanza, los tanques son atacados por un escuadrón de cazas Morane franceses. Pasando por Le Creusot y sus fábricas de armas, se prosigue el avance sobre Lyon, interrumpida por breves paradas técnicas y descansos. Al sur de Le creusot, la resistencia aparece una y otra vez, pero es quebrada con facilidad y el avance no se detiene.
- 17: El 7.º Regimiento Panzer reanuda sus operaciones a las 06:30. Después de Chamecy, el reabastecimiento de combustible tiene lugar en una loma. El tiempo se ha aclarado y la temperatura vuelve a ser más agradable. Alrededor de las 17:00 se hace una parada larga en Anest. Aquí las cocinas de campaña son esperadas con impaciencia. Sin embargo, estas no llegan, por lo que el regimiento se abastece en una aldea cercana. Una lluvia repentina obliga a levantar las tiendas rápidamente. Cuando llega la noticia de que Francia está lista para firmar el armisticio, se produce un gran júbilo.
- 18: El 7.º Regimiento Panzer vuelve a la carretera a las 13:00. De nuevo hace mucho calor, pero las carreteras son mejores. A través de Autun y de la hermosa región vinícola de Borgoña, el regimiento llega al área alrededor de Maceney, con una considerable dispersión. En el proceso, la 5.ª Compañía se ubica en Paris l'Hopital, mientras la 8.ª lo hace en Change.
- 19: El 7.º Regimiento Panzer parte a las 11:00. Lyon es ocupada ese día. En Rempigny, el regimiento se abre paso entre columnas de marcha. A lo largo de la gran carretera del río Saona, el regimiento continúa su marcha hacia el sur. Alrededor de Chalons sur Saone pasa por Tournus - Macon - Villefranche directamente hacia Lyon. Una y otra vez se topan con trenes de prisioneros y hace mucho calor. En Anse, unos kilómetros antes de Lyon, el regimiento gira a la izquierda. Antes de llegar a la siguiente aldea, se ordena una preparación artillera. Mientras despejaba una barricada, un sargento zapador recibe un disparo. Esto les da a algunos soldados motivos para disparar contra los sospechosos en los arbustos cercanos. Tras el incidente, las otras barreras son destruidas. Como no se poseen mapas de la zona, es necesario detenerse en cada intersección. La noche cae y ya no se encuentra resistencia enemiga. A la luz de la luna creciente, el 7.º Regimiento Panzer se para en el río Saona, en las afueras de Lyon. La vanguardia del 8.º Regimiento Panzer alcanza las afueras de Lyon.
- 20: El 7.º Regimiento Panzer avanza hacia la ciudad, mas el progreso es interminablemente lento. Sobre las 16:00 y después de muchas paradas largas se cruza la ciudad y se llega a la carretera principal hacia el sur. Cae una ligera llovizna. Desplegadas las compañías en abanico, se permite poco después que las unidades del regimiento se trasladen a buenos alojamientos. La 5.ª Compañía ocupa el Fuerte V 02. El 8.º Regimiento Panzer sigue camino a Vienne, 30 kilómetros al sur de Lyon. La resistencia francesa ha cesado, y las calles están llenas de locales y refugiados. En Vienne, después de marchar más de 600 kilómetros desde el día 11, el 8.º Regimiento Panzer recibe la orden de la división de detenerse. Debe dar la vuelta y comenzar la marcha de regreso al norte.
- 21: Aproximadamente a las 10:30 el 7.º Regimiento Panzer es concentrado. Nuevamente hay muchas paradas y atascos en la ciudad. Ya ha comenzado el tráfico pesado en sentido contrario. También se están moviendo columnas de artillería, antitanques y demás de una división de infantería, lo que complica aún más la marcha del regimiento fuera de la ciudad. Finalmente, a las 15:00 horas, el regimiento abandona la ciudad y vuelve a coger ritmo de cabalgada. A través de Villefranche y Macon se llega a Cluny, donde son alojados en parte en barracones y otra parte en tiendas de campaña bajo las murallas de la ciudad. Los últimos días han pasado factura a los vehículos: a la 8.ª Compañía solo le quedaban 2 Panzer IV y 1 Panzer II en condiciones de circular. Al mediodía, el 8.º Regimiento Panzer comienza la marcha de regreso vía Macon a Autun.
- 22: A las 06:00 el 7.º Regimiento Panzer vuelve a los caminos por la salida noroeste de Cluny. Bajo un cielo nublado y una temperatura agradable, el regimiento atraviesa la campiña montañosa hacia Autun, pasando por Blanzy y Saulieu. El calor aprieta y los tanques levantan murallas de polvo. Poco después, caen fuertes aguaceros. En Chablis, el regimiento pasa la noche. Continúa el traslado del 8.º Regimiento Panzer vía Saulieu - Avallon hasta el área alrededor de Sens. Desde aquí marcha hacia el oeste vía Coutenay - Montargis - Bellegarde hacia Orleans con breves paradas técnicas.
- 23: La división se toma un día de descanso para labores de mantenimiento y reparaciones.
- 24: A las 05:00, el 7.º Regimiento Panzer arranca motores. Primero pasan por Auxerre y Joigny en el Yonne antes de un descanso de mediodía antes de llegar a Chateaubriand. Posteriormente, el recorrido continúa por Montargis en dirección a Chateauneuf. El regimiento pasa la noche en las proximidades de la estación de Chateauneuf en el Loira. Elementos de vanguardia de la división llegan a la ciudad de Cognac en el río Charente este mismo día. El 8.º Regimiento Panzer, establecido en Orleans, se entera del armisticio.
- 25: En marcha desde las 04:45, los panzers del 7.º Regimiento Panzer llegan a ver Orleans antes de otra parada prolongada en Blois. De nuevo, y bajo un calor intenso, una larga corriente de refugiados avanza, bloqueando el camino. Cuando puede seguir, el regimiento no llega muy lejos antes del amanecer. La 5.ª Compañía se instala en Ferriére, la 6.ª en Luessault y la 8.ª en un castillo cerca de estos lugares. Francia capitula. La campaña le había costado al 7.º Regimiento Panzer 30 muertos y 70 heridos. Entre los caídos se encuentran el primer teniente von Winterfeld y los tenientes Forstbauer, Gotthard y Hoesch. De forma independiente, el 8.º Regimiento Panzer marcha a lo largo de la orilla norte del río Loira, río abajo a través de Blois hasta Tours. En el extremo norte de Tours, el regimiento llega a la zona de Chateau-Renault.
- 26: En el 7.º Regimiento Panzer se realizan trabajos de reparación. La marcha del 8.º Regimiento Panzer hacia Parthenay se detiene en Chinon. Hasta el 3 de julio, el regimiento permanece en el área al noreste de Tours.
- 27: Continúan los trabajos mecánicos y el cuerpo de oficiales del 7.º Regimiento Panzer se reúne en un castillo con un maravilloso parque para una celebración en la que el comandante del mismo pronuncia un discurso. A partir del 28, el regimiento marcha con la división. Temprano en la mañana, el 7.º Regimiento Panzer sale de su área de alojamiento y llega a la zona de Jeanville, a unos 100 kilómetros al sur de París, a través de Chateaudaunin y mediante una marcha de unos 135 kilómetros. Los días siguientes se vuelven a dedicar a tareas de reparación. Poco a poco, el servicio mecánico vuelve a sus capacidades en tiempos de paz.

Julio
- 03: El 8.º Regimiento Panzer recibe la orden de traslado a Arpajon, al sur de París. La marcha, que comienza al día siguiente, le conduce a los suburbios de París, a Montlhery y a Lagny-s.M. En preparación para un desfile que no se realizaría, los vehículos de la división son pintados con nuevos colores y carteles tácticos. Muchos miembros del 8.º Regimiento Panzer tienen la oportunidad de visitar la capital francesa. En los alojamientos del mismo se inicia la incorporación de reemplazos, así como más reparaciones de equipos y vehículos. Además, se realizan ejercicios de cara a la operación León Marino: un desembarco simulado en las orillas del río Marne, durante los cuales un tanque resbala y cae al río.
- 04: En su retirada, 7.º Regimiento Panzer se acerca a París este día. A través de Etampes, el regimiento se traslada a Arpajon, a unos 30 kilómetros al sur de París, donde pasa un tiempo considerable. A finales de mes se traslada a Meau en el río Marne, a unos 30 kilómetros al este de la capital francesa. Partes del regimiento son ubicados en Nanteuil, mientras otros lo son en Avrainville. Se impulsa la renovación, la reorganización y el rearme de las unidades. Los batallones con dos compañías ligeras habían demostrado ser demasiado débiles y los Panzer I y II más que obsoletos.
- 17: El general Guderian visita al 8.º Regimiento Panzer, al cual expresa su aprecio y elogios. La 10.ª División Panzer se traslada en agosto de 1940 del área de París al área de entrenamiento de Neuhammer para recibir un nuevo batallón. El 8.º Regimiento Panzer es informado de que será transferido para formar una nueva división, pero permanece en Francia por el momento. En noviembre de 1940, el .º Regimiento Panzer se ejercita en el área de entrenamiento de Mourmelon-l.-G. a nivel de unidad y formación, y también realiza cursos para comandantes de compañía y batallón con varios ejercicios de instrucción y combate, así como disparos de instrucción. Aquí recibe la orden de trasladarse a Dijon, una marcha dificultada por el duro invierno. Desde la cuenca del Marne, la marcha atraviesa la región de Champagne hasta la meseta de Langres. La Navidad de 1940 y Año Nuevo de 1941 sucede para el 8.º Regimiento Panzer en los cuarteles de invierno de Dijon sin eventos especiales, lista para trasladarse al área de Tolón.

Agosto a noviembre
- 21/07 - 07/10: Permanece en Champagne como tropa de ocupación. Se prepara para la Operación León Marino, pero al final queda como tropa de ocupación bajo el control del XXII Cuerpo (mot.) Del 2.º Ejército (HG C). El 7 de noviembre pasa a la reserva del 1er Ejército (HG D).

Noviembre
- 15: Desde este día, el 7.º Regimiento Panzer y por ende la división permanece en el área de entrenamiento de Mourmelon, cerca de Suippes y de la ciudad de Reims. Durante casi 6 semanas, será designado como un Lehr-Regiment. Poco antes de la Navidad de 1940 lo abandona y la división se traslada en tren al área de Dijon, en la línea de demarcación con la Francia de Vichy, pasando el invierno.

Diciembre
- 21: La división es transferida al XXXXI. Armee-Korps (mot.), del 1. Armee (HG D).

##### 1941
Enero
- 01: Anticipándose a los acontecimientos, el futuro comandante de la 15.ª División Panzer, el mayor general von Prittwitz y Gaffron, insta a la transferencia del 8.º Regimiento Panzer al área de Darmstadt - Landau - Heidelberg. A finales de enero de 1941, este comienza a ser cargado en trenes y los vehículos y piezas con ruedas llegan a Schwetzingen por tierra.
- 18: El Kradschützen-Bataillon 10 es reconstituido a partir de elementos de la división, así como el III./Artillerie-Regiment 90 es reconstituido mediante el I./Artillerie-Regiment 105.

Febrero
- 04: El 8.º Regimiento Panzer está acantonado en Schwetzingen, donde permanece hasta el 2 de marzo, antes de trasladarse al área de entrenamiento de Baumholder. En Schwetzingen, el 8.º Regimiento Panzer tiene asignados 4 Panzer IV de cañón corto y 3 vehículos de mando antes del 8 de febrero.
- 16-22: El 8.º Regimiento Panzer reemplaza con 31 Panzer III con el KwK 42 de 5 cm a los equipados con el cañón de 3,7 cm. En Baumholder, es preparado para operaciones en África a todos los niveles. Comienzan los exámenes de aptitud tropical, se inicia la provisión de equipo tropical, etc. En Schwetzingen se completa la adquisición equipo, se reciben Panzer II versión C y los obsoletos se entregan al depósito. Las compañías de tanques se reorganizan y reciben nuevo equipamiento. Para las antiguas compañías ligeras se dicta lo siguiente: escuadrón de mando con 2 Panzer III, 1 pelotón ligero con 5 Panzer II y 3 pelotones con 5 Panzer III cada uno. Para las compañías medias: escuadrón de mando con 2 Panzer IV, 1 pelotón ligero con 5 Panzer II y 3 pelotones con 5 Panzer IV cada uno.

Marzo
- 10: Después de un largo viaje por el Reich, los soldados del 7.º Regimiento Panzer llegan al área de entrenamiento de Neuhammer en el VIII Distrito Militar (Silesia) alrededor de este día. Las semanas siguientes pasan entre ejercicios de unidad, juegos de guerra y cursos de entrenamiento generales y específicos. Durante la primavera, las columnas del 1er y 2.º batallones son separadas del regimiento y forman las 13.ª y 14.ª columnas de vehículos de la 90.ª Panzer-Divisions-Nachschubführer.
- 15: A la división se le quita definitivamente el 8.º Regimiento Panzer, el cual es asignado a la nueva 15.ª División Panzer.
- 19: La división es trasladada a Heimat, en la Baja Silesia.

Mayo
- 01: La división es transferida a la LVI. Armee-Korps (mot.) Del Panzergruppe 3 (HG Mitte).
- 06: La división es reasignada al Panzergruppe 2 (HG Mitte).

Junio
- 8: Se reciben órdenes de trasladar el 7.º Regimiento Panzer al área de Deblin, en el río Vístula.
- 13: El movimiento de tropas y vehículos comienza este día, pasando por Bunzlau, Breslau, Oppeln, Lysa Gora y Radom antes de que el 7.º Regimiento Panzer llegue al área de Deblin. Antes de que empiece la campaña rusa, el regimiento posee 175 tanques, que se distribuyen de la siguiente manera: el personal del regimiento posee 2 tanques de mando grandes y uno pequeño. El personal de la división posee un tanque de mando grande, 2 pequeños y 5 Panzer II cada uno. Además, el regimiento tiene 6 compañías ligeras con 5 Panzer II y 17 Panzer III cada una, y dos compañías medianas con un tanque de mando grande y 10 Panzer IV cada una. Además, hay 2 Panzer III a disposición del regimiento.
- 28: Elementos de la división llegan a Zelvianka; la mayor parte de esta a Siniavka.

Julio
- 2: La 10ª Panzer se despliega en Cherven. Más tarde ese día, Vietinghoff aún tiene que adelantar a la 10ª División Panzer de Schaal y al resto de la división SS "Das Reich". Cuando lo have los días 2 y 3 de julio, los primeros se apoderan de la cabeza de puente de Pogost, mientras que los segundos se apoderan de otra a unos 16 kilómetros al sur.
- 5: La división alcanza Beresino.
- 7: La división avanza hasta Bialynicy.
- 9: En la tarde de ese día, la división avanza al sur de Shklov.
- 10: El cruce de la división es aquí más difícil que en el área del XXXXVII Cuerpo Panzer.
- 11: La división y el Regimiento de Infantería Gross-Deutschland mantienen posiciones al sur de Shklov.
- 14: La división llega hasta Gorki y Mstislavl después de combates encarnizados y numerosas bajas, especialmente en la artillería.
- 16: La división es estacionada entre Chislavitchi y Pochinok.
- 17: Se despliega a la división entre Pochinok y Elnya.
- 20: La división concentra sus fuerzas en Elnya.
- 25: Se mantienen sus posiciones en Elnya.

Agosto
- 10: Se mantienen sus posiciones en Elnya.
- 19: Lucha a la defensiva en el Saliente de Elnya-Bogen, siempre subordinada al XXXXVI. Armee-Korps (mot.) Del Panzergruppe 2 (HG Mitte).

Septiembre a noviembre
- 2: Una penetración soviética de 10 kilómetros de profundidad, en el sector de la 23.ª División de Infantería al sur de Elnya, requiere el empleo allí de la 10.ª Panzer en un contraataque frontal.
- 15/09: Es desplegada en la reserva del 4. Armee (HG Mitte).
- 22/09-12/10: Vuelve a la acción dentro del XXXX. Armee-Korps (mot.) Del Panzergruppe 4 (HG Mitte).

Octubre
- 6: La 10.ª División Panzer captura la ciudad de Yukhnov y sus puentes sobre el río Ugra a las 05:30. En Moscú, Stalin se sorprendió al darse cuenta de que los tanques alemanes estaban a menos de 200 km de su capital.[7]
- 7: A las 10:30, la 10.ª División Panzer avanza hacia Vyazma contra la débil resistencia de las tropas de retaguardia soviéticas y enlaza con la 7.ª División Panzer, formando así la Bolsa de Vyazma.[7]
- 9: Alrededor de las 16:30, las tropas motorizadas de Hausser corrieron a la posición de bloqueo y fueron atacadas intensamente por los tanques y la infantería atrincherada. A la mañana siguiente, Hausser lanzó al Kampfgruppe Der Führer a la barricada, pero el regimiento fue rechazado con unas 500 bajas. La División SS Reich era bastante débil en capacidad antitanque con solo dos baterías de cañones de asalto StuG III más seis cañones antitanques de 50 mm para hacer frente a 22 T-34 y 31 tanques ligeros BT-7 en la 18ª Brigada de Tanques. La falta de blindaje había provocado que la punta de lanza alemana hacia Moscú fuera detenida por solo dos batallones de tanques soviéticos. Hausser solicita que el XL Cuerpo Panzer envíe blindados para apoyarle de inmediato y como respuesta se despliega un Kampfgruppe de la 10.ª División Panzer a Gzhatsk.[8]
- 13: La división Das Reich de las SS avanza para entrar en contacto con dos regimientos al frente de las carreteras de Moscú y Minsk. El Kampfgruppe Deutschland (con un batallón panzer de la 10.ª División Panzer) intenta apoderarse del cruce sobre el río Kolotchy cerca de Rogachevo, pero es rechazado por fuerte fuego defensivo. El Kampfgruppe Der Führer se encuentra con fuertes defensas antitanques y obstáculos cerca de Yelnya y también es rechazado después de perder seis tanques.[9]
- 15: El XL Cuerpo Panzer de Stumme tiene la mayor parte de las divisiones SS Reich y la 10.ª Panzer acercándose a las defensas de la Línea Mozhaisk alrededor de Borodino.[10][11][12]
- 16: Con la llegada de todas sus unidades, la 10.ª División Panzer lanza un esfuerzo coordinado para penetrar el principal cinturón defensivo soviético a las 06:30. La Brigada von Hauenschild ataca y se apodera de la estación de Borodino, pero es expulsada por un contraataque del 1.er batallón de la 322.ª División de Fusileros. El 69.º Regimiento de Fusileros de Von Bulow casi logra llegar al puesto de mando de la 32.ª División de Fusileros cerca de Borodino, pero es detenido en una lucha desesperada. Lucha dividida entre los XXXX. Armee-Korps (mot.) Y XXXXVI. Armee-Korps (mot.), dentro del Panzergruppe 4 (HG Mitte).[9]
- 19: Durante el período del 9 al 19 de octubre, el XL Cuerpo Panzer sufre 2.044 bajas, 446 de ellas mortales; La división Das Reich de la SS sufre 1.242 bajas (incluidos 270 muertos), mientras la 10.ª División Panzer sufre 776 bajas (incluidos 167 muertos).[12]
- 23: Reagrupada en el XXXX. Armee-Korps (mot.).

Noviembre
- 15-22/11: La división es transferida al Gruppe Geyer del Panzergruppe 4 (HG Mitte).
- 25: El XL Cuerpo Panzer (10.ª Panzer, Das Reich) llega al río Istra. La 78.ª División de Fusileros siberiana defiende Istra tenazmente y la ciudad no cae en manos de la Das Reich hasta el 27 de noviembre.[13]
- 27/11-04/12: La división vuelve con el XXXX. Armee-Korps (mot.).

Diciembre
- 11: Después de dejar las afueras de Moscú, se retira luchando hacia Gzhatsk (conocido desde 1968 como Gagarin). Algunos de sus elementos combaten con el XXXXI. Armee-Korps (mot.) del Panzergruppe 3 (HG Mitte), mientras que otros con el XXXX. Armee-Korps (mot.) del Panzergruppe 4 (HG Mitte).
- 18: La división se reparte aún más, enviando elementos a los XXXXVI. y XXXX. Armee-Korps (mot.) del Panzergruppe 4 (HG Mitte).
- 24: Parte de la división pasa a la reserva del Panzergruppe 4 (HG Mitte).

##### 1942
Enero
- 02-10: Algunos de sus elementos son subordinados al XX. Armee-Korps del 4. Armee (HG Mitte) en el sector de Gzhatsk.
- 10-16: La división combate en los sectores de Yújnov y Wyazma, dentro del XXXXVI. Armee-Korps (mot.) Del 4. Panzerarmee (HG Mitte).

Febrero a marzo
- 06/02-10/03: Es transferida al IX. Armee-Korps del 4. Panzerarmee (HG Mitte), al que ceden un pequeño Kampfgruppen con algunos tanques y semiorugas, utilizados en las zonas de mayor peligro.

Abril a mayo
- 19/04: A lo largo del mes la división deja el sector de Yújnov y parte hacia Francia.
- 22/04-11/05: Se reorganiza en el norte de Francia, en el sector de Laon-Amiens, dentro de la reserva del 15. Armee (HG D).

Junio a agosto
- 02/06: El III./Panzer-Regiment 7, nunca asignado a la unidad, es transferido al Panzer-Regiment 36 de la 14.ª División Panzer.
- 08/06: La división es transferida brevemente al LXXXI. Armee-Korps del 15. Armee (HG D).
- 24/06-12/08: Mientras continúa su reorganización y refuerzo, la división es puesta en alerta debido a la Batalla de Dieppe, pero no participa en los enfrentamientos.

Noviembre
- 05: Aún en la reserva del 15. Armee, participa en la ocupación de la Francia de Vichy, llegando al sector de Marsella, donde realiza labores de defensa costera. Luego será trasladada a Italia, en el sector de Nápoles.
- 27: Comienza su transporte por mar y aire a Túnez, para contrarrestar la amenaza de los desembarcos aliados en Marruecos y Argelia.

Diciembre
- 5: Termina su traslado hacia Túnez.
- 22: Es asignada al 5. Panzerarmee (OB Süd). Durante el año se le han unido el Aufklärungs-Abteilung 90 y el Kradschützen-Bataillon 10. En 1943 cambian su nombre para convertirse en Panzer-Aufklärungs-Abteilung 10; el Heeres- (Flak) Artillerie-Abteilung 302 también se le presentó como IV. (Flak) / Artillerie-Abteilung 90.

##### 1943
Enero
- 01: Combate en Medjez el Bab, Kairouan y Sidi Bou Zid.

Febrero
- 03: Lucha en Kasserine, Fondouk y Thala.

- 26: El Schwere Panzer-Abteilung 501 se convierte en el III./Panzer-Regiment 7; sus 1. y 2. Kompanie se integran como 7. y 8. del Panzer-Regiment 7, en acción con el Kampfgruppe Lang.

Marzo
- 04: Establece posiciones defensivas en Medenine.

Abril
- 20: El IV. (Flak)/Artillerie-Regiment 90 se convierte en el Heeres-Flakartillerie-Abteilung 302.

Mayo
- 01: Es transferida al 5. Panzerarmee (HG Afrika).
- 13: Capitula ante las tropas aliadas en Túnez, después de librar los últimos combates al sur de Túnez.

Junio
- 30: La división es disuelta formalmente y no es reconstruida.

### Fall Weiss(invasión de Polonia)
El 2 de septiembre, la 10.ª División Panzer fue transferida de la reserva del Grupo de Ejércitos Norte de Fedor von Bock hacia el noreste, a la retaguardia del 4.º Ejército de Gunther von Kluge. Bock había planeado efectuar un cruce en el área norte del Corredor Polaco con una poderosa fuerza blindada lo antes posible, y con la adición de la 10.ª Panzer la tarea resultaría realista. El Cuarto Ejército envió a la 10.ª División Panzer a que atravesara el Corredor justo al sur de Danzig (Gdansk) y hacia Prusia Oriental el 3 de septiembre. Al otro lado del Corredor, el 21.º Cuerpo del Ejército de Nikolaus von Falkenhorst avanzó desde una posición al sudoeste de Osterode (Prusia Oriental) en dirección suroeste hacia Grudziądz y Chełmo, con el objetivo de cerrar el Corredor y unirse con las fuerzas del Cuarto Ejército que avanzaban hacia Polonia desde Pomerania. En cuanto las pinzas se unieron y el corredor quedó sellado, la 10.ª División Panzer fue agregada al mando de Falkenhorst, el cual consistía en una división blindada, una división de infantería y una brigada de tropas de fortaleza y reservistas de Prusia Oriental. El Grupo de Ejércitos Norte sentía cierta aprensión porque el Grupo Falkenhorst no sería lo suficientemente potente como para cumplir su misión. Además, la concentración del Grupo Falkenhorst llamaría la atención de los polacos sobre el área en la que el grupo del ejército planeaba concentrar a las divisiones Panzer y motorizadas del 19.º Cuerpo para un golpe rápido al este de Polonia. A pesar de las dudas del grupo del ejército, el Grupo Falkenhorst recibió las órdenes de avance el 7 de septiembre, cuando se trasladó a Lomza con la 10.ª División Panzer, seguido por la brigada de tropas de Prusia Oriental. Pero el mando cambió de idea en el último momento y decidió que la 10.ª Panzer y los prusianos fuesen adscritos al 19.º Cuerpo.
Este cuerpo, junto con el resto del 19.º Cuerpo de Heinz Guderian, dentro del 3.º Ejército de Georg von Küchler, estaba enfrascado en la Batalla de Wizna, y ante el fracaso de las tropas alemanas el día 7, se destinaron refuerzos adicionales. Algunas unidades de la 10.ª División Panzer fueron desviadas para ayudar a la 20.ª División Motorizada del General Mauritz von Wiktorin e infligieron grandes pérdidas a los polacos. El resto, seguido por la 3.ª División Panzer, que mientras tanto se había unido al cuerpo, logró cruzar el río Nurzec, un afluente del Bug Occidental, al oeste de Brest Litovsk (Brest).

#### Batalla de Brest Litovsk
El 14 de septiembre, la 10.ª División Panzer informó que el 2.º batallón del 8.º regimiento panzer había llegado a Brest Litovsk. La 3.ª División Panzer, cumpliendo su misión, cubrió el flanco izquierdo del 19.º Cuerpo empujando a sus elementos de reconocimiento en dirección a Kobryn. Guderian se apresuró a unirse a la fuerza que había alcanzado el objetivo y la 20.ª División Motorizada, completadas sus operaciones contra la 18.ª División de Infantería polaca, se desplazó hacia el este para dar a las unidades Panzer en Brest Litovsk apoyo adicional de infantería. El primer ataque alemán contra Brest penetró las fortificaciones exteriores de la ciudad, por lo que la guarnición se retiró a la fortaleza, conocida como la Ciudadela, la cual formaba el núcleo del sistema defensivo de la ciudad. El intento de tomar la Ciudadela por sorpresa fracasó, y Guderian decidió que sería necesario un asalto decidido por parte de una fuerza mayor. El 16 de septiembre, la 10.ª División Panzer y la 20.ª Motorizada lanzaron un ataque concertado contra la fortaleza y tomaron la línea defensiva exterior. Sin embargo, el regimiento de infantería de la 10.ª Panzer no pudo avanzar inmediatamente detrás del bombardeo de artillería establecido para su apoyo, y la fortaleza interior permaneció en manos polacas. La Ciudadela cayó el 17 de septiembre, cuando un regimiento de infantería de la 20.ª Motorizada lanzó un asalto justo en el momento en el que la guarnición polaca intentaba escapar de la fortaleza y huir hacia el oeste. Los alemanes tomaron un total de 600 prisioneros.
Con la captura de Brest Litovsk, las operaciones activas terminaron para el 19.º Cuerpo. La 10.ª División Panzer y la 20.ª Motorizada permanecieron en el área de Brest Litovsk. La 3.ª División Panzer, que se había movido hacia el sur, hacia Wlodowa, y la 2.ª División Motorizada, que se movía desde Kobryn hacia el este, continuarían sus pequeñas acciones, cortando las rutas de huida a las unidades polacas que intentaban escapar hacia el este y tomando numerosos prisioneros. Dado que se informó que la 2.ª División Panzer del Grupo de Ejércitos Sur se movía en dirección a Wlodowa, El 19.º Cuerpo recibió la orden de permanecer en su lugar y estar preparado para unirse con el Grupo de Ejércitos Sur de Gerd von Rundstedt. Mas este encuentro nunca se llevó a cabo y no se realizó ningún enlace de las fuerzas alemanas al este del río Bug Occidental. Poco después, la 2.ª División Motorizada se retiró de Kobryn para reunirse con el resto del cuerpo en Brest Litovsk. El 20 de septiembre la 3.ª División Panzer también se retiró, ya que el cuerpo estaba envuelto en los preparativos para mudarse a Prusia Oriental. El 19.º Cuerpo se unió al 4.º Ejército ese mismo día.
El 19.º Cuerpo entregó Brest Litovsk al Ejército Rojo el 22 de septiembre en una ceremonia formal en la que desfilaron unidades alemanas y rusas. Luego comenzó su regreso a Prusia Oriental, donde los tanques y otros vehículos pudieron ser reparados y reacondicionados. El 23 de septiembre, unidades de la 10.ª División Panzer participaron en una escaramuza con una avanzadilla de la caballería soviética. Tras esta, los soviéticos afirmaron haber sufrido 2 muertos y 23 heridos. El incidente fue atribuido a un error de identificación y fue resuelto por los comandantes locales de ambos ejércitos.

### Fall Gelb(invasión de Francia)
A la izquierda de la 1.ª División Panzer y en el flanco izquierdo del XIX Cuerpo Panzer estaba la 10.ª División Panzer. Evidentemente debido a la amenaza de un ataque francés en el flanco sur del cuerpo, Guderian adjuntó el Regimiento de Infantería Grossdeutschland (menos dos de sus cuatro batallones) a la división. Esto la convirtió en la más grande de las tres divisiones panzer de Guderian.
Con elementos cruzando en Bollendorf y Echternach, el papel de la división en la campaña de 1940 comenzó de manera algo desfavorable cuando la compañía de ingenieros encargada de ayudar en el cruce de la guardia avanzada sobre el río Our en Bollendorf se perdió y llegó tarde al lugar del cruce. Sin los botes de asalto de los ingenieros, los elementos principales de la división no cruzaron el río hasta que se colocó la rampa sobre los obstáculos de hormigón. A las 05:35 horas, casi una hora tarde, los primeros alemanes cruzaron el río. A pesar de este incómodo comienzo, la 10.ª División Panzer se desempeñaría de manera excelente luego e inicialmente se adelantó mucho a las otras dos divisiones. Con fuerzas de pantalla formadas por elementos en motocicleta, ingenieros y de reconocimiento y guardias avanzados formados por elementos de defensa aérea, ingenieros y de reconocimiento, la división se trasladó a través de Luxemburgo a lo largo de dos rutas de marcha. Los dos batallones del Regimiento Grossdeutschland y una compañía de tanques estaban en la columna de la derecha, y el 69.° Regimiento de Infantería y los dos regimientos de tanques estaban en la izquierda. Por supuesto, otras unidades se mezclaron en las dos columnas.
En el corredor sur, alrededor de las 09:00 - 09:15 del 10 de mayo el 90.º Aufkl.-Abt de la 10.ª División Panzer de Ferdinand Schaal chocó con los dos regimientos montados a caballo de la 2.ª División de Caballería Ligera en Habay-la-Neuve, al noroeste de Arlon. Cuando el avión de reconocimiento Do-17P de Sperrle divisó los tanques ligeros Hotchkiss, los vehículos blindados Panhard y la infantería motorizada conduciendo hacia el norte desde Mouzon, Longwy y Montmédy, causó un gran susto. Kleist ordenó a Schaal que girara a la izquierda y atacara con fuerza. La 10.ª División Panzer atacó rápidamente a la caballería antes de que llegaran los elementos mecanizados, lo que obligó al Général Berniquet a abandonar Arlon, retirándose hacia el sur detrás del río Semois. El corredor norte se movió algo más lenta y a las 12:30 horas entró en contacto con las fuerzas francesas al este de Etalle.
En Etalle, el 2.º Batallón del Regimiento Grossdeutschland se vio envuelto en intensos combates casa por casa en los que murió el comandante del batallón. Poco antes de que los franceses huyeran de Etalle, algunos tanques de la 10.ª División Panzer llegaron para reforzar la infantería alemana. Fuera de Etalle, el Regimiento Grossdeutschland atacó con el 1er Batallón a la derecha, el 2.º Batallón a la izquierda y el 43.º Batallón de Ingenieros en el centro. Dado que la artillería aún no había llegado, la infantería y los ingenieros lucharon sin su apoyo, pero recibieron el apoyo de los cañones de asalto pesados de la 16.ª Compañía del regimiento. En batallas posteriores, el uso de ingenieros como infantería siguió siendo una práctica común.
Durante el resto de la tarde, los alemanes lucharon contra un enemigo que se defendía ferozmente y, a las 19:00, lograron llegar a la línea ferroviaria que corre de norte a sur a unos tres kilómetros al oeste de Etalle. En la lucha de este primer día, el 69.° Regimiento de Infantería y el Regimiento Grossdeutschland comenzaron a atacar a lo largo de las partes sur y central del valle respectivamente. A medida que avanzaba el primer día de la campaña, el Regimiento Grossdeutschland comenzó a atacar en dirección noroeste hacia Villers-sur-Semois (cinco kilómetros al noroeste de Etalle). Durante los duros combates, el comandante del 69.º Regimiento de Infantería murió a unos tres kilómetros al oeste de Etalle. Así, en las primeras horas de combate, los alemanes perdieron a los comandantes de un regimiento de infantería y un batallón. A pesar de la fuerza de voluntad de los oficiales superiores de la división, las fuertes defensas francesas impidieron que la división tomara su objetivo del primer día, que era la línea Rossignol-Bellefontaine (siete kilómetros al oeste de Etalle). La 10.ª División Panzer siguió intentando romper las defensas francesas, y a las 21:00 recibió una orden telefónica del cuerpo de continuar el ataque el 11 de mayo hacia Florenville. Sin embargo, a las 02:00 del día 11, recibió una orden escrita que había sido hecha por el cuartel general del cuerpo a las 21:50, para girar hacia el noroeste y tomar un cruce sobre el río Semois cerca de Mortehan (diez kilómetros al este de Bouillon).
En su relato de la batalla, Guderian explicó que el Grupo von Kleist se había preocupado por el avance de la caballería francesa desde el sur y había ordenado a la 10.ª División Panzer que se volviera hacia la dirección de donde supuestamente venían. Según Guderian, reconoció que la desviación de un tercio de su fuerza amenazaría el éxito del cruce del Mosa y, por lo tanto, de toda la operación. Para evitar tener que enviar la división al sur, Guderian cambió su ruta de marcha y le ordenó pasar a través de Suxy (ocho kilómetros al sur de Neufchâteau) hacia Mortehan (dieciséis kilómetros al oeste suroeste de Neufchâteau). Mientras consideraba sus alternativas y luego emitía órdenes para cambiar la ruta de marcha de la división, ignoró un mensaje de von Kleist que llegó poco antes de la medianoche del 10 al 11 y que ordenaba a la 10.ª División Panzer detenerse y asegurar el flanco izquierdo del grupo. Guderian creía firmemente que la protección del flanco era responsabilidad de las divisiones que les seguían y que girar la 10.ª Panzer hacia el noroeste desactivó la amenaza al flanco del cuerpo. También creía que el éxito de toda la operación dependía de que sus tres divisiones estuvieran disponibles para el ataque a través del Mosa. Después de conversaciones entre el XIX Cuerpo y el grupo Panzer alrededor de las 03:30, en las que Guderian enfatizó las ventajas de proteger el flanco del cuerpo avanzando rápidamente, von Kleist rescindió la orden. Así, Guderian ignoró la orden de von Kleist y luego tuvo la audacia de debatir sus méritos. Desafortunadamente, el desplazamiento de la 10.ª Panzer hacia el norte la obligó a atravesar algunos de los peores terrenos de toda el área. El diario de la división explicaba:
La división se había centrado por completo en la continuación del ataque contra Florenville y creía que podía lograr un éxito rápido. Previó un retraso en la consecución del objetivo más amplio de Sedan a través del difícil proceso de cambio y el traslado de las columnas de marcha a través del Bosque de Anlier, apenas transitable, y el forzamiento del río Semois.
En contraste con eso, el cuerpo parece tener informes de importantes fuerzas que avanzan desde el sur, lo que pone en duda el rápido avance de la división a través de Florenville. Además, se suponía que el cambio de división ayudaría al avance de la 1ª División Panzer, que todavía estaba rezagada….
A pesar del poco tiempo involucrado, la división logró informar a todas sus unidades y cambiar su dirección de marcha hacia el noroeste. Mientras dejaba dos batallones del 69.º Regimiento de Infantería y un batallón de artillería en Etalle para cubrir, la 10.ª Panzer avanzó a lo largo de tres rutas hacia el noroeste, incluido un grupo que se movió hacia el norte casi hasta Neufchâteau y pasó por Grapfontaine (tres kilómetros al suroeste). El objetivo de la división era Mortehan, que se encontraba a quince kilómetros de su frente en el río Semois. En el movimiento hacia el noroeste, el Regimiento Grossdeutschland se encontró con un enemigo decidido en el área densamente boscosa alrededor de Suxy, pero logró hacer retroceder batallón de reconocimiento hipomóvil. Más al norte, el 86.º Regimiento de Infantería encontró una resistencia débil cerca de Straimont. Un problema inesperado apareció cuando elementos de la 1.ª División Panzer se trasladaron al sur de Neufchâteau hacia la ruta de marcha del 86.º Regimiento. Esto provocó retrasos. Sin embargo, los elementos principales de la infantería de la división estaban a unos cinco kilómetros al este de Mortehan cuando cayó la noche el día 11.
Antes del amanecer de la mañana del 11 de mayo, en Mouzaive, el 1er Batallón Kradsch de Kirchner, seguido por el 2.º Batallón del 2.º Regimiento Panzer, flanqueó la línea de caballería de Chanoine a lo largo del Semois. Amenazados en la retaguardia, los defensores de Bouillon se derrumbaron. El batallón de infantería, un grupo de "hombres en la treintena, gordos y flácidos, disciplina floja y dirigidos por suboficiales débiles", se dispersó y 300 hombres desmoralizados fueron vistos gritando "traición" a la caballería francesa.
A medida que la 10.ª División Panzer se movía hacia el noroeste, los alemanes se enteraron de que los informes sobre elementos de la caballería francesa que se movían desde Florenville hacia el este hacia Etalle eran falsos, y von Kleist se preocupó por la conveniencia de desviar la 10.ª División hacia el noroeste. Según von Kleist, si la 10.ª Panzer avanzaba hacia el oeste a través de Florenville, podría envolver las posiciones francesas a lo largo del Semois atacándolas desde el sur. Durante una visita al puesto de mando del cuerpo en la tarde del 11, von Kleist discutió la posibilidad de enviar la división hacia Florenville, en lugar de hacia el noroeste, pero el Jefe de Estado Mayor de Guderian enfatizó que dirigir la división hacia Florenville podría ocasionar retrasos intolerables. Von Kleist partió sin haber ordenado al cuerpo que volviera a desviar la división.
Aproximadamente dos horas después, el XIX Cuerpo recibió una orden del grupo Panzer para mover fuerzas hacia Florenville: el oficial de operaciones del grupo sugirió enviar a la 4.ª Brigada Panzer de la 10.ª División Panzer. También explicó que el Alto Mando en Berlín quería que se enviaran fuerzas más fuertes hacia Florenville. Reconociendo lo inevitable, el XIX Cuerpo comunicó por radio a la división a las 17:45 horas y le ordenó que enviara un kampfgruppe de nivel batallón a través de Florenville hacia el río Semois. Esta vez las objeciones vinieron del comandante de la 10.ª División.
Durante una reunión con Guderian esa noche en Neufchâteau, el general Schaal argumentó que su división no debería enviar un batallón hacia Florenville. Señalando que un batallón no podría ser movido de manera oportuna y que la protección provendría de los elementos avanzados del VII Cuerpo, enfatizó la importancia de continuar hacia Mortehan. De acuerdo con el plan original, para proteger el flanco del XIX Cuerpo se suponía que los elementos de avanzada del VII Cuerpo se colocarían al sur de Etalle. Cuando el VII Cuerpo continuara moviéndose hacia el oeste, se suponía que sus unidades serían reemplazadas por unidades del XIII Cuerpo, que siguió al VII Cuerpo. Así como von Kleist se había echado atrás ante las objeciones de Guderian el día anterior, Guderian pronto se echó atrás ante las de Schaal. La misión de la división seguía siendo la de cruzar el Semois cerca de Mortehan y avanzar en dirección a Sedan. Pero para responder a la preocupación del Alto Mando sobre el flanco del grupo, Guderian contactó con la 29.ª División de Infantería Motorizada, que era parte del XIV Cuerpo Motorizado y seguía a la 10.ª División Panzer, y preguntó si podía enviar fuerzas hacia Florenville. Después de otros retrasos, von Kleist reconoció al fin la dificultad de un nuevo traslado de la 10.ª División Panzer y ordenó a la 29.ª Motorizada que se moviera hacia Florenville. A lo largo del 11 de mayo, el grueso de los Panzers de la 10.ª Panzer siguieron muy por detrás de la infantería, aunque algunos los acompañaron. Poco antes de la medianoche del 11 al 12 de mayo, el comandante del cuerpo retiró al Regimiento Grossdeutschland del control de la 10.ª Panzer y lo puso bajo el control del cuartel general del cuerpo. Poco después de la medianoche, los dos regimientos de la división convergieron en un área de reunión a unos cinco kilómetros al sur de Neufchâteau. La infantería estaba a unos dieciséis kilómetros por delante del cuerpo principal de los tanques. Sin embargo, la brecha de tiempo entre la infantería y los tanques fue mucho mayor, ya que los tanques tuvieron que atravesar algunas carreteras extremadamente sinuosas en terrenos muy difíciles.
A las 02:00 horas del día 12, la infantería de la división llegó al río Semois y poco después se apoderó de un punto de paso en Mortehan. El registro diario de la división indica simplemente: enemigo débil, puente destruido. Una vez reparado el puente, los vehículos podían pasar si conducían muy lentamente. A pesar del terreno extremadamente difícil y del tortuoso camino hacia el Semois, la división tomó un sitio de cruce sobre el río casi al mismo tiempo que la 1.ª División Panzer, que había avanzado en circunstancias mucho más ventajosas.
Los defensores habían volado los puentes de la ciudad, pero el Semois no era más que un arroyo de truchas serpenteantes y los tanques del 1er Regimiento Panzer no tardaron en vadear el río en varios puntos mientras los ingenieros de combate del 37.º Batallón de Ingenieros (mot.) construyeron un nuevo puente. Al enterarse de que la línea Semois se había roto, Georges le dio al 2.º Ejército la máxima prioridad en el apoyo aéreo aliado, pero Huntziger no ordenó ninguna salida. Por su propia iniciativa, d'Astier solicitó 50 salidas de la AASF para bombardear Neufchâteau y Bouillon esa noche. El mando de Playfair, fuertemente comprometido en el norte de Bélgica, sólo pudo reunir 15 aviones de cuatro escuadrones diferentes. No lograron golpear nada significativo y otros seis Fairey Battle fueron derribados por fuego antiaéreo alemán. Mientras Huntziger ordenó a la caballería de Chanoine que se defendiera de la línea de ocho “maisons fortes” (casas fortificadas), una en cada camino que conducía al sector de Sedan, las 2.ª y 10.ª Panzer pronto expulsaron a la 2.ª División de Caballería Ligera una vez más y esa tarde convergieron en la ciudad.
Por su parte, en Cugnon, el 90.º Aufkl.-Abt de Schaal, seguidos por los fusileros de la 10.ª Brigada de Fusileros (mot.), asaltaron posiciones francesas a pie, girando el otro flanco de Chanoine y permitiendo que elementos de la 10.ª División Panzer cruzaran el Semois. Y después de cruzar la zona densamente boscosa al este de Mortehan y el difícil terreno cerca del Semois, la 10.ª División Panzer no tuvo un camino fácil hasta las orillas del Mosa. Solo unos pocos caminos atravesaban el denso bosque hasta su frente, y no más de uno o dos iban en dirección a Sedan. Para llegar al punto en el Mosa donde se suponía que debía cruzar, la división tuvo que moverse unos cinco kilómetros al sur de Mortehan hasta Maison Blanche, girar al oeste durante unos doce kilómetros y luego moverse hacia La Chapelle (cinco kilómetros al noreste de Sedan), Givonne (tres kilómetros al noreste de Sedan) y Sedan. Por razones obvias, el ataque al sur del Semois avanzó lentamente. El 86.º Regimiento de Infantería llegó a La Chapelle a las 13:00 del día 12; Givonne cayó alrededor de las 19:00. Aunque quedó poca o ninguna resistencia enemiga en la orilla norte del Mosa, los disparos de artillería en los objetivos de demolición, cráteres y obstáculos, tanto aquí como en La Chapelle, causaron grandes retrasos en los esfuerzos de la división para mover hombres y el material hacia adelante. Cuando la división comenzó a prepararse para cruzar el Mosa, se enfrentaba a un desafío formidable. Gran parte de su equipo y muchas de sus unidades estaban esparcidas por los densos bosques y los diminutos caminos que los cruzaban. Aunque el cruce real del Mosa sería una operación compleja y peligrosa, probablemente parecía simple en comparación con la tarea de concentrarla para el cruce.

#### Batalla de Sedán
La cuestión de cómo cruzaría el Mosa el XIX Cuerpo Panzer había preocupado a Guderian y von Kleist, ya que sus mandos habían recibido la misión de atacar a través del río. Los dos líderes habían diferido sobre la ubicación del cruce, ya que von Kleist quería que la mayoría del cuerpo cruzara al oeste del Canal de las Ardenas, mientras que Guderian prefería que todo el cuerpo cruzara al este del canal. El 11 de mayo, la orden de operaciones del Grupo Panzer von Kleist para el 12 ordenó específicamente al XIX Cuerpo que “colocara su principal impulso... al oeste del Canal de las Ardenas”. El 12 de mayo, la orden de operaciones del Grupo Panzer von Kleist para el 13 ordenó a Guderian hacer el cruce del Mosa alrededor de las 15:00 entre Flize y Sedan (Flize estaba a doce kilómetros al oeste de Sedan y cinco kilómetros al oeste del Canal de las Ardenas). Kleist argumentó que el golpe evitaría un cruce doble del río en el Mosa (en Sedán) y el canal de las Ardenas (al oeste de Sedán). Además, el ataque golpearía la línea divisoria entre el 2.º y 9.º ejércitos franceses. Guderian veía las cosas de manera diferente y señaló que un empuje a lo largo de la opción propuesta por Kleist pondría el flanco del avance dentro del alcance de la artillería de la fortaleza en Charleville-Mézières, a unos 25 kilómetros al noroeste de Sedán. El cambio de operaciones más al norte también dispersaría una concentración (o Schwerpunkt) e interrumpiría la intensa planificación de las unidades tácticas alemanas, las cuales se habían estado entrenando durante meses para el ataque de Sedán y un avance hacia el noroeste. También argumentó que un período de reagrupación frente a Sedán retrasaría el asalto durante 24 horas y permitiría a los franceses traer refuerzos. Kleist estuvo de acuerdo en que tal demora era inaceptable, por lo que aceptó el plan de Guderian. Sin embargo, Kleist insistió en que el punto de concentración ofensivo debería hacerse al oeste del Canal del Este. Kleist le había reafirmado esto en una carta a Guderian el 18 de abril, pero cuando comenzaron las operaciones, Guderian ignoró esto por completo. Guderian deseaba una gran cabeza de puente de 20 kilómetros en Sedán y la rápida ocupación de Stonne, junto con el terreno elevado que rodeaba a Sedán. Sin embargo, extendiendo al límite la libertad operativa que le proporcionaba la filosofía de mando alemana, Guderian se preparó para cruzar al este del Canal de las Ardenas.
Durante la preparación del XIX Cuerpo Panzer para cruzar a ambos lados de Sedán, surgieron dos cuestiones importantes que afectaron dramáticamente la conducción del cruce del río. El primero se refería al momento del ataque; el segundo al apoyo aéreo. Si bien Guderian ignoró con éxito las órdenes de von Kleist sobre dónde hacer el cruce, pronto descubrió que su comandante no cedería en cuestiones como el tiempo y apoyo aéreo.
Cuando el XIX Cuerpo Panzer se acercó a Sedan, sus unidades se dispersaron a lo largo de los numerosos caminos utilizados por el mismo para moverse hacia el oeste. Las unidades de la 1.ª División Panzer estaban más cerca de Sedan que las de las otras dos divisiones, pues había sido bendecida con la mejor ruta de marcha y se había adelantado a la 2.ª División Panzer en Mouzaive. Hacia el este, la 10.ª División Panzer estaba experimentando algunas dificultades para llegar al Mosa debido a la tortuosa ruta que siguió hasta Mortehan. Al oeste, algunos de los elementos de avanzada de la 2.ª División Panzer se estaban acercando al río, pero la mayor parte todavía estaba muy por detrás del Semois. Guderian estaba particularmente preocupado porque gran parte de la artillería del cuerpo estaba muy atrás.
A última hora de la tarde del día 12, un avión Fieseler-Storch llegó al cuartel general de Guderian para transportarlo al puesto de mando de von Kleist. Allí, von Kleist le ordenó atacar a través del Mosa a las 15:00 horas del día 13 y enfatizó sus preocupaciones sobre el XIX Cuerpo Panzer que se preparaba para cruzar al este del Canal de las Ardenas. Guderian expresó serias reservas sobre la travesía al día siguiente porque la 2.ª División Panzer probablemente no podría llegar al Mosa a tiempo, pero reconoció las ventajas de cruzar el río antes de que los franceses pudieran fortalecer sus defensas. Luego señaló astutamente que si su cuerpo tenía que desplazarse hacia el oeste para poder cruzar al oeste del Canal de las Ardenas, no estaría listo hasta el 14. Atrapado por las limitaciones de tiempo y espacio, von Kleist no tuvo más remedio que aceptar un cruce al este del Canal.
Sin embargo, von Kleist luego dio otra orden que, en palabras de Guderian, fue “mucho menos agradable”. A principios de mayo, Guderian se había coordinado con la Luftwaffe para recibir apoyo durante el cruce del Mosa. Él y el general Lörzer del Segundo Cuerpo Aéreo habían acordado que los aviones de la Luftwaffe brindarían apoyo continuo a las fuerzas terrestres cuando se realizara el cruce del río y el asalto. En lugar de realizar un ataque masivo con bombarderos y bombarderos en picado durante un período corto, los aviones alemanes mantendrían un nivel de ataques continuo pero relativamente bajo, particularmente contra la artillería enemiga expuesta. Esto obligaría al enemigo a buscar cobertura y afectaría su capacidad para seguir disparando, así como su voluntad de luchar.
Para consternación de Guderian, von Kleist había organizado un bombardeo breve pero masivo y coordinado. Guderian consideró que todo su plan de ataque estaba en peligro, ya que creía que un bombardeo masivo no afectaría sustancialmente a la artillería del enemigo. Reconociendo la creciente importancia de la artillería alemana para silenciar o interrumpir la artillería francesa, Guderian exigió un retraso en el cruce hasta el 14 para asegurarse de que la artillería tuviera tiempo suficiente para ocupar sus posiciones designadas y proporcionar fuego de apoyo y contrabatería. A pesar de los mayores esfuerzos de Guderian, von Kleist se negó a cambiar sus órdenes. Si su grupo panzer iba a cruzar el Mosa con éxito, el XLI y el XIX cuerpos tenían que atacar al mismo tiempo, y las demoras de un cuerpo o de ambos podían poner en peligro toda la campaña. Las mismas razones que obligaron a von Kleist a aceptar el nuevo punto de cruce del XIX Cuerpo obligaron a Guderian a aceptar el cambio de planes de apoyo aéreo. Guderian partió hacia Bouillon, obviamente molesto por el giro de los acontecimientos. Después de regresar a su puesto de mando, Guderian decidió modificar y emitir la orden que se había utilizado en el juego de guerra para cruzar el Mosa. Como señaló en sus memorias, el cambio más importante fue el momento del ataque. Para romper las defensas francesas, planeaba que el XIX Cuerpo Panzer cruzara el río Mosa con sus tres divisiones al frente: la 2.ª Panzer del Teniente General Rudolf Veiel al noroeste, debía formar el flanco derecho de la fuerza de asalto cuando llegase al río cerca de Donchery ocuparía Croix Piot, el terreno elevado que domina el Mosa; la 1.ª Panzer del Teniente General Friedrich Kirchner reforzada por el Regimiento de Infantería Großdeutschland, el 43.º Batallón de Ingenieros de Asalto (Mot.) y la artillería divisionaria de la 2.ª y 10.ª Panzer, debía realizar el ataque principal cruzando el Mosa, justo al norte de Sedán, y tomando las Alturas de la Marfee, las cuales dominaban la ciudad; y la 10.ª Panzer en el este, en Wadelincourt Wadelincourt y Bazeilles y luego avanzaría hacia el sur, hacia Bulson, para proteger el flanco sur del cuerpo
Después de cruzar con éxito el Mosa y apoderarse del terreno elevado al sur, Guderian aparentemente planeaba girar hacia el oeste, hacia Rethel, y atravesar las últimas defensas francesas. La cabeza de puente en la que el cuerpo giraría hacia el oeste no tendría más de quince kilómetros de profundidad. Para proteger el flanco del cuerpo, planeaba usar el Regimiento Grossdeutschland o la 10.ª División Panzer, o ambas unidades, para ocupar las alturas alrededor de Mont Dieu y Stonne. Sin embargo, debido a que no podía predecir la respuesta del enemigo, retrasó la toma de una decisión sobre los detalles exactos del pivote hacia el oeste hasta después del cruce.
Sin embargo, prefería que la 10.ª División Panzer girara y acompañara a las otras dos divisiones Panzer en el cuerpo. Si tenía que quedarse atrás para proteger la cabeza de puente defendiendo a lo largo de las alturas de Stonne-Mont Dieu, o peor aún, si esa división, el Regimiento GrossDeutschland y unidades adicionales de la 1.ª División Panzer tuvieran que quedarse atrás para proteger la cabeza de puente, la capacidad del cuerpo para penetrar en profundidad en las defensas francesas se reduciría drásticamente. Mucho dependía de la rapidez con la que los alemanes pudieran empujar us unidades a través del Mosa y de la rapidez con que los franceses pudieran traer refuerzos al área de Sedan.
Después de que von Kleist obligara al XIX Cuerpo a atacar en la tarde del 13 con importantes modificaciones en los métodos planeados para emplear la fuerza aérea, Guderian evidentemente tenía serias dudas sobre el éxito potencial del cruce del río. El diario del XIX Cuerpo Panzer incluye un análisis extenso de las preocupaciones de Guderian sobre el ancho, la profundidad y el momento del ataque. Este señala: “La orden del Grupo... es completamente diferente de la concepción del comandante general del XIX Cuerpo…”. Casi como si se estuviera preparando un caso judicial, el alcance y la naturaleza de los comentarios sugieren que Guderian estaba completamente preparado para culpar a von Kleist si el cruce fallaba.

##### El ataque y cruce
En lo concerniente a la 10.ª División Panzer, el cuartel general no tuvo tiempo de completar un plan detallado para el ataque del día 13, por lo que emitió una orden oral a las 01:30. Esta orden correspondía a la organización y enfoque utilizados en el último ejercicio de mapas realizado el 8 de mayo en Bernkastel. A las 12:00 el cuartel general emitió una orden escrita muy similar a la utilizada durante el ejercicio cartográfico. Al igual que con la 1.ª División Panzer, el uso del plan que se había escrito para el ejercicio de mapas anterior ahorró un tiempo valioso y permitió a las unidades subordinadas recibir información sobre su misión más rápido de lo que hubiera sido posible de otra manera.
Desafortunadamente, a las 11:00 llegó una orden escrita del cuartel general del cuerpo y cambió todo el esquema de maniobras de la división. En lugar de que estableciera dos cabezas de puente, el nuevo plan requería que la división estableciera una en el área de Noyers-Pont Maugis. Debido a la llegada tardía del plan escrito, la división tuvo poco tiempo para reaccionar y aparentemente eligió ignorarla. El comandante decidió hacer dos cruces del río: uno entre el borde sur de Sedan y Pont Maugis, el otro entre Pont Maugis y Remilly-Aillicourt. El esfuerzo principal lo haría el 86.º Regimiento de Infantería en el área entre Sedan y Pont Maugis. Hacia el sureste, el segundo ataque lo realizaría el 69.º Regimiento de Infantería. El apoyo de fuego para el ataque provendría del 90.º Regimiento de Artillería, ya que la artillería pesada del 1er batallón del 105.º de Artillería se había transferido a la 1.ª División Panzer para el cruce del río. Al igual que con otras unidades, la 10.ª División Panzer fue objeto de un intenso fuego de artillería durante la noche del 12 al 13 de mayo. Poco después de la medianoche, el puesto de mando de la división tuvo que moverse para escapar del fuego de artillería. A media mañana del día 13, tuvo que hacer otro traslado. Sus unidades también sufrieron por los ataques.
Durante el traslado al río, los obstáculos en la ruta de avance causaron gran preocupación, al igual que los bloqueos causados por el hacinamiento de demasiadas tropas en la ruta de aproximación. Debido a las restricciones del terreno, la división tuvo que usar una sola ruta para avanzar desde su punto de cruce en Mortehan, en el Semois. La ruta había sufrido graves daños y hubo que limpiar los restos de edificios en varios pueblos, especialmente en Givonne. A pesar de su alta prioridad y urgencia, las unidades de ingenieros tuvieron graves problemas para adelantar las lanchas de asalto a través del Mosa. Dos horas antes del ataque, el comandante del 41.º Batallón de Ingenieros se presentó personalmente en el cuartel general de la división y aseguró al personal que los botes llegarían a tiempo. Desafortunadamente, se produjeron retrasos y los ingenieros conectaron demasiado tarde con las tropas del 86.º Regimiento de Infantería. Es más, el intento de cruce del 86.º Regimiento de Infantería (mot.) y el 41.º Batallón de Ingenieros es rechazado cuando un bombardeo de artillería desde las posiciones francesas destruye 81 de 96 botes de goma antes de que puedan meter sus balsas en el agua. En la prisa por llevar el equipo al río, los alemanes aparentemente lo expusieron al fuego enemigo. En consecuencia, el ataque al noroeste de Pont Maugis comenzó tarde, después de que el impacto del ataque aéreo contra los defensores franceses hubiera disminuido. Más importante aún, el intento del 69.º Regimiento de Infantería (mot.) y el 49.º Batallón de Ingenieros (mot.) es rechazado por el 1er Batallón del 147.º Regimiento de Infantería con grandes pérdidas.
Pero hubo más malas noticias. Los ataques aéreos no habían afectado la capacidad de la artillería francesa para disparar en el área alrededor de Bazeilles, y lograron concentraciones sorprendentemente efectivas que interrumpieron el avance alemán a través de los pastos abiertos. A las 16.00 horas, el comandante del 69.º Regimiento informó al comandante de la división que su unidad no podía iniciar el ataque desde Bazeilles y se quejó de que la artillería enemiga no estaba siendo atacada por la suya o los activos aéreos. Por un momento, pareció que el ataque de la 10.ª División Panzer estaba condenado al fracaso.
Desafortunadamente para los franceses, una actuación notable de algunos soldados alemanes abrió un camino para la división. El Sargento de Pelotón (Feldwebel) Walter Rubarth y su escuadrón de 11 hombres (cinco ingenieros y seis soldados de infantería) de la 2.ª Compañía del 49.º Batallón de Ingenieros, ubicado dentro del 1.° Batallón del 86.° Regimiento de Fusileros, realizaron una de las actuaciones más asombrosas de toda la campaña. En resumen, cruzaron con éxito el Mosa, justo al norte del puente conocido como Pont du Bouillonais,y  abrieron una brecha decisiva noqueando siete posiciones fortificadas. Una de ellas era la casamata 107 “Longues-Orgières”, entre Pont-Maugis y Remilly-Aillicourt, desde donde las ametralladores y un equipo de cañones antitanques ayudaron a repeler los asaltos iniciales a través del río de la 10.ª División Panzer río arriba de Sedan, o los que cubrían la carretera D6E.
Según el informe posterior a la acción de la 10.ª Brigada de Infantería, el 1er Batallón del 86.º de Infantería capturó la posición de combate francesa conocida como Etadan que estaba alrededor de la Colina 246. Sin embargo, su objetivo exacto no está claro, ya que el informe posterior de la 2.ª Compañía recién citada concluye con la declaración de que la Colina 326 había sido tomada. Dado que no hay una Colina 326 en el área de Sedan, la compañía pudo haberse movido hacia el oeste, hacia la Colina 247 o hacia el sur, hacia la Colina 246. Ya en Ruisseau du Moulin, un grupo de soldados alemanes con el teniente Hanbauer pudo haberse movido hacia la retaguardia y el flanco de la Colina 246 y otro grupo pudo haberse movido hacia la Colina 247, ayudando así a la compañía del teniente de Courbière a obligar a los franceses a retirarse. Los informes franceses apoyan la idea de que los alemanes se desplazaron a lo largo del Ruisseau du Moulin para capturar la Colina 246 y ejercer presión sobre la Colina 247. Según ellos, un grupo de alemanes se trasladó a cubierto al suroeste, a lo largo del lecho del Ruisseau du Moulin, y luego giró hacia el oeste, hacia la Colina 247, mientras que otro avanzó directamente desde Wadelincourt hacia la Colina 246 hacia el sur. En cualquier caso, los franceses abandonaron la Colina 246 alrededor de las 18:00 y los alemanes invadieron la Colina 247 alrededor de las 19:00. Cuatro horas después del comienzo del cruce del río, los alemanes habían atravesado la parte más dura de las defensas francesas inmediatamente adyacentes al río y las alturas inmediatamente por encima de Wadelincourt estaban, por tanto, bajo control alemán. A pesar de algunas dificultades iniciales, el pequeño grupo de soldados en la orilla occidental nunca perdió de vista la importancia de avanzar hacia las alturas.
El comandante de infantería de la 10.ª División Panzer informó a las 17:30 horas que la orilla occidental del Mosa, al suroeste de Sedan, estaba firmemente en manos alemanas. Reaccionando rápidamente a la exitosa penetración de las defensas francesas, la división empujó a la infantería de los 69.º y 86.º regimientos, pero el ritmo en la orilla sur del Mosa siguió siendo extremadamente lento. Los defensores franceses en Noyers y el cementerio militar francés no pudieron ser silenciados o desalojados fácilmente de sus posiciones. A medida que su infantería avanzaba lentamente, la 10.ª División Panzer también comenzó a construir un puente al oeste de Wadelincourt, a unos 100 metros al sur del puente destruido conocido como Pont de la Gare. La división terminó de construir el puente para los tanques a las 05:45 horas del día 14, así como una pasarela.
En su puesto de mando en un barranco boscoso a una milla al sur de Bulson, a las 20:00 del día 13, la confianza de Lafontaine se había evaporado y comenzó a organizar un contraataque. Sin embargo, en ese momento se estaba desarrollando un fiasco en toda regla. El comandante del 1er Batallón del 169.º Regimiento de Artillería a Pie del Sector Frotificado Montmédy (que apoyaba al 1er Batallón del 147.º Regimiento de Infantería contra la 10.ª División Panzer), ubicado al noreste de Bulson, informó de explosiones en la ladera oriental de las alturas de La Marfée, sugiriendo que podrían ser de Panzers. Cuando esta información fue transmitida río arriba, las explosiones de proyectiles se convirtieron en "fogonazos" de cañones de Panzer, que además "¡se estaban acercando!". Luego se corrió la voz entre los artilleros de Lafontaine (45.º Regimiento de Artillería Mixta Divisionaria) y, una vez que el coronel Poncelet, al mando del 110.º Regimiento de Artillería Pesada Hipomóvil, tomo la decisión prematura de retirarse, los artilleros de ambas unidades se amontonaron en los camiones y huyeron de sus baterías, gritando "¡Panzers en Bulson!" a todos los que encontraron. La derrota en ciernes se convertía ahora en una desbandada.

##### El giro hacia el sur
Aunque la 10.ª División Panzer había cruzado el Mosa en la tarde del 13 cerca del Pont du Bouillonais y cerca de Wadelincourt, encontró grandes dificultades para romper las defensas enemigas en Noyers y el cementerio francés. El terreno ocupado por los franceses dominaba el área circundante, y su defensa era mucho más fuerte y enérgica que la de otros centros de resistencia. A lo largo de la noche, la 10.ª Panzer canalizó pequeñas unidades y trató de expandir sus dos cabezas de puente, pero los franceses no pudieron ser forzados a salir de su posición que dominaba los cruces. Los esfuerzos de la división alemana se vieron parcialmente obstaculizados por tener solo dos batallones de artillería ligera para proporcionar apoyo de fuego, ya que su batallón de artillería pesada se había incorporado a la 1.ª División Panzer.Mientras empujaba con fuerza contra Noyers y el cementerio francés, la 10.ª División Panzer continuó sus esfuerzos para construir un puente en Wadelincourt. Finalmente, alrededor de las 05:45 horas del día 14, se completó el puente, pero el tráfico no fluyó con fluidez. Desde su posición en las alturas de Noyers y el cementerio francés, los franceses podían disparar armas pequeñas en el área alrededor del sitio del cruce. Además, varias veces por la mañana, “dificultades técnicas” de naturaleza desconocida pero quizás provocadas por ataques aéreos aliados obligaron a los alemanes a suspender el uso del puente. Debido a estas “dificultades técnicas”, sólo un regimiento panzer (el 8.º) cruzó el Mosa el día 14; el 7.º Regimiento Panzer no terminó de cruzar hasta las primeras horas de la mañana del día 15.
A las 05:45 del 14 de mayo, el 41.º Batallón de Ingenieros (mot.) construye el segundo puente de pontones en Wadelincourt y en cuanto el 1er Batallón del 147.º Regimiento de Infantería abandona sus posiciones al sur, el 49.º Batallón de Ingenieros (mot.) construye otro cerca de Bazeilles, al noroeste de Remilly-Aillicourt. Sobre las 06:00, el 2.º Batallón del 69.º Regimiento de Fusileros (mot.) así como una compañía adjunta del 8.º Regimiento Panzer, ataca las posiciones del 2.º Batallón del 147.º Regimiento de Infantería francés, mientras el 1er Batallón del 86.º Regimiento de Fusileros (mot.) ataca al 2.º Batallón del 295.º Regimiento de Infantería francés. Sin embargo, debido a la fuerte resistencia francesa en Noyers, no capturaron el terreno elevado que domina el Mosa hasta alrededor de las 13:00 horas. Esto abre el camino para que el 4.º Aufkl.-Abt. (Mot.) corriera hacia Chaumont, cortando la retirada francesa y protegiendo el flanco del Regimiento Grossdeutchsland mientras atacan Bulson. Huntziger, al mando del Segundo Ejército, desconocía por completo la captura de Sedan ni el colapso de las defensas francesas ante el ataque aéreo. Esperaba el despliegue de considerables reservas francesas, particularmente del X Cuerpo, las cuales estabilizaran el frente. Al darse cuenta, tarde, del peligro que corría su flanco derecho, el comandante del 1er Grupo de Ejércitos, el general Gaston-Henri Billotte, ordenó el "máximo esfuerzo" por parte del Armée de l'air y la Advanced Air Striking Force (AASF), diciendo a d'Astier que "la victoria o la derrota dependerán de esos puentes". Tras un esfuerzo inicial mal dirigido por diez Fairey Battle de la RAF, la primera incursión de la mañana contra los puentes de Guderian estuvocompuesta por nueve Bréguet 693 (Grupos de Bombarderos de Asalto I y II/54), escoltados por 15 Hawker Hurricanes (73.º Escuadrón) y 15 Bloch MB.152 (Grupo de Cazas I / 8), penetrando sin problemas en el dispositivo alemán y sorprendiendo a las baterías antiaéreas, pero su bombardeo resultó ineficaz. Esta incursión fue seguida por otra de 11 Amiot 143M (Grupos de Bombardeo I y II / 34 y II / 38) y cinco Lioré et Olivier LeO 451 (Grupos de Bombardeo I y II / 12). Los LeO 451 abrieron el camino, atacando a columnas de la 10.ª División Panzer que se extendían a través de Bazeilles, perdiendo un bombardero por fuego antiaéreo. Le siguieron los pesados y obsoletos Am-143M, escoltados por una docena de Morane-Saulnier MS.406 (Grupo de Cazas III / 7) con doce MB.152 (Grupo de Cazas I / 8) y nueve Dewoitine D.520 (Grupo de Cazas I / 3). Los cazas mantuvieron a raya a los Messerschmitt de Massow, pero los 135 cañones antiaéreos de 2 y 3,7 cm montados en vehículos del 102.º Regimiento Flak derribaron cinco de los viejos bombarderos.
Con sus líneas de comunicación a través del Mosa seguras y su oponente tambaleándose en el sur, Guderian tomó a las 14:00 horas la decisión sobre la cual giró toda la campaña: ordenó a Kirchner que girara hacia el oeste y avanzara lo más rápido posible a través del río Bar y el canal de las Ardenas. El 2.º Batallón del 1er Regimiento de Fusileros (mot) ya había capturado un puente intacto en Omicourt y repelió varios ataques débiles de los Spahis de Marc, y después de que Balck se reagrupara allí, a las 15:00 horas, se dirigió hacia el oeste, desplegando al 3er batallón del mismo regimiento hasta Signy antes de la medianoche. En el lado francés, la 55.ª División de Infantería de Lafontaine había sido destruida y la 71.ª División de Infantería de Baudet descompuesta, por lo que se reasingó al 205.º Regimiento de Infantería (el único elemento superviviente) a la 3.ª División de Infantería Norteafricana del general Charles Mast. A finales del 15 de mayo, el 10.º Cuerpo francés y ambas divisiones fueron eliminadas del orden de batalla del ejército francés. Ese mismo día, el VII Cuerpo del Generalleutnant Gotthard Heinrici llegó al río Chiers al este de Sedán, lo que llevó a Huntziger a retirar su 3.ª DIN y al 138.º Regimiento de Infantería más hacia el sureste, evacuando 130 casamatas a lo largo del río y exponiendo fatalmente el Fuerte La Ferté, en el extremo este de la Línea Maginot. Habría más batallas en la cabeza de puente de Sedán, con el Regimiento de Infantería Grossdeutchsland y la 10.ª División Panzer defendiéndose de numerosos ataques del 21.º Cuerpo de Ejército de Jean Adolphe Louis Robert Flavigny, en lo que se conocería como la Batalla de Stonne.
Después de capturar el terreno elevado que dominaba Wadelincourt, la 10.ª División Panzer continuó su ataque hacia el sur, pero todavía tenía solo dos batallones de infantería a través del Mosa. El XIX Cuerpo no había proporcionado orientación sobre operaciones posteriores, pero había asignado a la 10.ª Panzer el objetivo inicial de capturar el terreno elevado al este de Bulson alrededor de la granja Beau Ménil, en la Colina 257, a unos tres kilómetros al sur de Noyers y dos kilómetros al noreste de Bulson. A última hora de la tarde del día 14 y después de muchos combates, la división capturó este terreno elevado.
Los elementos de avanzada del 8.º Regimiento Panzer se movieron tan al sur como la Colina 320, a unos 500 metros al sureste de Bulson. Schaal avanzó en su coche de mando hasta la posición de sus elementos blindados de vanguardia, e hizo que el 8.º Regimiento Panzer continuara el ataque hacia un objetivo al sureste de Maisoncelle. Como no había recibido instrucciones sobre objetivos más allá de Maisoncelle, a las 17:00 solicitó instrucciones adicionales por radio por radio al cuartel general del cuerpo. Después de no recibir más instrucciones antes de las 18:00, volvió a solicitar información al XIX Cuerpo pero tampoco las recibió. A medida que se acercaba la oscuridad, el comandante de la división no sabía si su división se movería hacia el sur hacia Stonne o si giraría hacia el oeste.
Ambas alternativas fueron dadas a Schaal mucho antes del ataque alemán a Luxemburgo. El razonamiento subyacente a las opciones era obvio: si surgía una amenaza significativa contra la cabeza de puente apareciera desde el sur, la 10.ª Panzer se defendería en un terreno elevado que incluía Stonne y Mont Dieu. De lo contrario, la división giraría hacia el oeste y las fuerzas de cola asegurarían el terreno elevado.
Mientras Schaal buscaba información adicional a última hora del 14, su división continuó experimentando graves dificultades para cruzar el Mosa. A partir de las 08:00 de ese día, los aliados lanzaron ocho oleadas de ataques aéreos contra el puente de Wadelincourt. Una batería antiaérea alemana afirmó haber derribado veintiún aviones enemigos y aunque retrasaron algunos cruces, los ataques no detuvieron el movimiento a través del puente. Sin embargo, las tropas y vehículos alemanes se movieron extremadamente lentos por el puente, que continuó experimentando “dificultades técnicas de naturaleza desconocida”. Durante la mayor parte del día, la 10.ª División Panzer solamente tenía dos batallones de infantería y el 8.º Regimiento Panzer disponibles en la orilla occidental del río. La llegada del 7.º Regimiento Panzer se retrasó aún más porque las dificultades técnicas con el puente hicieron que el regimiento tardara desde las 15:00 del 14 hasta las 02:00 del 15 en cruzar el Mosa. A pesar de estas dificultades, Schaal recibió aparentemente una orden del cuartel general del XIX Cuerpo en algún momento del 14 para que su división se moviera hacia el oeste.
Alrededor de las 18:00 horas del día 14, el oficial de operaciones de la división llegó por sorpresa desde el puesto de mando de la división en el este de Sedan. Voló a Maisoncelle en un avión ligero Fieseler-Storch y se reunió con el comandante de la división, quien lo envió de inmediato al cuartel general del cuerpo para obtener información adicional sobre la dirección posterior del ataque. El resto del personal de la división no alcanzó Bulson hasta mucho más tarde esa noche, alrededor de las 02:30.
Cuando el oficial de operaciones llegó al puesto de mando del cuerpo, recibió instrucciones para que la 10.ª División Panzer capturara las alturas de Stonne atacando al sureste, hacia La Besace (seis kilómetros al sureste de Maisoncelle) y luego al suroeste, hacia Stonne (cinco kilómetros al sur de Maisoncelle), regresando al puesto de mando de la división en Bulson alrededor de la medianoche. El Regimiento Grossdeutschland, que supuestamente estaba atacando hacia Mont Dieu (siete kilómetros al suroeste de Maisoncelle) pero cuya situación y ubicación exacta eran desconocidas para la 10.ª Panzer, se adjuntó a la división esta operación, al igual que el 1/37.º de Artillería.
En las primeras horas de la mañana del día 15, el general Schaal intentó comunicarse por radio con el Regimiento Grossdeutschland, pero no pudo establecer contacto. A falta de conocimiento sobre la situación de ese regimiento, ordenó a la 4.ª Brigada Panzer avanzar de noche con elementos débiles hacia La Besace y Stonne. No vio ninguna razón para apresurarse con toda su división cuando la situación al frente y al oeste seguía sin estar clara. Cuando comenzó a avanzar con cautela, la 10.ª División Panzer reconoció que aún quedaban importantes fuerzas francesas a su retaguardia. Su diario señala:
La línea de búnkeres en la orilla sur del Mosa desde Pont Maugis al sureste aún no ha sido atacada y todavía es capaz de luchar. Sin embargo, la división cuenta con que los defensores se rindan a un ataque de fuerzas relativamente débiles a la luz del avance exitoso.
En verdad, la 10ª División todavía tenía poco más que fuerzas relativamente débiles a través del Mosa.
Por tanto, ni la 2.ª ni la 10.ª División Panzer habían tenido el mismo grado de éxito que la 1.ª División Panzer. Ambas divisiones todavía tenían fuerzas significativas en la orilla norte del Mosa, y la 2.ª División no había logrado alcanzar el objetivo del día asignado por el cuartel general del cuerpo. El cambio de misión de girar hacia el oeste a moverse hacia el sur y ocupar las alturas alrededor de Mont Dieu-Stonne se produjo porque las otras dos no habían logrado que el grueso de sus fuerzas cruzaran el Mosa rápidamente. Pero también estuvo influenciada por las discusiones entre el Grupo Panzer von Kleist y el 12.º Ejército sobre la detención del XIX Cuerpo y la consolidación de la cabeza de puente hasta que las fuerzas de cola conectaran.

##### Batalla de Stonne
El Alto Mando alemán no quería explotar la victoria en Sedán y Bulson hasta que las divisiones de infantería alemanas hubieran alcanzado a las 1.ª, 2.ª y 10.ª Panzer. Al tiempo que la 1.ª División Panzer comenzaba a mover la mayoría de sus tanques hacia Vendresse y su infantería hacia Omicourt y el Forêt de Mazarin, girando la dirección de su ataque hacia el oeste, la 10.ª División Panzer, el Regimiento Grossdeutschland y el 4.º Batallón de Reconocimiento de la 1.ª División Panzer se trasladaron al sur para proteger su flanco. El Regimiento Grossdeutschland se adjuntó a la división para el ataque, pero Schaal no pudo establecer contacto por radio con el regimiento y sabía poco o nada sobre su situación. En consecuencia, la división avanzó hacia Stonne en las primeras horas de la mañana del día 15 con solo pequeños elementos. Pero los alemanes en la cabeza de puente sabían que sus posiciones no eran las más seguras. Contra esta fuerza estaba el XXI Cuerpo francés (3.ª División Blindada, 3.ª División Motorizada, 5.ª División de Caballería Ligera, 1.ª Brigada de Caballería) bajo el mando de Jean Alphonse Louis Robert Flavigny. Un segundo grupo, formado por la 2.ª División de Caballería Ligera y la 3.ª División Blindada, reforzó su cuerpo, junto con el 12.º y 64.º Batallones de Reconocimiento, elementos de la 71.ª División de Infantería, el 205.º Regimiento de Infantería, el 4.º Batallón Blindado también se unirían al ataque. Los franceses tenían casi 300 tanques, con 138 tanques de batalla principales que consisten en Hotchkiss y Char B1-Bis.
Alrededor de las 04:00 del día 15, llegó al puesto de mando de la 10.ª Panzer la orden de operaciones del cuerpo escrita. Con la incorporación del Regimiento Grossdeutschland y el 1/37.º de Artillería, la misión de la división era tomar una línea que iba desde el Canal de las Ardenas en el oeste, a través de las alturas de Mont Dieu y Stonne, hasta un recodo en el río Mosa al sur de Villemontry (doce kilómetros al este-noreste de Stonne). Después de tomar esta línea, la división tenía la misión de defenderla y así proteger la cabeza de puente en Sedan y el flanco del XIX Cuerpo. Un batallón de la 29.ª División de Infantería Motorizada, que acababa de llegar a Bulson, avanzó y se adjuntó a la 10.ª Brigada de Infantería para la operación.
Algún tiempo después de la llegada de la orden, la 10.ª Panzer se enteró de que el Regimiento Grossdeutschland estaba ubicado a unos tres kilómetros al sur de Maisoncelle. El 3er Batallón ocupaba un área al oeste de la aldea de Artaise-le-Vivier (dos kilómetros al suroeste de Maisoncelle), el 1er Batallón y elementos del 43er Batallón de Ingenieros de Asalto ocupaban un área al noroeste de Stonne y el 2.º Batallón estaba atacando el borde sur del Bois de Raucourt (dos kilómetros al noreste de Stonne y tres kilómetros al sureste de Maisoncelle). El apoyo de artillería provino del 1/37.º de Artillería, que estaba ubicada al norte de Maisoncelle. Schaal ordenó al Regimiento Grossdeutschland que siguiera avanzando por los bosques de Bois du Mont Dieu, se apoderara del bosque del sur en el lado opuesto y asegurara las alturas alrededor de Stonne.
Al mismo tiempo, la división lanzó otros dos ataques. La 4.ª Brigada Panzer (que fue reforzada por dos compañías de infantería, una compañía de ingenieros, una compañía antiaérea y un batallón antitanques) avanzó para apoderarse de las alturas al sureste de Yoncq (siete kilómetros al este de Stonne). El 1er Batallón del 90.º de Artillería proporcionó apoyo. Continuando con el ataque que había comenzado la noche anterior, el 2.º Batallón del 8.º Regimiento Panzer avanzó por La Besace hacia Stonne y llegó a la ciudad alrededor de las 07:00. Sin embargo, alrededor de las 11:00, un contraataque francés los expulsó de la ciudad y destruyó cuatro tanques pesados. Al no poder mantener la aldea en disputa, el batallón se retiró al norte, hacia el Bois de Raucourt. Incomprensiblemente, el cuartel general de la 10ª Panzer no supo que Stonne había sido capturada alrededor de las 07:00 y perdido a las 11:00. La 4.ª Brigada Panzer informó a las 10:15 que Stonne había sido capturada a las 07:00, pero no de su pérdida. Este error hizo que la 10.ª Panzer subestimara la dificultad de la tarea a la que se enfrentaba.
A las 09:00 del día 15, los comandantes del XIX Cuerpo Panzer y del XIV Cuerpo de Ejército se reunieron en el puesto de mando de la 10.ª Panzer. Siendo efectivo alrededor de las 11:00, el XIV Cuerpo asumió el control de la cabeza de puente al sur de Sedan, así como el control de la 10.ª División Panzer y el Regimiento Grossdeutschland. Los generales se reunieron para discutir la vinculación de la 10.ª Panzer al XIV Cuerpo. Durante las discusiones, el comandante del XIV Cuerpo no modificó sustancialmente la misión de la misma. Le ordenó que protegiera la cabeza de puente de Sedan asegurando las alturas a lo largo de Mont Dieu, Stonne y al sureste de Yoncq. Informó a Schaal que la 29.ª División Motorizada operaría en su flanco este y que, de ser necesario, se podría agregar un batallón adicional de la 29.ª Motorizada a la 10.ª División Panzer. Dado que el cuartel general de la división no sabía que los franceses habían recapturado Stonne, no creía que fueran necesarias fuerzas adicionales para cumplir su misión. No podrían haber estado más equivocados.
El primer indicio de que las cosas iban mal provino del Regimiento Grossdeutschland a las 10:30 del día 15. Informó de un ataque blindado desde las cercanías de Mont Dieu hacia el norte, y poco después el comandante del 90.º Batallón de Reconocimiento Panzer informó que el ataque enemigo había alcanzado un punto justo al sur de Maisoncelle. Los franceses habían enviado nada menos que a la 3.ª Compañía del 49,º Batallón Blindado; la 1.ª Compañía del 45.º Batallón Blindado; la 2.ª Compañía del 4.º Batallón Blindado; 1.º Batallón del 67.º Regimiento de Infantería y la 1.ª Compañía del 51.º Regimiento de Infantería. La infantería francesa fue lenta en su avance, lo que significó que los tanques les superaron. Solos, los tanques intentaron atacar y fallaron. En este momento, Stonne solo estaba en manos del 1.º Batallón Großdeutschland, apoyado por solo nueve de los 12 cañones de artillería antitanque del regimiento. Mientras los franceses avanzaban, la débil defensa alemana luchaba por mantenerse firme. Sin embargo, cuando un pelotón alemán logró noquear a tres Char B1 franceses, los equipos de tanques franceses entraron en pánico y se retiraron hacia el sur. Fue una victoria psicológica para los alemanes, lo que alentó su defensa de la posición en los siguientes ataques. Reaccionando rápidamente, la 10.ª División Panzer empleó al Batallón de Instrucción Antitanques de la división con sus dos compañías inmediatamente disponibles y una compañía antitanque del 86.º Regimiento de Infantería para sellar el ataque al sur de Maisoncelle y luego para rechazarlo.
Pero después de que los franceses contraatacaran desde Mont Dieu hacia Chémery alrededor de las 10:30 y luego recapturaran Stonne alrededor de las 11:00, la 10.ª División seguía creyendo el informe de las 10:15 sobre la captura de Stonne y reorganizó sus fuerzas basándose en la falsa suposición de que las alturas críticas alrededor de Stonne estaban en manos alemanas. Creyendo que las áreas más amenazadas eran las alturas al sureste de Yoncq y el borde norte de los bosques del Bois du Mont Dieu al sur de Chémery, ordenó a la 4.ª Brigada Panzer reforzada que atacara las alturas al sureste de Yoncq. Casi simultáneamente, un pequeño contraataque blindado francés desde Mont Dieu hacia Chémery fue rechazado por una de las compañías antitanques.
Sin embargo, durante gran parte de la tarde, dos batallones del Regimiento Grossdeutschland, que estaban ubicados al noreste y noroeste de Stonne, estuvieron bajo una fuerte presión enemiga. Cuando al fin se enteró de que los franceses continuaban controlando Stonne, el diario de la división señala:
Los informes entrantes del Regimiento de Infantería GrossDeutschland se vuelven cada vez más serios sobre la situación del mismo y los continuos ataques de grupos blindados enemigos más pequeños, a pesar del hecho de que el regimiento ha sido reforzado por una compañía antitanque…. El regimiento ya no parece estar en condiciones de poder mantener su sector en toda su amplitud.
La 14.ª Compañía Anticarro se vio profundamente envuelta en la lucha. En contraste con sus leves bajas en los combates alrededor de Connage, sufriría trece muertos y sesenta y cinco heridos en los combates alrededor de Stonne. Además, doce de sus vehículos y seis de doce de sus cañones fueron destruidos. Sin embargo, el teniente Beck-Broichsitter afirmó que su compañía destruyó treinta y tres tanques franceses. Para apuntalar al Regimiento Grossdeutschland, la división envió al 69.º Regimiento de Infantería (menos su 2.º batallón) para ocupar un sector entre Stonne y La Besace (a unos tres kilómetros al noreste de Stonne). El 2.º Batallón del 90.º de Artillería proporcionó fuego de apoyo. La 10.ª Panzer le dijo al Regimiento Grossdeutschland que trasladara el batallón que había estado en los bosques al noroeste de La Besace y lo empleara como reserva.
A pesar de que la infantería alemana estuvo frecuentemente bajo el fuego de la artillería francesa, lograría expulsar a los franceses desde las alturas en el extremo norte de Stonne alrededor de las 17:00. Cuando el comandante del Grossdeutschland propuso el contraataque contra las alturas, expuso con cautela en su propuesta que su regimiento estaba “físicamente exhausto y marginalmente capaz de combatir”. Con todo, los alemanes lanzaron su contraataque. Sin embargo, las alturas alrededor de Stonne fueron recuperadas alrededor de las 17:00 por el 1er Batallón del 69.º de Infantería, no por el Regimiento Grossdeutschland, que se vio reducido a desempeñar un papel de apoyo..
Durante el transcurso de la tarde, los franceses contraatacaron en el sector de Yoncq (al este de Stonne) con la 1.ª División de Infantería Colonial y la 2.ª División de Caballería Ligera, pero la 4.ª Brigada Panzer reforzada de la 10.ª División Panzer respondió con fuego pesado. Aunque los franceses fueron apoyados por un intenso fuego de artillería, pronto tuvieron que retirarse hacia el este. El comandante panzer no persiguió a los tanques franceses en retirada, pues recientemente se le había informado de que el VII Cuerpo se estaba moviendo hacia arriba por su flanco izquierdo (este) y esperaba que elementos del mismo se enfrentaran a las unidades francesas. Tras dejar al 2.º Batallón del 71.º de Infantería en el borde del sector Yoncq, retiró su brigada, según lo ordenado por la división, a una posición al noreste del Bois de Raucourt. Desde esta posición, la 4.ª Brigada Panzer podría contraatacar contra cualquier avance francés de importancia.
A última hora de la tarde del día 15, los franceses atacaron de nuevo, esta vez desde el Bois du Mont Dieu hacia Chémery. La división consideró que este ataque era particularmente peligroso, ya que amenazaba con cortar la importante carretera de Chémery a Malmy y Vendresse y golpear al XIX Cuerpo Panzer en el flanco. Afortunadamente para los alemanes, los importantes activos antitanques que se habían colocado al sur de la carretera Chémery-Maisoncelle lograron detener a los franceses, pero solo después de que hubieran sido reforzados. Mientras tanto, la división había ordenado a la 4.ª Brigada Panzer contraatacar, pero la retirada de los franceses lo hizo innecesario. Según los registros franceses, el ataque provino de una sola compañía de tanques B-1 Bis con unos diez tanques, que no había recibido noticias sobre la cancelación de un ataque de nivel divisionario. Aunque la compañía francesa sólo perdió dos tanques, los alemanes informaron haber destruido cuatro o cinco tanques pesados y cinco medianos de una fuerza aproximada de noventa tanques pesados y veinte medianos. Al igual que con los franceses, los informes de combate aumentaban a menudo el tamaño de la fuerza enemiga y el número de bajas infligidas.
Al caer la noche, la 10.ª División Panzer tenía casi toda su infantería en la vanguardia y sus tanques en reserva. De oeste a este, los tres batallones del Regimiento Grossdeutschland y el 1er Batallón del 69.º Regimiento de Infantería ocupaban las alturas al suroeste de Stonne, el pueblo de Stonne y el extremo sur del Bois de Raucourt. Al este de estos batallones, el 2.º Batallón del 69.º Regimiento de Infantería (menos una compañía) ocupaba un gran sector que se extendía desde el Bois de Raucourt hasta el Bois d'Yoncq; y el 2.º Batallón del 71.º Regimiento de Infantería ocupaba el Bois d'Yoncq. El 1er Batallón del 86.º Regimiento de Infantería actuaba como reserva para las unidades de infantería de avanzada, mientras que el 2.º batallón despejaba al enemigo del área al norte y al este de Raucourt. En la retaguardia de la infantería, la división tenía tres compañías antitanques entre el Bois du Mont Dieu y Chémery y toda la 4.ª Brigada Panzer al noroeste y noreste de Maisoncelle. El 90.° Batallón de Reconocimiento Panzer y el 49.° Batallón de Ingenieros de Asalto permanecieron al norte de Bulson. En resumen, la división tenía seis batallones de infantería a lo largo de una línea entre Mont Dieu y Yoncq, un batallón de infantería en reserva y un batallón de infantería que operaba al norte y al este de Yoncq. También tenía cuatro batallones de tanques y al menos tres compañías antitanques en la retaguardia de la línea de infantería y tenía su batallón de ingenieros y su batallón de reconocimiento blindado más atrás, cerca de Bulson.
En la mañana del 16, los franceses contraatacaron, nuevamente contra el Regimiento Grossdeutschland y al 1er Batallón del 69.º de Infantería cerca de Stonne. Según los alemanes, el ataque consistió en doce tanques y fuego de artillería pesada. Los alemanes se encontraron cara a cara con el mejor tanque francés, el Char B1-Bis, por primera y única vez. Uno de estos tanques, comandado por Pierre Billotte, resultó invulnerable al fuego antitanque alemán, recibiendo 140 impactos y noqueando 13 tanques alemanes (dos Panzer IV y once Panzer III) y varios cañones antitanque. Esta sorpresa indicaba a las claras que los franceses habían concentrado a sus blindados allí para montar otro ataque contra las cabezas de puente de Sedán. Aunque el 1er Batallón del 69.º de Infantería se vio obligado a abandonar su posición en las alturas cerca de Stonne y tuvo que retroceder hacia el Bois de Raucourt, los alemanes afirmaron que los atacantes pronto tuvieron que retirarse. Sin embargo, los franceses afirmaron mantener la ciudad desde las 05:55 hasta las 15:00 del día 16. En realidad, se trataba de una tierra de nadie.
Desafortunadamente para los alemanes, su propio fuego de artillería aterrizó en los puestos de mando compartidos del 69.º Regimiento de Infantería y el Regimiento Grossdeutschland e hirió a numerosos oficiales. Pero esto no hizo que los batallones perdieran efectividad. Después de que el contraataque francés no lograra expulsar a los alemanes completamente de Stonne llegaron unidades adicionales, incluida la artillería, para reforzar a los defensores, y el nivel de actividad francesa pareció disminuir. La 10.ª Panzer trabajó para “crear relaciones de mando más claras y acortar el sector defensivo” identificando límites más claros entre los regimientos de infantería y reubicando algunas de las unidades. Además atacó y se apoderó de La Besace. Claramente, el peligro que representaban los franceses estaba desvaneciéndose.
Al mediodía del día 16, el XIV Cuerpo informó a la 10.ª Panzer que las 16.ª y 24.ª Divisiones de Infantería (de Heinrich Krampf y Friedrich Olbricht respectivamente) asumirían la responsabilidad de todo el sector a las 23:00, en un relevo nocturno. Cuando los representantes de estas dos divisiones llegaron al puesto de mando de la 10.ª Panzer, se opusieron enérgicamente a tener que realizar una operación de relevo nocturna. Reconociendo la complejidad y dificultad de tal operación, les preocupaba que los franceses pudieran lanzar un ataque en mitad del asunto y querían que la 10.ª División Panzer permaneciera en el área. Sus objeciones ofrecen un contraste interesante con la relativa ausencia de objetivos cuando la 71.ª División francesa avanzó para relevar parte de la 55.ª División poco antes de que los alemanes atacaran a través del Mosa. El relevo en el lugar se desarrolló según lo programado y, afortunadamente para los alemanes, se llevó a cabo en condiciones más favorables que el realizado por los franceses.
Como nota final a los combates alrededor de Mont Dieu y Stonne, el 1er Batallón del 69.º Regimiento de Infantería retomó las alturas alrededor de Stonne en las primeras horas de la tarde del 16. Esa noche, la 10.ª Panzer entregó las alturas a la 16.ª División de Infantería. El diario de la 10.ª Panzer concluye:  
Con esto, las batallas difíciles y con muchas bajas para cubrir la cabeza de puente de Sedan han terminado para la división y sus tropas adjuntas.
Por órdenes del XIX Cuerpo Panzer, el Regimiento Grossdeutschland permaneció cerca de Bulson para reorganizarse y descansar. En la mañana del 17 de mayo, la 10.ª División Panzer se trasladó al oeste para unirse a las otras dos divisiones del XIX Cuerpo. Aunque había asegurado el flanco del XIX Cuerpo Panzer y protegido la cabeza de puente alrededor de Sedan, la lucha en el área de Stonne fue extremadamente costosa para los alemanes. Por ejemplo, la 14.ª Compañía Anticarro del Regimiento Grossdeutschland, que no había tenido bajas durante los duros combates alrededor de Connage, sufrió un total de trece muertos durante los combates en las alturas de Stonne. El regimiento Großdeutschland había perdido 570 hombres y necesitaban descansar, y la 14.ª Compañía antitanque Panzer había perdido seis de sus 12 cañones, así como 12 muertos y 65 heridos. Stonne quedó destruida. Alrededor de 33 tanques franceses y 24 Panzers alemanes fueron eliminados. Con el IV Cuerpo ahora apoyando la defensa y contraataques alemanes, la ciudad fue capturada por 17ª y última vez a las 17:45 del 17 de mayo.

#### La carrera hacia el canal
La tarde del 17 de mayo, y como colofón a la pequeña crisis dentro del XIX Cuerpo alemán, List informó a Guderian que permanecería al mando y que la “orden de detener el avance venía del OKH [refiriéndose al respaldo de Brauchitsch] y, por lo tanto, debía obedecerla”. Con la aprobación de Rundstedt, List llegó a un compromiso por el cual a Guderian se le permitió un reconocimiento en fuerza hacia el oeste, pero tendría que mantener su cuartel general en Soize. Guderian ordenó a sus unidades, incluidas la 10.ª División Panzer de Schaal y el Regimiento de Infantería Grossdeutchsland que continuaran hacia el oeste esa noche. Y tras dejar obedientemente su cuartel general en Soize, les siguió con su cuartel general avanzado, colocando kilómetros de cable telefónico para que las unidades de intercepción inalámbrica de la Wehrmacht no pudieran monitorear sus comunicaciones ni conocer su ubicación.
Protegidos por los Messerschmitt de la 27.ª Ala de Caza, los Dornier del Kampfgeschwader 77 cubrieron el flanco sur de Guderian, atacando columnas francesas alrededor de Montdidier, mientras que los Stuka de la 77.ª Escuadra de Bombardeo en Picado golpearon objetivos ferroviarios en las líneas de avance de los panzers y la 2.ª Escuadra de Bombardeo en Picado proporcionó apoyo aéreo cercano. Cuando De Gaulle contraatacó desde Laon el 19 de mayo, sus tanques (20 Char B1, 12 D2 y 80 R35) chocaron con la 10.ª División Panzer y fueron rechazados por cuatro horas de bombardeos de los Stuka, en los que el III./StG 2 destruyó la mayor parte de la artillería de De Gaulle (322.º Regimiento de Artillería Remolcada Todoterreno) y el transporte motorizado.
Entre el 21 y 22 de mayo, Kleist mantuvo al XIX Cuerpo de Guderian en el Somme para protegerse contra cualquier contraofensiva del recién formado 7.º Ejército francés de Frère, y en el lado norte desplegó al XLI Cuerpo de Reinhardt al oeste de Arras, desde Hesdin hasta Savy-Berlette. Además, para protegerse contra más sorpresas, mantuvo la 10.ª División Panzer de Schaal en Doullens como reserva de su grupo. Pero el 22 ordenó a Guderian que se dirigiera al norte y tomara Boulogne y Calais, mientras Reinhardt cubría su flanco interior avanzando hacia Saint-Omer. A las 08:00 horas del 22 de mayo, las dos divisiones Panzer de Guderian (1.ª y 2.ª) y el Regimiento de Infantería Grossdeutchsland se lanzaron hacia el norte para sitiar los dos puertos del Canal.

#### Asedio de Calais
Después del contraataque franco-británico fallido en la Batalla de Arras (21 de mayo), ciertas unidades alemanas fueron retenidas para estar listas y resistir la reanudación del contraataque el 22 de mayo, a pesar de las protestas de Guderian, que quería correr hacia el norte por la costa del Canal para capturar Boulogne, Calais y Dunkerque. Y para cuando la 10.ª División Panzer estaba lista para atacar Calais, la 30.ª Brigada de Infantería británica y el 3.º Regimiento Real de Tanques (3º RTR) habían reforzado las tropas francesas y británicas en el puerto.
A las 00:40 a.m. de la noche del 21/22 de mayo, el Oberkommando des Heeres (OKH) rescindió la orden de suspensión; el Panzergruppe Kleist debía reanudar el avance y moverse unos 80 km al norte para capturar Boulogne y Calais. Al día siguiente, Guderian dio órdenes para que la 2.ª División Panzer avanzara hacia Boulogne en una línea desde Baincthun a Samer, con la 1.ª División Panzer como guardia de flanco a la derecha, avanzando hacia Desvres y Marquesa en caso de un contraataque desde Calais; la 1.ª División Panzer llegó a las proximidades del puerto a última hora de la tarde. La 10.ª División Panzer fue separada para hacer de escudo contra un posible contraataque desde el sur. Partes de la 1.ª y 2.ª Panzer también fueron retenidas para defender cabezas de puente en la orilla sur del Somme.
El avance alemán se reanudó por la mañana y a las 8:00 del 22 de mayo, los panzers cruzaron el Authie. Durante la tarde, las fuerza de retaguardia francesas, con algunos grupos de tropas británicas y belgas, fueron encontrados en Desvres, Samer y las cercanías de Boulogne. Las fuerzas aéreas aliadas estaban activas y bombardearon y atacaron a las fuerzas alemanas, con poca oposición de la Luftwaffe. La 10.ª División Panzer fue liberada de su papel defensivo y Guderian ordenó a la 1.ª División Panzer, que estaba cerca de Calais, girar hacia el este, hacia Dunkerque, y a la 10.ª División Panzer moverse de Doullens a Samer y desde allí a Calais. La 1ª División Panzer debía avanzar hacia el este hasta Gravelines a las 10:00 del día siguiente. El avance de la 10.ª División Panzer se retrasó alrededor de Amiens porque las unidades de infantería que debían aliviar la división en la cabeza del puente en la orilla sur del Somme llegaron tarde y los refuerzos británicos enviados a Calais se adelantaron a los alemanes.
El 23 de mayo, la amenaza a los flancos alemanes en Cambrai y Arras había sido contenida y el VIII Cuerpo Aéreo del Generaloberst Wolfram Freiherr von Richthofen estuvo disponible para apoyar a la 10.ª División Panzer en Calais. Así, la mayoría de los bombarderos en picado Junkers Ju 87 Stuka estaban ubicados alrededor de San Quintín, después de haber ocupado pista de avanzada, pero Calais estaba al límite de su alcance. A medida que las unidades avanzaban, también se encontraron dentro del alcance de los aviones del Mando de Caza en Inglaterra y Richthofen asignó al I JG 27 (I Wing, Fighter Group 27) a Saint-Omer para cubrir a las fuerzas de tierra. Entre los Geschwader (grupos) que volaban en apoyo de la 10.ª División Panzer estaban el Sturzkampfgeschwader (StG) 77, StG 1 (Oberstleutnant [Teniente Coronel] Eberhard Baier), StG 2 (Geschwaderkommodore [Comandante de Grupo] Oskar Dinort) y los bombarderos medios del Kampfgeschwader 77 (KG 77, Oberst [Coronel] Dr. Johan-Volkmar Fisser).
Anteriormente, a las 16:00., Schaal había ordenado al cuerpo principal de su 10.ª Panzer, que constaba del 90.º Regimiento Panzer y el 86.º Regimiento de Infantería y apoyados por un batallón de artillería mediana, avanzar por la carretera principal de Marquise al terreno elevado alrededor de Coquelles, lo que les daría un buen puesto de observación sobre Calais. Mientras tanto, en el flanco derecho, un grupo de batalla basado en el 69.º Regimiento de Infantería avanzaría desde Guînes hasta el centro de Calais.
Cuando el Brigadier Claude Nicholson llegó por la tarde a Calais con la 30.ª Brigada de Infantería, descubrió que el 3.º RRT ya había combatido, tenía pérdidas considerables y que los alemanes se estaban aproximando al puerto y habían cortado las rutas hacia el sur, este y suroeste. Nicholson ordenó a la 1.ª RB que defendiera las murallas exteriores en el lado este de Calais y a la 2.ª KRRC guarnecer el lado oeste, detrás de los puestos avanzados del QVR y las unidades antiaéreas fuera de la ciudad, el cual comenzó a retirarse a la bolsa alrededor de las 3:00 p. m. y continuó durante la noche. Justo después de las 16:00 Nicholson recibió una orden de la Oficina de Guerra para escoltar un convoy de camiones que transportaba 350.000 raciones a Dunkerque hacia el noreste, reemplazando cualquier otra orden. Nicholson movió algunas tropas desde el perímetro defensivo para proteger el camino de Dunkerque, mientras el convoy se reunía, pero la 10.ª División Panzer llegó desde el sur y comenzó a bombardear Calais desde las alturas.
A las 4:45 del 24 de mayo, los cañones costeros franceses abrieron fuego y los disparos de artillería y morteros alemanes comenzaron a caer sobre el puerto, particularmente en las posiciones de los cañones franceses, como preparativos para el ataque de la 10ª División Panzer contra las secciones oeste y suroeste del perímetro. Los primeros ataques alemanes fueron rechazados, excepto en el sur, donde los atacantes penetraron las defensas hasta que el 2.º KRRC y los tanques del 3º RRT les obligaron a retroceder. El bombardeo alemán se extendió hasta el puerto, donde había un tren hospital lleno de heridos que esperaban ser evacuados. El personal de control del puerto ordenó que los heridos fueran llevados a bordo de los barcos, los cuales todavía estaban descargando equipos para los batallones de infantería y el escalón de retaguardia del regimiento de tanques. Al final, los trabajadores portuarios y las tropas de la retaguardia también embarcaron y los barcos regresaron a Inglaterra, con parte del equipo aún a bordo.
Durante la tarde, los alemanes atacaron nuevamente en los tres lados del perímetro, con infantería apoyada por tanques. La guarnición francesa de Fort Nieulay, fuera de las murallas occidentales, se rindió después de un bombardeo. Los marines franceses en Fort Lapin y los emplazamientos de artillería costera inutilizaron las armas y se retiraron. En el perímetro sur, los alemanes irrumpieron de nuevo y no pudieron ser obligados a retroceder, pues la defensa se vio obstaculizada por quinta-columnistas disparando desde la ciudad. Las tropas alemanas que irrumpieron comenzaron a disparar enfilando a los defensores desde las casas que habían capturado. Los defensores en las murallas se quedaron sin munición y la 229.ª batería fue reducida a dos cañones antitanque operativos. Los alemanes tenían grandes dificultades para identificar las posiciones defensivas británicas y, a las 4:00, solo habían logrado un pequeño avance. A las 19:00 la 10.ª División Panzer informó que un tercio del equipo, vehículos y hombres había sido destruido, junto con la mitad de los tanques.
Durante la noche del 24, el vicealmirante James Somerville cruzó el Canal desde Inglaterra y se encontró con Nicholson, quien dijo que con más armas podría aguantar un poco más y acordaron que los barcos debían regresar. Al amanecer del 25 de mayo, se reanudó el bombardeo alemán, concentrándose en el casco antiguo; los edificios cayeron, los fuertes vientos avivaron incendios en todas partes y el humo de las explosiones y los incendios bloquearon la visión. Los últimos cañones de la 229.ª batería antitanque fueron eliminados y solo tres tanques del 3.º RRT permanecían operativos. La distribución de raciones y municiones era difícil y después de que se rompieran las tuberías principales de agua, los pozos abandonados fueron la única fuente. A las 9:00, Schaal envió al alcalde de Calais, André Gerschell, para pedirle a Nicholson que se rindiera, el cual se negó. Al mediodía, Schaal ofreció otra oportunidad de rendición y extendió la fecha límite desde las 13:00 hasta las 15:30, pues descubrió que sus emisarios habían sido retrasados, solo para ser rechazados nuevamente. El bombardeo alemán aumentó durante el día, a pesar de los intentos de los barcos aliados de bombardear los emplazamientos de artillería alemanes.
Varios barcos con botes remolcados navegaron hacia el puerto de Calais la noche del 25 al 26 sin una orden de evacuación, amén de un barco que entregó otra orden para que Nicholson continuara la batalla. A las 8:00, Nicholson informó a Inglaterra que los hombres estaban exhaustos, los últimos tanques habían sido destruidos, el agua era escasa y los refuerzos probablemente fuesen inútil, dado que los alemanes habían llegado al extremo norte de la ciudad. La resistencia de la guarnición de Calais había llevado al mando alemán a reunirse a última hora del 25 de mayo, y fue entonces cuando el coronel Walther Nehring, el Jefe de Estado Mayor del XIX Cuerpo, le sugirió a Schaal que el ataque final debía posponerse hasta el 27 de mayo, pues habría más Stukas disponibles. Schaal prefirió atacar y negar tiempo a los británicos para enviar refuerzos.
A las 5:00, la artillería alemana reanudó su bombardeo. En el ínterin varias unidades de artillería habían sido traídas de Boulogne, duplicando el número de armas disponibles para Schaal. De 8:30 a 9:00, el casco antiguo y la ciudadela fueron atacados por artillería y hasta 100 Stukas, después de lo cual la infantería atacó, mientras que los cañones alemanes y los StG 77 y StG 2 sometieron a la Ciudadela a fuertes ataques durante otros treinta minutos. El 2.º KRRC continuó resistiendo los ataques de infantería alemanes en los puentes del canal. A Schaal le dijeron que si el puerto no caía antes de las 14:00, se ordenaría la división detenerse hasta que la Luftwaffe arrasara la ciudad. Los alemanes comenzaron a abrirse camino alrededor de la 13:30, cuando el Bastión No. 11 fue capturado después de que los voluntarios franceses se quedaran sin municiones. En el otro lado del puerto, el 1.º RB mantuvo posiciones alrededor de la Gare Maritime pese a los ataques desde el sur y el este. El comandante Allan, al mando, se mantuvo en la creencia de que el 2.º KRRC podría retirarse al noreste a la Place de Europe para hacer una defensa final conjunta del puerto. A las 14:30 los alemanes invadieron al fin la Gare Maritime y el Bastión de l'Estran. Los supervivientes del 1.º RB hicieron una última defensa en el Bastión No. 1 y sus alrededores, antes de ser abrumados a las 15:30.

#### Fall Rot(Plan Rojo)
(En construcción. Disculpen las molestias)

### Unternehmen Barbarossa(Operación Barbarroja)

#### Białystok-Minsk
Para el 25 de junio de 1941, las fuerzas alemanas que estaban creando en Bialystok un saliente amenazaban a las tropas del Frente Occidental soviético con un cerco completo. Alrededor del mediodía del 25 de junio, los 3.º y 10.º Ejércitos soviéticos recibieron la de retirarse. El 3.º Ejército debía retirarse hasta Navahrudak, mientras que el 10.º Ejército tenía su punto de reagrupamiento en Slonim. El 27 de junio, las tropas soviéticas abandonaron Bialystok y para mantener las rutas de escape, ambos ejércitos montaron defensas enconadas en el área de Volkovysk y Zelva.
Sin embargo, el 28 de junio las tropas alemanas ocuparon Volkovysk y algunas divisiones alemanas pasaron a la defensiva en la línea Slonim-Zelva-Ruzhany; las rutas de retirada de los dos ejércitos soviéticos habían quedado cortadas y aquellas tropas que lograron retirarse del saliente de Bialystok fueron rodeadas en varios calderos (Kessel) entre Berestovitsa, Volkovysk, Slonim y Ruzhani. La 10ª División Panzer quedó subordinada a Kluge en la mañana del 28 de junio para cerrar rápidamente una brecha en Zelwianka, una lucha que se mantendría entre los días 29 al 30 de junio y que fijó a todo el centro y parte del ala derecha del 4.º Ejército. El 1 de julio, unidades del 4.º Ejército entraron en contacto con las unidades del 9.º Ejército, completando el cerco completo de las tropas soviéticas que se retiraban del saliente de Bialystok.
Mientras que las divisiones del XXXXVII Cuerpo Motorizado de Lemelsen se enfrentaron a una fuerte resistencia al oeste de Orsha, las del XXXXVI Cuerpo Motorizado de Vietinghoff también se estancaron brevemente en el río Berezina, al sur de Pogost, y a lo largo de los accesos a la ciudad de Mogilev, en la orilla oriental del río Dnieper. Mientras que los elementos principales de la SS Das Reich de Hausser lograron capturar una pequeña cabeza de puente en Pogost a fines del 2 de julio, Vietinghoff aún tenía que hacer avanzar a la 10.ª División Panzer de Schaal y al resto de la 2.ª División SS Das Reich. Cuando lo hizo los días 2 y 3 de julio, los soldados de las Waffen-SS consolidaros la cabeza de puente de Pogost, mientras que las tropas de Schaal lograrn una cabeza de puente a unos 16 kilómetros al sur. A partir de entonces, y después de luchar durante casi dos días para superar la tenaz resistencia de los restos de las 64.ª, 100.ª, 108.ª y 161.ª Divisiones de Fusileros del 13.° Ejército y del 4.° Cuerpo Aerotransportado y del 20.° Cuerpo Mecanizado del 4.° Ejército, las dos divisiones de Vietinghoff solamente lograron llegar a la mitad del camino entre el río Berezina y Río Dnieper en Mogilev a última hora del 7 de julio. Incluso la evaluación más optimista registrada el 7 de julio en el diario de guerra del XXXXVI Cuerpo Panzer clasificó a las 3.ª y 18.ª divisiones panzer con un 35% de vehículos para el combate. Las 4.ª y la 17.ª Panzer tenían un 60%, mientras que la 10.ª División Panzer era la más fuerte con un 80%.
En el informe nocturno del 9 de julio, Timoshenko reconoció:

Según el reconocimiento aéreo y la observación terrestre, a partir del 9 de julio, el enemigo ha estado reagrupando fuerzas motorizadas hacia Mogilev.

Sin embargo, en ese momento ya era demasiado tarde para que Timoshenko hiciera algo al respecto, ya que Guderian ya había cruzado el río Dnieper.
Al día siguiente, el XXXXVII de Lemelsen y el XXXXVI Cuerpo Motorizado de Vietinghoff repitieron la actuación de Geyr al asaltar el Dnieper en Kopys y Shklov. Debido a la sorpresa producida por el ataque del XXIV Cuerpo Motorizado en Novyi Bykhov, los soviéticos simplemente carecieron del tiempo y las fuerzas para defender el río Dnieper en todas partes. Eremenko admitió más tarde, además de ser tomado por sorpresa, que “El Mando Supremo soviético no pudo hacer frente a los hechos consumados. Todo lo que hizo fue emitir órdenes para restaurar la situación tan pronto como se produjera un avance nazi, lo que realmente equivalía a un despilfarro de reservas”.
De acuerdo con el plan de Guderian, después de realizar reconocimientos en fuerza el día 9, el XXXXVII Cuerpo Motorizado de Lemelsen llevó a cabo su asalto al otro lado del río en Kopys con la 29.ª División Motorizada de Boltenstern, que, junto con las 17 y 18 Divisiones Panzer de Weber y Nehring respectivamente, avanzaban hacia Orsha. desde el oeste, debía flanquear las defensas soviéticas en Orsha desde el sur y luego avanzar hacia el este hacia Smolensk. Simultáneamente, la 10.ª División Panzer de Schaal del XXXXVI Cuerpo Motorizado de Vietinghoff, con el apoyo del Regimiento de Infantería Motorizada Grossdeutschland, iba a atacar a través del río al sur de Shklov, mientras que la Das Reich de Hausser se concentraba en la orilla occidental del río Dnieper, frente a las defensas soviéticas en Shklov. Después de cruzar el río, el cuerpo de Vietinghoff debía explotar hacia el este, hacia Gorki, y, en última instancia, hacia la región de Elia. Los elementos de avanzada de los kampfgruppen Usinger y Streich, del 2.º Ejército de Weichs, ya estaban en posiciones para proteger el flanco izquierdo de Guderian al norte de la carretera Borisov-Orsha.
En el sector del XXXXVII Cuerpo de Lemelsen, cerca de Kopys, dos de los regimientos de la 29.ª División Motorizada de Boltenstern superó las defensas de la 100.ª División de Fusileros del 20.° Ejército, y aseguraron una cabeza de puente al mediodía del 11 de julio. A la derecha de Boltenstern, la 10.ª División Panzer de Schaal del XXXXVI Cuerpo Motorizado de Vietinghoff, que estaba atacando al otro lado del río cerca del cruce entre los 13.º y 20.º Ejércitos, derrotó a la 53.ª División de Fusileros del 61.º Cuerpo de Fusileros del 13.° Ejército y se apoderó de una cabeza de puente. Una vez más, el resumen operativo diario de Timoshenko, que envió a la Stavka a las 20:00 horas, relataba la acción en detalle, aunque con un poco de optimismo con respecto a la defensa de los 13.º y 20.º Ejércitos.
Después de visitar el cuartel general de la 29.ª División Motorizada de Boltenstern en Kopys al mediodía del 11 de julio, donde los ingenieros estaban construyendo un puente para que el resto del cuerpo de Lemelsen pudiera cruzar el Dnieper, Guderian cruzó el río en un barco de asalto en un intento de llegar al cabeza de puente del XXXXVI Cuerpo de Vietinghoff en Shklov. Después de no hacerlo porque las dos cabezas de puente aún no estaban conectadas, regresó a la orilla occidental del río y ordenó a Lemelsen que reagrupara la 17.ª División Panzer de Weber hacia el sur desde Orsha para que pudiera usar el cruce de Kopys. Mientras regresaba a su puesto de mando, Guderian informó a Kluge sobre su progreso y obtuvo su aprobación para “redirigir” a las 3.ª y 17.ª Panzer.
Después de pasar menos de tres horas en Tolochino, donde informó al ayudante de Hitler, Schmundt, que estaba recopilando información de primera mano para el Führer, acompañado por su oficial de operaciones, el coronel Fritz Bayerlein, Guderian pasó tres horas atravesando los abominables caminos hacia la cabeza de puente lograda por el XXXXVI Cuerpo en Shklov. Aunque la 10.ª División Panzer de Schaal y el Regimiento de Infantería Motorizada Grossdeutschland habían encontrado una resistencia más fuerte en Shklov que la que enfrentaron las fuerzas de Lemelsen en Kopys, los ingenieros lograron reparar los puentes dañados allí. El tour de Guderian le convenció de que su asalto había sido un éxito, e instó a Vietinghoff a seguir adelante y aprovechar su éxito, incluso durante la noche. Para cuando regresó a su cuartel general a la mañana siguiente, su grupo blindado tenía cabezas de puente a unas diez millas de profundidad en Kopys, Shklov y Bykhov. En opinión de Guderian, estas cabezas de puente formaban una base más que adecuada desde la cual comenzar su explotación gracias a sus cuatro nuevos puentes. Pero el 12 de julio el XXXXVII y el XXIV Cuerpos Motorizados perdieron cada uno uno de estos preciosos cuatro puentes debido a uso excesivo, lo que ralentizó sus operaciones.
En resumen, al final del día 13 de julio, cuando la 17.ª División Panzer del XXXXVII Cuerpo Motorizado de Lemelsen capturó Orsha, las defensas de Timoshenko a lo largo del río Dnieper simplemente se habían derrumbado. Para entonces, la 29.ª División Motorizada de Boltenstern había salido de su cabeza de puente en Kopys y ya estaba a mitad de camino hacia Smolensk. Hacia el sur, la 10.ª División Panzer de Schaal del XXXXVI Cuerpo Motorizado de Vietinghoff había pasado a través de Gorki hacia Mstislavl en su camino hacia el río Sozh, y la 4.ª División Panzer de Langermann y la 10.ª División Motorizada de Löper, del XXIV Cuerpo Motorizado de Geyr, avanzaban hacia el oeste desde Bykhov, dejando una parte importante del 13.° Ejército amenazado de cerco en la región de Mogilev.
Mientras el grupo panzer de Hoth atacaba a los 19.º y 22.º Ejércitos en el ala derecha de Timoshenko, las fuerzas de Guderian, que sumaban aproximadamente 450 tanques el 10 de julio, estaban haciendo lo mismo con su ala izquierda. Como fue el caso de los panzers de Hoth, el 2.º Grupo Panzer de Guderian infligió su daño simultáneo a lo largo de dos ejes separados pero interrelacionados, el primero a lo largo de la carretera a Smolensk y el segundo a lo largo de dos ejes que se extienden hacia el este, al sur de Smolensk, hasta el río Sozh.
Al anochecer del 12 de julio, Guderian había desplegado sus tres cuerpos motorizados de norte a sur (de izquierda a derecha) en dos grandes cabezas de puente en la orilla oriental del río Dnepr. En el norte, el XXXXVII de Lemelsen y el XXXXVI Cuerpo Motorizado de Vietinghoff estaban firmemente alojados en una profunda cabeza de puente al este de Kopys y Shklov, con sus respectivas 29.ª División Motorizada y 10.ª Panzer en la región de Gorki, preparadas para avanzar hacia el este, estando la primera hacia Smolensk y la última hacia Mstislavl, en el Sozh. Más al sur, la 4.ª División Panzer y la 10.ª Motorizadas del XXIV Cuerpo Motorizado de Geyr estaban firmemente instaladas en la cabeza de puente de Bykhov al sur de Mogilev, listas para avanzar hacia el este hacia el río Sozh en Krichev y Propoisk. Sin embargo, el problema más irritante de Guderian se refería al destino de la ciudad fortaleza de Mogilev, que estaba situada entre sus dos cabezas de puente, y estaba siendo defendida obstinadamente por el grueso de Remezov y luego por el 13.° Ejército de Gerasimenko.
El 13 de julio, entre tanto, y avanzando rápidamente hacia el sureste desde Gorki a través de las ya debilitadas defensas del 13.° Ejército, la 10.ª Panzer de Schaal avanzó 56 kilómetros durante los dos días siguientes, capturando la ciudad de Mstislavl en el río Sozh al anochecer del 15 de julio. La Das Reich de Hausser protegió el flanco derecho de Schaal, ocupando posiciones de bloqueo al norte de Chausy, para evitar que las fuerzas soviéticas se retiraran al noreste de Mogilev antes de seguir la estela de la 10.ª Panzer el 16 de julio.
Sin embargo, después de mediados de mes, Hitler, Bock, Kluge y Hoth estaban más que preocupados con la tarea de sellar y destruir las fuerzas casi rodeadas de los 16.º, 19.º y 20.º Ejércitos soviéticos, los cuales aún se aferraban a sus defensas alrededor de la “Bolsa de Smolensko”. Bock en el Grupo de Ejércitos Centro, Kluge en el Cuarto Ejército Panzer y el propio estado mayor de Hitler querían destruir tantas unidades soviéticas recién localizadas como fuera posible. Hoth, cuyo grupo panzer estaba dividido entre el frente norte desde Dukhovshchina e Iartsevo y los flancos norte y este de la bolsa, quería lograr la conexión y destrucción posterior para liberar fuerzas y reforzar su cada vez más amenazado “frente este”. Por el contrario, Guderian, que todavía esperaba continuar su avance sobre Moscú sin demora, ya había enviado a la 10.ª División Panzer de Schaal del XXXXVI Cuerpo Motorizado de Vietinghoff hacia el este, para asegurar una cabeza de puente sobre el río Desna en Yelnya, pensando que esta formaría una posición de salto ideal para un avance posterior sobre Vyazma y el gran premio: Moscú. Los panzers y granaderos panzer de Schaal laobtuvieron el 19 de julio. Sin embargo, resultó que los furiosos ataques soviéticos contra los flancos de los dos grupos panzer convencieron a Guderian de que tenía fuerzas disponibles para aferrarse a Yelnya o reprimir al 16.° Ejército soviético al este de Smolensko, pero no a ambos.
A pesar de estos problemas, la batalla de cerco comenzó el 16 de julio y duraría hasta agosto. Aunque la 7.ª División Panzer de Funck, del XXXIX Cuerpo Motorizado de Schmidt, capturó el cruce de carreteras clave de Iartsevo, 50 kilómetros al noreste de Smolensk, a última hora del 15 de julio, pero el cerco alrededor de los 16.º, 19.º y 20.º Ejércitos de Timoshenko no era firme. En ese momento, el cuerpo de Schmidt tenía partes de la 20.ª División Panzer de Stumpff protegiendo el flanco izquierdo de Funck al este de Iartsevo y la 20.ª División Motorizada de Zorn acercándose a Smolensk desde el noroeste, a lo largo de un frente extendido desde la región de Liozno, 40 kilómetros al sureste de Vitebsk, hacia el noreste hasta Demidov, 56 kilómetros al norte de Smolensk. Durante la noche del 15 al 16 de julio, la 20.ª División Motorizada se desplazó hacia el este para formar el anillo norte del cerco, mientras que la 12.ª División Panzer de Harpe tomó sus posiciones al este de Liozno, formando así un círculo de cerco casi continuo alrededor de la mitad norte de la bolsa de Smolensk.
Mientras el XXXIX de Schmidt y el XXXXVII Cuerpo Motorizado de Lemelsen invadían la bolsa de Smolensk desde el norte y el sur, el segundo cuerpo de Guderian, el XXXXVI Motorizado de Vietinghoff, se esforzaba por alcanzar su línea objetivo al norte y al sur de Yelnya para formar el anillo de cerco exterior que protegía los accesos del este y sureste de Smolensk, una tarea que no lograría. La vanguardia de Vietinghoff, la 10.ª División Panzer de Schaal, giró hacia el noreste desde Mstislavl a principios del 16 de julio y se dirigió a través de Pochinok hacia su objetivo en Yelnya, con la Das Reich a su paso. Ese día la 10.ª Panzer informó que la tasa de averías mecánicas entre sus tanques había aumentado de forma alarmante, disponiendo de sólo el 30 por ciento de su fuerza original en servicio. Al final del día, los panzers de Schaal llegaron a la mitad del camino hacia Pochinok contra una creciente resistencia del 17.º Cuerpo Mecanizado y los restos de las divisiones del 13.º Ejército que se retiraban hacia el este de Mogilev. La 10.ª División Panzer llegó a las afueras de Yelnya a última hora del 18 de julio y tomó la ciudad con sus puentes sobre los ríos Desna y Striana el 20 de julio, después de intensos combates. Mientras las fuerzas de Schaal se atrincheraban, la 2.ª División SS Das Reich intentó moverse hacia el norte desde Yelnya para llegar al río Dnieper, capturar Dorogobuzh y unirse con la 17.ª División Panzer en Iartsevo. Sin embargo, y pese a tres días de intensos combates, principalmente con las 50.ª y 107.ª Divisiones de Fusileros, la división no logró cumplir su misión y se vio obligada a replegarse a posiciones defensivas al noroeste de Yelnya.
A pesar de la virtual desaparición del 19.º Ejército soviético, su 50.ª División de Fusileros había logrado escapar hacia el este y ahora estaba organizando defensas a lo largo de la orilla oriental del río Dnieper, en el flanco derecho del Grupo Iartsevo de Rokossovsky. Además, la 38.ª División de Fusileros, que llegó tarde al 19.° Ejército, estaba estableciendo defensas más al sur a lo largo del río y en posición de apoyar los esfuerzos de Rokossovsky para mantener las comunicaciones con las fuerzas de Kurochkin.
Tampoco se cubrieron en el informe soviético del 20 de julio los fragmentos de información más jugosos, siendo estos que la 10.ª Panzer y la Das Reich del XXXXVI Cuerpo Motorizado de Vietinghoff habían capturado Pochinok y Yelnya, 48 kilómetros al sur y 73 kilómetros al sureste de Smolensk, respectivamente. Esto significaba que el centro de gravedad de sus operaciones, así como del Segundo Grupo Panzer de Guderian, estaba más allá de Yelnya y Vyazma, en lugar de enlazar con la 7.ª División Panzer del XXXIX Cuerpo Motorizado en Iartsevo. La suposición por parte de Guderian era que la 17.ª Panzer del XXXXVII Cuerpo Motorizado efectuaría ese enlace después de que se desconectara de la región al sur de Smolensk. Sin embargo y en última instancia, las vigorosas acciones soviéticas en la región de Yelnya desviarían la atención de la 17.ª Panzer, distrayéndola del más esquivo premio al norte.
Mientras se desarrollaban combates acalorados y a menudo desesperados en y alrededor de la ciudad de Smolensk y en la periferia de la bolsa de Kurochkin, al norte, el Grupo de Ejércitos Centro se esforzó por separar de la lucha a las divisiones de sus dos grupos panzer. Bock se sintió obligado a hacerlo por dos razones. Primero, porque estaban surgiendo indicadores claros de que los soviéticos estaban a punto de contraatacar contra el frente principal de su grupo de ejércitos al este de Smolensk, forzándole a liquidar la bolsa por completo antes de que pudiera proporcionar infantería para apoyar a las divisiones panzer y motorizadas ya sobreextendidas a lo largo en el “este”. En segundo lugar, y aún más importante, Bock esperaba, quizás, restaurar algún grado de impulso a su avance sobre Moscú.
Por lo tanto, a medida que avanzaba la batalla, el grupo panzer de Guderian continuó dividiendo sus atenciones entre la bolsa al norte, la carretera a Moscú a través de Yelnya en el este y la lucha a lo largo del río Sozh al sur. En el ala izquierda de Guderian, las 17.ª y 18.ª Divisiones Panzer del XXXXVII Cuerpo Motorizado de Lemelsen lucharon por acordonar el perímetro sur del bolsillo de Smolensk, estableciendo posiciones defensivas a lo largo de la orilla sur del río Dnieper al este y al oeste de Krasnyi (45 kilómetros al oeste de Smolensk) . Sin apoyo de infantería y sufriendo grandes pérdidas, incluido un herido general Weber, las dos divisiones blindadas se enfrentaron a los remanentes de las 13.ª y 17ª Divisiones de Tanques del 5.º Cuerpo Mecanizado, la 57.ª División de Tanques del Coronel Mishulin y las 18.ª y 73.ª Divisiones de Fusileros del 20.º Ejército de Kurochkin.
Sin embargo, cuando las divisiones de infantería del IX Cuerpo de Ejército del general Geyer comenzaron a llegar a la región el 18 de julio, Thoma sacó de la línea a su 17.ª División Panzer y la movió hacia el este, primero para ayudar a repeler los intentos soviéticos de recuperar Smolensk mediante un asalto desde el sureste los días 19 y 20 de julio y, más tarde, para reforzar a la 10.ª Panzer y Das Reich cuando llegaron a la región de Yelnya, sólo para ser objeto de un fuerte ataque soviético el 21 y 22 de julio.
Fue en medio de esta compleja situación, con las atenciones alemanas divididas entre el “frente este” al norte de Iartsevo, la ciudad de Smolensk y la molesta bolsa al norte, la cabeza de puente en Yelnya al este, y los combates a lo largo del Sozh hacia el sur, cuando Timoshenko decidió atacar.
Si Guderian era consciente de la tensión a la que estaban sometidas sus fuerzas, sus órdenes no lo reflejaban. Además de intentar sacar a la 18.ª División Panzer del frente de cerco, también trató de enviar a una parte de la 10.ª División Panzer, que todavía luchaba en su camino hacia Yelnya, hacia Dorogobuzh. Sin embargo, la división se vio tan presionada en la batalla por Yelnya que el comandante de la división, el teniente general Ferdinand Schaal, informó al XXXXVI Cuerpo Panzer de Vietinghoff que solo se podía emprender uno de los dos objetivos. La respuesta de Vietinghoff negó la solicitud de interrumpir cualquiera de los ataques, y agregó que el propio cuerpo panzer estaba bajo órdenes estrictas de llevar a cabo ambas operaciones. Como rápidamente quedó claro que la 10.ª División Panzer se vería debilitada incluso ante un objetivo, Guderian finalmente cedió y el 20 de julio designó a Yelnya el “objetivo principal... Dorogobuzh es inalcanzable”.
En la vanguardia de la penetración alemana hacia el este, el diario de guerra del intendente general del grupo panzer de Guderian calificó la situación de las municiones el 22 de julio como "crítica", especialmente en el XXIV Cuerpo Panzer de Schweppenburg. El 24, el suministro del XXXXVI Cuerpo Panzer de Vietinghoff también fue calificado como "crítico", mientras que el XXXXVII Cuerpo Panzer de Lemelsen se consideró "escaso". Lo que esto significó para las unidades de combate es más evidente en la ardua lucha de Vietinghoff en Yelnya. Guderian notó cómo las municiones para la 10.ª División Panzer tenían que ser recogidas por carretera desde los depósitos de suministros a unos asombrosos 440 kilómetros en retaguardia. El diario de guerra de la división señaló el 21 de julio que "a pesar de todos los esfuerzos del cuerpo para los próximos días, no habrá petróleo para los panzer. La situación de las municiones también es tensa... en particular de los proyectiles de artillería, que deben usarse con moderación". Por la noche, la división informó al cuerpo que el 7.° Regimiento Panzer solo estaría operativo nuevamente cuando se entregaran combustible y varios motores nuevos. Hasta entonces, el informe decía: "En vista de los constantes contraataques rusos, se han puesto en funcionamiento provisionalmente algunos panzers".

#### Smolensk
(En construcción. Disculpen las molestias)

#### Operación Tifón

##### Vyazma
La 10.ª División Panzer y otras formaciones alemanas que se concentraron para la Operación Tifón se enfrentaban al desafío de atacar a fuerzas soviéticas que habían estado preparando sus defensas durante más de dos meses. En el frente principal, al oeste y suroeste de Vyazma, los soviéticos habían concentrado ejércitos bien pertrechados y con un flujo constante de refuerzos, mientras que los alemanes habían sido retrasados por las operaciones de cerco en la región de Kiev. Los soviéticos habían bloqueado las rutas obvias y prácticas a Moscú, y los alemanes se vieron obligados a atacar en el área de Smolensk-Vyazma para avanzar hacia la capital y núcleo centro ferroviario de la Unión Soviética. Los alemanes también se vieron obligados a atacar un frente soviético que corría casi en línea recta al norte y al sur de las alturas de Jarcevo, ubicado a 50 kilómetros al noreste de Smolensk. Los alemanes tendrían que penetrar las defensas soviéticas y luego avanzar lo suficientemente rápido detrás de sus líneas como para aislarlos del resto de la Unión Soviética y destruirlos.
El comandante de la 10.ª Panzer, Wolfgang Fischer, y su equipo tuvieron que planear los detalles del ataque y determinar la dirección y el ritmo que tomaría la unidad después del avance. El comandante general del cuerpo, Georg Stumme, reforzó a la 10.ª División Panzer con el Cuartel General de Artillería 128 (Arko 128) para el ataque. Arko 128 debía planear y ejecutar el fuego de cobertura en el sector de ataque, servir como el centro de control del fuego de apoyo para la división y coordinar el fuego del 90.º Regimiento de Artillería de la división y baterías adscritas como refuerzos. Los alemanes colocaron a Arko 128 lejos del puesto de mando de la división, liberando el puesto de mando de la presión dominante en el aparato de control de fuego y los procesos y procedimientos técnicos asociados, permitiéndoles permanecer ligeros, móviles y orientados al movimiento. Stumme también reforzó a la 10.ª División Panzer con el 618.º Regimiento de Artillería, sus cuatro batallones de artillería, un batallón especial de observación de artillería y un batallón de morteros de humo para complementar la potencia de fuego del 90.º Regimiento de Artillería. Además, Stumme adjuntó el 479.º Regimiento de Infantería a la 10ª División Panzer en caso de ser necesarios asaltos contra las fortificaciones de campo soviéticas. También asignó varias formaciones de ingenieros para cruzar los cursos de agua que aparecieran, mejorar las carreteras (estrechas y sin pavimentar) sobre la ruta de avance proyectada y cegar varias zanjas antitanque descubiertas por el reconocimiento aéreo.
La 10.ª División Panzer comenzó la ofensiva a las 5:30 del 2 de octubre de 1941, con la misión de “romper las posiciones enemigas del río Desna e ir más allá”. Los objetivos establecidos por el cuartel general del cuerpo muestran que la división avanzó hacia el noreste, paralela a esta dirección y al sur de la carretera principal desde Roslavl a través de Juchnov hasta Moscú. La preparación de artillería, que duró 35 minutos, disparó proyectiles contra objetivos conocidos; después fue retenida hasta que los observadores de artillería en las columnas alemanas que avanzaban transmitieran nuevas coordenadas. Stumme visitaba el puesto de mando de la división periódicamente para observar el progreso del ataque. Así, a las 8:05 pidió apoyo adicional de Stuka. Luego ordenó que el puente ferroviario que cruzaba el Desna, el cual había sido capturado por la división, fuera transitable. Además envió unidades de reconocimiento para encontrar un lugar para vadear el río y ordenó el avance más rápido posible para los tanques.
A las 9:10, Fischer ordenó a la brigada panzer reforzada de la división, compuesta por el 7.° Regimiento Panzer y otros elementos, avanzar por un vado descubierto cerca de un puente parcialmente construido y que no estaría listo hasta aproximadamente el mediodía. Cuando el primer batallón de tanques cruzó el vado y comenzó a moverse a través del terreno difícil más allá, se hizo evidente que el paso iba demasiado lento, y Fischer ordenó al segundo batallón que cruzara en el puente ferroviario. A las 16:20, la brigada panzer había cruzado efectivamente el Desna y varios arroyos pequeño. Luego fue reforzado por el 2.º Batallón del 69.º Regimiento de Infantería Motorizada y un batallón de artillería adjunto, convirtiéndolo en un grupo de batalla de armas combinadas (Kampfgruppe). Acompañado por Fischer y su personal, el Kampfgruppe blindado comenzó a avanzar.
A primeras hora de la tarde del 2 de octubre, el Kampfgruppe había avanzado bastante frente a una resistencia soviética moderada y las dificultades inherentes a carreteras sin pavimentar y las condiciones pantanosas del terreno fuera de las mismas. Fischer decidió aprovechar la luna casi llena y ordenó al Kampfgruppe que continuara avanzando durante toda la noche. Dirigió a la fuerza y la empujó hacia la ciudad de Mosalsk, aproximadamente a 75 kilómetros de distancia y detrás de los ejércitos soviéticos, lo que daba las condiciones de un cerco estratégico. También ordenó a sus dos regimientos de infantería motorizada avanzar a lo largo de un eje separado hacia Mosalsk.
El 3 de octubre, la 10.ª Panzer continuó su avance mientras la resistencia soviética se endurecía. A las 7:00, Fischer, que se movía detrás del Kampfgruppe en su pequeño grupo de mando, comunicaciones y vehículos de escolta, fue disparado por cañones antitanques soviéticos desde una posición al norte de la carretera. Más tarde, a lo largo de ese mismo tramo de carretera, que parecía estar razonablemente bien asegurado, dos camiones de radio del batallón de comunicaciones fueron destruidos por golpes directos de armas antitanque soviéticas.
El comandante de la compañía de señales de la división que les acompañaba recogió a todos los hombres de la zona, tres cañones antitanque autopropulsados alemanes que pasaban por la carretera y elementos de la 3.ª Compañía del 39.º Batallón de Ingenieros Panzer y atacó a la fuerza soviética. A medida que avanzaba el ataque, una batería ligera del 1.º Batallón del 90.° Regimiento de Artillería, que avanzaba a lo largo del camino en otra misión, se desplegó voluntariamente en posiciones de disparo para apoyar el ataque. Al final, el comandante de la compañía de radio logró comunicarse con la sede de la división para obtener el apoyo aéreo de los Stuka en el área objetivo, marcada por las columnas de humo de las ojivas de artillería y grupos de luz disparados por reflectores. A las 11:40, el 1.º Batallón del 69.º Regimiento de Infantería Motorizada y el resto del 1.º Batallón del 90.º Regimiento de Artillería aunaron sus esfuerzos para ayudar a destruir un regimiento de infantería soviético que había permanecido en silencio y en su posición, ignorado por el Kampfgruppe en su avance.
Ralentizado por este combate, las difíciles condiciones del camino y la escasez de combustible, a las 16:10 del 3 de octubre, la división se reorganizó en dos nuevos Kampfgruppen. El grupo de batalla derecho (sur) consistía en el 90.º Batallón de Reconocimiento Panzer, el 10.º Batallón de Motocicletas y el 89.º Regimiento de Infantería Motorizada. El grupo de batalla izquierdo (norte) incluía el 7.º Regimiento Panzer y una tropa de reconocimiento ligera. Toda la artillería divisionaria quedó unida a los grupos y se movería en columna con ellos. El comandante y el cuartel general del 90.º Regimiento de Artillería se moverían con el grupo de batalla sur y tenían la capacidad de comunicar por radio para concentrar la potencia de fuego de la división. Sin embargo, el control central del fuego en este avance móvil era prácticamente imposible, porque los dos grupos de batalla avanzarían demasiado lejos y se enfrentarían a encuentros demasiado diferentes y ampliamente separados para permitirlo. Fischer ordenó a los dos grupos de batalla que continuaran avanzando durante la noche del 3 de octubre, convergiendo en Mosalsk desde dos direcciones diferentes.
A primeras horas de la tarde siguiente, mientras la división continuaba su lento movimiento hacia Mosalsk por las carreteras sin pavimentar, Stumme llegó a la posición de Fischer y le indicó que girara hacia el norte en Mosalsk para llegar a la carretera que va de Roslavl atravesando Juchnov a Moscú. Fischer estuvo de acuerdo y solicitó permiso para mover uno de los Kampfgruppen lo más rápido posible a Juchnov, en el río Ugra, para establecer una cabeza de puente y combatir los ataques de flanco cuando la división girara hacia el norte para apoderarse de Vyazma. Poco tiempo después, la 10.ª División Panzer irrumpió en la retaguardia profunda de las fuerzas soviéticas. Cuando los alemanes asaltaron diversas columnas soviéticas motorizadas y tiradas por caballos, los soviéticos se rindieron sin ofrecer resistencia.
Por primera vez en la campaña, la 10.ª División Panzer dirigió a los prisioneros hacia su retaguardia sin escolta. Fischer, al frente del grupo de batalla del norte, llegó a Mosalsk a las 16:30. Al observar el avance limpio que había logrado el grupo de batalla, ordenó que el avance continuara nuevamente durante la noche, esta vez para llegar a la carretera Roslavl-Juchnov-Moscú, a 25 kilómetros al suroeste de Juchnov.
Mientras el grupo de batalla se movía hacia el norte el 4 de octubre con Fischer acompañando a la columna, 12 camiones rusos entraron repentinamente en la columna inmediatamente frente al vehículo de Fischer. El diario de guerra de la 10.ª División Panzer señala brevemente que todos los oficiales del personal participaron en el tiroteo subsiguiente y que fueron tomados 30 prisioneros.
Aproximadamente dos horas después, Fischer se trasladó al cruce de carreteras a 25 kilómetros al suroeste de Juchnov. Alrededor de las 20:30, el cuartel general del cuerpo ordenó a la 10.ª División Panzer avanzar hacia el este hacia Juchnov y tomar tanto la ciudad como el puente sobre el río Ugra. En una impresionante muestra de iniciativa, Fischer ya había ordenado que parte del grupo de batalla izquierdo continuara avanzando y tomara la ciudad.
El grupo de batalla derecho, el cual había sido perdido por el cuartel general de la división, informó por radio a las 1:50 del 5 de octubre que su elemento avanzado se encontraba a solo tres kilómetros al sureste de Juchnov. Por iniciativa de su comandante, esta unidad había seguido marchando durante la noche hacia un objetivo vital para el cerco de las fuerzas soviéticas.
En medio de esta situación confusa, en la que los dos grupos de batalla se extendían a lo largo de aproximadamente 100 kilómetros de caminos sin pavimentar, generalmente bordeados por terreno blando, Fischer preguntó al cuartel general del cuerpo si debía continuar empujando hacia Vyazma o si sería mejor un empuje hacia Gzhatsk (ahora la ciudad de Gagarin, a 65 kilómetros al noreste de Vyazma y a solo 150 kilómetros de Moscú). A las 3:00, el cuartel general del cuerpo respondió que la 10.ª División Panzer debía avanzar al oeste de Ugra y tomar Vyazma.
El viaje continuó a un ritmo increíble. A las 5:00 del 5 de octubre, Fischer ordenó al grupo de batalla izquierdo avanzar hacia el área a 12 kilómetros al noreste de Vyazma. El combustible era escaso, contando para otros tres días, pero habían recorrido 175 kilómetros desde su posición original en la orilla oeste del río Desna. El grupo de batalla no tenía suficiente combustible para ambos batallones de tanques, por lo que el comandante ordenó esperar a un batallón y guiar al grupo de batalla hacia el norte, hacia Vyazma. El otro batallón esperaría a las columnas de combustible que luchaban por avanzar, repostaría y luego alcanzaría al grupo de batalla. Al final resultó que los camiones de combustible no estaban muy lejos y a las 6:15 el batallón se reabasteció de combustible y conectado con la retaguardia del grupo de batalla. Ahora el comandante del Kampfgruppe estimaba que tenía suficiente combustible para avanzar 60 kilómetros.
El otro Kampfgruppe, que estaba compuesto principalmente por infantería motorizada, recibió la orden de plantarse en Juchnov, desarrollar una cabeza de puente sobre el Ugra y cubrir la retagardia derecha de la división en su avance hacia Vyazma. Cuando División Das Reich, pisándole los talones, llegó a Juchnov, el grupo de batalla fue relevado y pudo avanzar para reforzar a la 10.ª Panzer.
A medida que el Kampfgruppe en punta se movía hacia el norte, este se encontró con condiciones del terreno más difíciles y ataques aéreos soviéticos. El batallón panzer principal se había reabastecido de combustible por la mañana, pero solo había suficiente para llenar los tanques hasta la mitad; se quedaron secos cerca de Slobodka. A las 12:30 el escalón de operaciones de la división, que se había estado moviendo cerca de la punta de la división, llegó al lugar. Para mantener el ritmo del avance, Fischer ordenó a la infantería motorizada del grupo de batalla que continuara la marcha más allá de los tanques inmovilizados y liderara el avance. Como solo esperaban una débil resistencia enemiga, no se requerían tanques.
A las 17:00, la unidad de infantería motorizada en cabeza, el 2.° Batallón del 69.º Regimiento de Infantería Motorizada, informó al cuartel general de la división que solo tenía suficiente combustible para avanzar unos 25 kilómetros. Cuarenta y cinco minutos después, el batallón de infantería motorizado informó al comandante del grupo de batalla que había llegado al río Ugra al noroeste de Slobodka y que ahora estaba a solo 40 kilómetros de Vyasma. Cuando se puso el sol esa noche, la división se enfrentó a la falta de combustible, sin puente sobre el río e indicaciones de que el enemigo estaba aumentando en fuerza.
A las 22:00, el comandante de la brigada panzer que dirigía el Kampfgruppe comunicó por radio que su fuerza era demasiado débil para mantener la modesta cabeza de puente en el vado del río Ugra. El cuartel general de la división calculó que no podía proporcionar refuerzos antes del amanecer y ordenó al grupo de batalla evacuar su cabeza de puente. En otra muestra de iniciativa operacional, el comandante del Kampfgruppe ignoró la orden de evacuación que había solicitado y encabezó un ataque nocturno con tanques que le valió ganar terreno al norte de la cabeza del puente y asegurar el cruce. A las 3:20 del 6 de octubre, el cuartel general de la división cambió la orden de evacuación por una de avance hacia Vyazma.
Al amanecer del 6 de octubre, la división pudo conseguir suficiente combustible para permitir que el Kampfgruppe avanzara otros 80 kilómetros, pero a medida que este comenzó a avanzar alrededor de las 7:00, se topó con una serie de puentes intransitables que retrasaron el movimiento sobre los numerosos arroyos de la zona. Fischer, nuevamente acompañando a los elementos principales del Kampfgruppe, ordenó a los ingenieros avanzar para buscar vados. En algunos casos, los arroyos pequeños tenían solamente 1 o 2 metros de anchos pero mucho fondo y bancos tan suaves que ningún vehículo con ruedas podía cruzarlos. Los ingenieros no pudieron cruzar hasta las 14:30, y los grupos de batalla no pudieron hacer lo propio hasta aproximadamente las 16:00. Mientras esperaban, se formaron dos nuevos Kampfgruppen del principal. Cada grupo tenía un batallón panzer, un batallón de infantería motorizada, artillería, cañones antiaéreos y unidades de ingenieros. La división ordenó que el Kampfgruppe izquierdo tomara Vyazma desde el sur y el Kampfgruppe derecho que tomara y bloqueara el camino a Moscú en un punto a unos 10 kilómetros al noreste de la ciudad y luego se moviera hacia la ciudad desde esa dirección. A última hora de la tarde del 6 de octubre, Fischer ordenó el ataque nocturno, a pesar del hecho de que el suministro de combustible era tenue y sus tropas estaban cansadas y avanzarían sobre terreno desconocido. Ordenó que el Kampfgruppe izquierdo tomara el aeropuerto en las afueras del sur de Vyazma antes de la medianoche y al Kampfgruppe derecho que bloqueara la línea ferroviaria que salía al este de la ciudad al mismo tiempo.
A las 14:30, Stumme se reunió con Fischer cerca del puesto de mando de la división cerca del río Ugra. Allí ordenó que la columna derecha de la entonces 2.ª División Panzer se moviera hacia la ruta de avance de la 10.ª División Panzer, despejara la ruta de suministro y reforzase el avance de la 10.ª División Panzer. A las 15:30, Fischer avanzó para acompañar al elemento principal del Kampfgruppe izquierdo hacia las afueras del sur de Vyazma, observando que durante el avance prácticamente no había contacto con el enemigo. En consecuencia, ordenó que el batallón panzer en cabeza avanzara inmediatamente sin ninguna otra fuerza de apoyo y tomara el aeródromo, que estaba a unos seis kilómetros al noreste de la ciudad. Fischer tomó esa decisión justo cuando el batallón panzer había capturado un largo puente de madera en la ciudad de Bessova y atravesado. Para asegurar el puente, Fischer se estacionó allí, junto con los conductores y mensajeros de los vehículos de operaciones, el pelotón de reconocimiento del batallón panzer y dos vehículos blindados ligeros de reconocimiento del 90.º Batallón de Reconocimiento en y alrededor del puente.
El 2.º Batallón del 7.º Regimiento Panzer irrumpió en el claro y a las 19:15 el 6 de octubre comunicó por radio con el cuartel de la división que se había apoderado del aeródromo de Vyazma. Con ello los alemanes ya habían cortado una parte significativa del movimiento este-oeste a través de Vyazma. Aproximadamente dos horas después, el grupo de batalla informó que el 2.° Batallón del 69.º Regimiento de Infantería Motorizada había conectado con el batallón panzer en aeródromo y cortado una de las dos grandes líneas de ferrocarril que conducían hacia Moscú y Kaluga. Unas horas más tarde, la división se unió con elementos de la 7.ª División Panzer, que avanzaba desde el norte, y bloqueó la ruta de escape.
La punta de lanza de Hoepner, encabezada por la 10.ª División Panzer de Fischer y seguida por la 2.ª División Panzer de Veiel, llegó a Viazma desde el sur en la mañana del 7 de octubre.
El 14 de octubre, elementos de la 10.ª División Panzer de Fischer se estaban enfrentando a posiciones soviéticas unos pocos kilómetros más al norte en el antiguo campo de batalla de Borodino. El coronel Chales de Beaulieu, jefe de personal del 4.º Grupo Panzer, señaló: "Parecía como si la costosa victoria de Napoleón en 1812 fuera a repetirse una vez más ''. De hecho, las fuerzas panzer de Fischer atacaron el Reducto de Shevardino, tal como Napoleón lo había hecho 129 años antes. En dos días de combates (16 y 17 de octubre), la división de Fischer sufrió 280 heridos y un número no revelado de muertos. Como Hoepner observó con cierto grado de incredulidad: “Los rusos ya no tienen un ejército reconocible, por lo que no deberían tener la capacidad para llevar a cabo una defensa exitosa aquí. Sin embargo, las formaciones de la 32ª Brigada de Fusileros de Siberia que se nos oponen han demostrado ser notablemente efectivas”. Hubo incluso un revés local en el que los cadetes de Polosujin hicieron retroceder a los hombres de Fischer, pero después de cinco días de defender su posición frente a Mozhaisk y a un precio muy alto, que incluía el 80 por ciento de pérdidas entre los 4.000 jóvenes cadetes, Mozhaisk cayó el 18 de octubre.
Al sur del XXXXVI Cuerpo Panzer de Vietinghoff estaba el XXXX Cuerpo Panzer de Stumme, que recientemente se había abierto camino a través de la línea soviética fuertemente fortificada en Mozhaisk, sufriendo grandes pérdidas en el proceso. En una semana de lucha, la 'Das Reich' de Bittrich sufrió 1.242 bajas (incluidos 270 muertos), mientras que la 10.ª División Panzer de Fischer sufrió otras 776 bajas (incluidos 167 muertos). Stumme empujó a sus hombres hacia adelante a pesar de que el 19 de octubre el diario de guerra del XXXX Cuerpo Panzer señalaba que “la masa de los vehículos de las dos divisiones motorizadas está atascada”.
A medida que la 10.ª División Panzer de Fischer y la "Das Reich" de Bittrich intentaron repetidamente romper las líneas soviéticas, el costo de sus unidades de combate ya agotadas fue excesivo. Hacia fines de octubre, cuando Fischer informó a Stumme de su fuerza efectiva, se dice que el comandante del cuerpo exclamó: "Dios mío, esto no es más que una patrulla de reconocimiento reforzada".
El 24 de octubre, la 10.ª División Panzer de Fischer tenía una fuerza de noventa y dos tanques (cuarenta y cuatro de los cuales eran Panzer I o II) y había perdido cuarenta tanques en los combates. Al mismo tiempo, la 2.ª División Panzer de Veiel había perdido 13 tanques definitivamente y 40 estaban fuera de servicio, dejando 149 panzers operativos. La 11.ª División Panzer de Scheller había perdido sesenta y cuatro tanques, cuarenta y cinco estaban fuera de servicio y otros noventa estaban operativos. La 20.ª División Panzer de Thoma, que para el 25 de octubre había estado descansando y reacondicionándose durante una semana, estaba en sesenta y cinco tanques operativos.

##### El largo camino a Moscú
El 6 de noviembre hubo ataques limitados contra la 78.ª División de Infantería del General de División Paul Völcker y la 10.ª División Panzer. Estos fueron seguidos el día 7 por un conjunto más general de ofensivas a nivel de batallón contra el VII Cuerpo de Fahrmbacher, el IX Cuerpo de Geyer y el ala derecha del XXXX Cuerpo Panzer de Stumme. El 12 de noviembre, otro ataque soviético, esta vez con fuerzas de nivel regimiento y reforzado por numerosos tanques medianos y pesados, así como lanzacohetes, golpeó al cuerpo de Stumme causando grandes pérdidas de personal y material. Los alemanes fueron expulsados de Szkirminowa y Marjino, y en el curso de la lucha perdieron más tanques que sus atacantes (veinte alemanes contra quince soviéticos).
El 21 de noviembre la 10.ª División Panzer (la única del XXXX Cuerpo Panzer de Stumme) estaba tan debilitada que el diario de guerra del cuerpo señalaba: “Las pérdidas de la 10 Pz.Div. después de innumerables batallas, y especialmente en los últimos tiempos, han debilitado la división hasta tal punto que una operación por sí sola contra un oponente fuerte tiene pocas posibilidades de éxito”.
De hecho, el 28 de noviembre, la 10.ª División Panzer solamente tenía veinte tanques en servicio, pero esa ni siquiera era la división panzer más débil del grupo panzer de Hoepner. El 29 de noviembre, Wilhelm Schröder, combatiendo en la 10.ª División Panzer de Fischer, señaló en una carta: “El asalto continúa, ¡pero en qué condiciones! Los tanques enemigos están causando enormes pérdidas. A muchas de nuestras compañías les quedan menos de diez hombres; la mía se ha reducido a un oficial y siete hombres. Y ante el feroz frío, estamos perdiendo cada vez más de nuestros camaradas por congelación”.
El 2 de diciembre, el diario de guerra del XXXX Cuerpo Panzer de Stumme informaba que la 10.ª División Panzer no estaba dispuesta a atacar: “Después de recibir los informes de los comandantes, ya no era posible, ni siquiera empleando las medidas más duras, hacer avanzar a las tropas. Se ha llegado al punto decisivo, el cual es el completo agotamiento físico y psicológico de las tropas”.
Con órdenes de renovar el ataque el 6 de diciembre, Hoepner convocó a los jefes de estado mayor de todos los cuerpos del 4.º Grupo Panzer para evaluar sus fortalezas y capacidades. La reunión tuvo lugar el 5 de diciembre y contó con la participación de representantes de los cinco cuerpos (V, VII, IX, XXXX y XXXXVI). En esta se informó que el IX de Geyer y el VII Cuerpo de Fahrmbacher sólo tenían una capacidad defensiva condicional. El XXXXVI Cuerpo Panzer de Vietinghoff informó que la 11.ª División Panzer de Scheller ya no estaba operativa (tenía quince tanques a finales de noviembre), pero que la 5.ª División Panzer de Fehn podría reanudar el ataque. El XXXX Cuerpo de Stumme informó que la 10.ª División Panzer de Fischer estaba completamente agotada y necesitaba dos semanas para descansar y reorganizarse por completo.

#### Sobreviviendo al invierno
A las 03:00 del 5 de diciembre, el Frente de Kalinin de Konev comenzó la contraofensiva de invierno lanzando ataques al este de Kalinin con el 31er Ejército. Ocho horas después, el 29.º Ejército se unió al atacar al oeste de Kalinin. El XXVII Cuerpo alemán rechazó los ataques descoordinados del 29.º Ejército, pero el 31er Ejército soviético amenazó con envolver Kalinin desde el este y ambos ejércitos pudieron establecer pequeñas cabezas de puente a través del río Volga. En este punto, Hitler acordó suspender todas las operaciones ofensivas debido al deterioro del clima, pero ordenó al Grupo de Ejércitos Centro que defendiera sus ganancias.
Von Bock y Reinhardt habían cometido errores críticos que contribuyeron al éxito inicial de la contraofensiva de invierno soviética. Von Bock había despojado al 3er Ejército Panzer de Reinhardt de casi todas sus divisiones de infantería para reforzar el flanco vulnerable del 9.º Ejército alrededor de Kalinin, dejando a Reinhardt con tres divisiones panzer y dos de infantería motorizada en la “Bolsa de Klin”. Aunque las fuerzas de Reinhardt se habían desplegado a la defensiva después de la evacuación de la cabeza de puente de Yakhroma, no pudo retirar tanques del Canal Moscú-Volga para crear una reserva móvil y dejó gran parte de su artillería desplegada detrás de la línea del frente. Las tres divisiones blindadas de Reinhardt, que tenían entre 75 y 80 tanques operativos el 5 de diciembre, estaban concentradas en el extremo oriental de la bolsa, cerca de Dmitrov y Yakhroma. El flanco izquierdo sobreextendido de Reinhardt, desde Dmitrov en el canal Moscú-Volga hasta Zakharovo (una distancia de más de 60 km) estaba en manos de las 14.ª y 36.ª divisiones de infantería motorizada; una mera pantalla, que no una defensa sólida, cubría el flanco del saliente alemán.
A las 06:00 horas del 6 de diciembre, el 30.º Ejército de Lelyushenko atacó a las dos divisiones de infantería motorizada alemanas con tres divisiones de fusileros y dos brigadas de tanques, equipadas con 56 tanques ligeros. El ataque comenzó sin apoyo aéreo o de artillería, y el ataque de Lelyushenko se extendía por un frente muy amplio, pero sus fuerzas lograron avanzar 12 km contra la 36..ª División de Infantería Motorizada al norte de Klin. El 1er Ejército de Choque de Kuznetsov, que ya se había afianzado en el canal Moscú-Volga antes del inicio de la contraofensiva, atacó a la 14.ª División de Infantería Motorizada y a la 6.ª División Panzer en el extremo oriental del saliente con cinco brigadas de fusileros.
A pesar de su título, el 1er Ejército de Choque no tenía blindados y muy poca artillería. Las fuerzas de Reinhardt estaban mal desplegadas para repeler cualquier ataque, pero él y los comandantes de su cuerpo no reaccionaron cuando el ataque de Lelyushenko comenzó a abrir brecha entre las dos divisiones de infantería motorizada el 7 de diciembre. Un grupo de asalto soviético logró atacar el cuartel general del LVI Cuerpo Panzer en Bolshoye Shchapovo, a 4 km al noreste de Klin, y el general Ferdinand Schaal tuvo que usar un rifle para defender su puesto de mando. Sin embargo, el mando alemán pareció inicialmente paralizado o apático ante la amenaza, tal vez como resultado del agotamiento físico y mental después de nueve semanas de operaciones ofensivas continuas; von Bock describió las penetraciones soviéticas en el frente norte del 3er Ejército Panzer como “desagradables”. Junto con los ataques de Lelyushenko y Kuznetsov, los 16.º y 20.º Ejércitos comenzaron los ataques el 6 de diciembre contra la 2.ª División Panzer en Krasnaya Polyana. Aunque el ejército de Rokossovsky aún estaba muy mermado por su papel en la detención de la ofensiva alemana, le quedaba suficiente infantería para realizar ataques de fijación contra el frente del 4.º Ejército Panzer que le impidieron trasladar fuerzas significativas para ayudar a Reinhardt.
La situación se volvió muy desagradable para el 3er Ejército Panzer del 8 al 9 de diciembre cuando la punta de lanza del 30.º Ejército, la 8.ª Brigada de Tanques al mando del Coronel Pavel Rotmistrov, cortó la carretera Kalinin-Klin y capturó Yamuga. La situación alemana en Klin era caótica, con una defensa apresurada organizada por unidades antiaéreas y de apoyo. Al mismo tiempo, el 1er Ejército de Choque capturó Fedorovka en el lado este del saliente y el 16.º Ejército logró hacer retroceder a la SS Das Reich hacia Istra. Reinhardt ordenó al fin a sus divisiones blindadas que comenzaran a retroceder hacia Klin, mientras que Hoepner ordenó a sus fuerzas que se conformaran retirándose a la línea Solnechnogorsk-Istra. Cuando los ejércitos panzer alemanes comenzaron a retirarse, el 5.º Ejército soviético se unió a la ofensiva. Von Bock pudo enviar algunos batallones de infantería a Klin en camiones, pero el 3er Ejército Panzer estaba en grave peligro de ser rodeado en Klin. Reinhardt usó Kampfgruppen de la 6.ª y 7.ª Divisiones Panzer para contraatacar a los tanques de Rotmistrov en Yamuga, mientras empujaba a la mayor parte del 3er Ejército Panzer a Klin. Una gran cantidad de vehículos y artillería alemanes varados fueron abandonados en la apresurada retirada al este de Klin. Una vez que tuvo sus fuerzas lo bastante concentradas, Reinhardt pudo mantener la ciudad, pero la infantería y la caballería soviéticas simplemente se deslizaron alrededor de su flanco izquierdo en la enorme brecha entre el 3er Ejército Panzer y el 9.º Ejército.
Hoepner intentó ayudar a Reinhardt enviando su 10.ª División Panzer para ayudar a la defensa de Klin, pero la escasez de combustible y el mal tiempo dificultaron cualquier movimiento. Rokossovsky aprovechó la retirada de la 10.ª Panzer para lanzar un asalto frontal contra el XL Cuerpo Panzer el 11 de diciembre que logró capturar Istra, mientras el 20 Ejército capturaba Solnechnogorsk. En este punto, todo el ala izquierda del Grupo de Ejércitos Centro estaba retrocediendo en desorden. El 12 de diciembre, Lelyushenko formó un grupo móvil con las 8.ª y 21.ª Brigadas de Tanques, el 2.º Regimiento Motorizado, el 46.º Regimiento de Motociclistas y dos unidades de caballería, todas bajo el mando de Rotmistrov, para cortar la retirada del 3er Ejército Panzer. Dos días después, el grupo de Rotmistrov cortó la carretera de Klin hacia el oeste, aislando así a las 1.ª, 2.ª, 6ª y 7.ª Divisiones Panzer más la 14.ª División de Infantería Motorizada. En una carrera desesperada, el XLI y el LVI Cuerpos Panzer abandonaron gran parte de su equipo y se retiraron hacia el suroeste mientras una pequeña retaguardia mantenía Klin. Dos Kampfgruppen de la 1.ª y 2.ª Divisiones Panzer contraatacaron con éxito en Nekrasino y abrieron la ruta de escape para el 3er Ejército Panzer. Klin fue abandonado a las 21:30 del 15 de diciembre y el 3er Ejército Panzer se salvó del cerco, pero sus cinco divisiones móviles quedaron inútiles para ulteriores combates.
Aunque las bajas en batalla del 3er Ejército Panzer fueron en realidad bastante leves en la Bolsa de Klin, el daño a la moral fue tremendo. El comandante del LVI Cuerpo Panzer, general Schaal, se quejó de que muchas de sus tropas habían perdido la voluntad de luchar y simplemente caminaban hacia la retaguardia para escapar del frío y su captura. El 4.º Ejército Panzer de Hoepner también se enfrentó a un posible cerco cuando el 2.º Cuerpo de Caballería de la Guardia penetró la endeble línea alemana cerca de Svenigorod y amenazó con causar estragos en las tropas de apoyo del área de retaguardia. El 15 de diciembre, el 4.º Ejército Panzer retrocedió a todo lo largo de su frente. El 9.º Ejército sufrió mucho en los combates alrededor de Kalinin y el 16 de diciembre esa ciudad estaba de nuevo en manos soviéticas.
La escasez de combustible y vehículos significó que también hubo que dejar atrás cantidades cada vez mayores de material. La 10.ª División Panzer informó el 17 de diciembre que tenía que abandonar y, por lo tanto destruir, 120 toneladas de municiones, 300 rifles y 10 camiones.

### Batalla de Dieppe
Artículo principal: Batalla de Dieppe.
Para cuando los aliados asaltaron sus playas el 18 de agosto de 1942, Dieppe estaba en manos alemanas desde hacía más de dos años y como era de esperar, los alemanes tomaron medidas para defenderlo. El tramo de costa de 80 kilómetros a cada lado de Dieppe fue asignado a la 302.ª División. Su tarea era esencialmente defensiva, guarneciendo la zona y esperando repeler cualquier ataque. Los desembarcos solo eran posibles donde los altos acantilados calcáreos descendían hasta el mar y las defensas fijas se concentraron en estas áreas. Las playas estaban bloqueadas con alambre de espino y campos de minas. Ametralladoras montadas en fortines de hormigón cubrían todos los ángulos de la costa. Las salidas de las playas discurrían a través de barrancos muy empinados que pudieron bloquearse con más hormigón, alambre y trampas explosivas. Rodeando el lado terrestre de Dieppe, un perímetro defensivo de alambre, barricadas y fortines formaban un cordón continuo alrededor de la ciudad. Dentro de este cordón había tres baterías de campo, con dos baterías más justo fuera de este perímetro. En los promontorios con vistas a la playa de la ciudad y en la ciudad misma había ocho cañones de 75 mm. Las calles que conducían tierra adentro desde la playa estaban bloqueadas por muros de hormigón y cubiertas por más armas. La playa estaba rodeada por dos enredos separados de alambre de púas, uno en la teja y otro, de dos metros de espesor, a lo largo del malecón. Ametralladoras y cañones antiaéreos ligeros se esparcieron a lo largo de la explanada y los promontorios. A la derecha del paseo cubierto de hierba entre la playa y la ciudad estaba el Casino, un gran edificio abandonado, reforzado para la defensa, que contenía más armas que cubrían los lugares de desembarco. Apoyando la potencia de fuego de la 302.ª División en Dieppe estaba una unidad naval equipada con ocho cañones antitanque de 37 mm y dos baterías antiaéreas pesadas de la Luftwaffe.
En el extremo derecho e izquierdo de Dieppe, las grandes baterías Hess y Goebbels de cañones costeros cubrían los accesos al mar con su potencia de fuego combinada de diez armas de 150 mm. Estos cañones eran responsabilidad de la marina y estaban tripulados por destacamentos navales. Ambos estaban situados fuera de la zona de defensa de Dieppe y las fuerzas del Teniente General Haase estaban demasiado extendidas en otros lugares como para proporcionar la infantería necesaria para protegerles. Antes del asalto, hubo varios intercambios enconados entre el ejército y la marina sobre la exposición de las armas y su vulnerabilidad, pero aunque finalmente se llegó a un acuerdo sobre el reposicionamiento de las armas, no se tomó ninguna medida antes del ataque.
El Teniente General Konrad Haase, comandante de la 302.ª División, había encomendado la tarea de defender la ciudad de Dieppe al 571.º Regimiento del Oberstleutnant Hermann Bartelt. El cuartel general de Bartelt estaba ubicado en el castillo con vistas a la playa principal de Dieppe. Sus dos batallones, agotados, constaban de sólo 1.500 hombres. Estos se extendieron escasamente desde Varengeville en el oeste hasta Berneval en el este, dejando áreas enteras vacías. En Puys, una guarnición de sólo 50 hombres custodiaba la playa, mientras que en el paseo marítimo de Dieppe una compañía de 150 hombres ocupaba el tramo de playa de dos kilómetros de largo.
Aunque la zona costera alrededor de Dieppe estaba escasamente controlada por tropas de segunda categoría, cuando se combinaba con ametralladoras y fortificaciones de hormigón, esto representaba un obstáculo formidable para cualquier asalto. La defensa de un frente tan largo significaba inevitablemente que esta fuera liviana, pero la planificación alemana se acomodó a esto al tener fuertes reservas tierra adentro. La mitad de la fuerza de Haase estaba en reserva, con reservas tanto del Cuerpo (cuatro batallones de fusileros en Duclair) como del ejército (10.ª División Panzer en Amiens) disponibles en un radio de 80 kilómetros.
Cuando sucedió, el asalto a Dieppe logró una sorpresa táctica total. El primer indicio de que algo estaba sucediendo fue cuando la flotilla de pequeñas embarcaciones que llevaban al 3er Comando a Berneval chocó contra un convoy naval alemán. El sonido de esta acción fue recogido en tierra y por tres barcos de vigilancia del puerto estacionados frente a Dieppe. Esto se consideró lo suficientemente significativo como para emitir una alerta a los mandos costeros locales.
Al principio, se pensó que la acción era un ataque más contra los convoyes a través del Canal de La Mancha. Mientras se investigaba esto, llegaron informes al cuartel general de Konrad Haase en Envermu de que se estaban haciendo desembarcos en Berneval y Quiberville. Unos minutos más tarde llegaron noticias del bombardeo del paseo marítimo de Dieppe y de cazas británicos que atacaban los cabos este y oeste. Poco tiempo después, hubo noticias de más aterrizajes en Pourville y Puys. Los primeros pensamientos de Haase fueron que se trataba de una redada de comandos; luego, con la multiplicación de los informes de desembarcos, se convenció de que se trataba de la invasión. Estos eventos fueron señalados en la cadena de mando y se registraron en el cuartel general del 15.º Ejército alemán a las 05.30 h. Las opiniones estaban divididas ya que todavía no estaba claro si se trataba de una invasión o una incursión de carácter más local. Sin embargo, a las 06:00 se consideró oportuno alertar a las reservas del 15.º Ejército. Se advirtió a la 10.ª División Panzer, a la Leibstandarte SS Adolf Hitler y a la 7.ª División de la Luftwaffe que estuvieran preparadas. A las 07:00, el Jefe de Estado Mayor del 15.º Ejército alertó a Berlín. Se informó a Alfred Jdl, Jefe del Estado Mayor de Hitler, que el enemigo había desembarcado con fuerzas importantes y que el 15.º Ejército había tomado las medidas apropiadas. Además se explicó que las reservas locales estaban realizando contraataques y trasladado una alerta a las reservas del ejército.
A las 07:15, el General Kuntzen del Cuartel General del LXXXI Cuerpo informó al Cuartel General del 15.º Ejército que consideraba que la operación enemiga era una acción local que estaba siendo manejada por las reservas locales. Pero el mariscal Gerd von Rundstedt, comandante en jefe del oeste, pensó que era prudente advertir a todos los mandos del ejército y la fuerza aérea que los desembarcos en Dieppe podrían ser una distracción para otros e instó a la máxima vigilancia. A las 07:50, Kuntzen solicitó al 3er Escuadrón Aéreo apoyo aéreo contra los buques de guerra enemigos, pero no en los combates en tierra. También se solicitó reconocimiento aéreo para barrer el canal en busca de refuerzos enemigos.
Retrocediendo en el tiempo y acercando el objetivo a la acción, Konrad Haase ya había comenzado a desplegar sus reservas, ordenando al Mayor Blücher que reuniera una fuerza para contraatacar los desembarcos en Berneval. En Puys, las unidades locales relataron que el desembarco enemigo había sido contenido y que ninguno de los invasores logró salir de la playa. No había noticias sobre los desembarcos en Quiberville y se habían perdido las comunicaciones con la batería en Varengeville. Luego llegó la noticia del ataque a Dieppe. Haase se dio cuenta de que se enfrentaba a desembarcos a lo largo de un frente de 18 kilómetros desde Quiberville a Berneval, pero decidió confiar en las unidades locales para contener el asalto hasta que las cosas se aclararan; no quería moverse demasiado pronto.
Tiempo después la batería de Varengeville comunicó por radio que estaban siendo atacados. También llegaron noticias de que los aliados habían tomado Pourville y que las tropas enemigas avanzaban sobre la estación de radar y la granja de Quatre Vents, pero la situación en Dieppe parecía buena. Había pocas tropas fuera de la playa y los tanques que habían desembarcado estaban embotellados en el paseo marítimo. Al darse cuenta de que los desembarcos de Pourville representaban la mayor amenaza, Haase envió a la compañía ciclista de Gueures, al pelotón antitanque y al pelotón de armas pesadas de infantería del 371.º Regimiento de Offranville a Petit Appeville, para mantener el puente sobre el Scie y cubrir la Granja Quatre Vents desde la retaguardia. También ordenó un reconocimiento en fuerza desde Ouville para apoyar la batería en Varengeville.
A las 06:00 las cosas parecían estar comenzando a calmarse. Las defensas de Dieppe se mantenían firmes, ninguna de las fuerzas enemigas estaba fuera de la playa de Puys y la situación en Berneval era estable, pero la principal preocupación de Haase era su flanco izquierdo, en Pourville y Varengeville. Cuando, un poco más tarde, escuchó que una fuerte fuerza aliada avanzaba por el valle de Scie desde Pourville, decidió comprometer su reserva principal. Haase envió al 1er Batallón del 571.º Regimiento desde Ouville hacia los desembarcos en Pourville, ordenando a la mitad girar a la izquierda por el valle hasta Pourville, mientras que el resto se unió a la compañía antitanques en Petit Appeville. También envió a la 302.ª Compañía Antitanques a Dieppe, confiando en poder estabilizar la situación con estas medidas.
El general Adolf Kuntzen del LXXXI Cuerpo estaba preocupado por el gran cuadro. Para respaldar a las fuerzas de Haase, ordenó que dos batallones del 676.° Regimiento de Infantería de la vecina 336.ª División se consolidaran alrededor de Offranville y actuaran como reserva adicional en caso de que el enemigo lograra una penetración. Todos miraron a la 302.ª División para ver si podía contener los aterrizajes. Como resultaron las cosas, fue más que capaz de hacer precisamente eso.

### Fall Anton(Operación Anton)
Leer artículo completo: Operación Anton.
La situación del Eje a finales de 1942 se alteró de modo dramático cuando llegaron noticias a Alemania sobre la Operación Torch lanzada por británicos y estadounidenses el 8 de noviembre. A las 07:30 horas de ese día, C.-in-C.West alertó a todas las fuerzas pertenecientes a “Anton” y les ordenó que se desplegaran en sus líneas de demarcación, movimiento que el 1er Ejército completó a última hora de la tarde. En la mañana del 10 de noviembre el almirante François Darlan (estando en la Argelia francesa) ordenó que las fuerzas francesas cesaran la lucha y se unieran a los Aliados, dejando en la costa sur del Mediterréneo una amplia región con tropas hostiles al Eje. Para evitar conflictos con las autoridades de Vichy, Hitler convocó a una reunión en Berchtesgaden al jefe de gobierno de Vichy, el colaboracionista Pierre Laval, junto con el ministro italiano Galeazzo Ciano, para quejarse del cambio de bando de los militares franceses del Norte de África y anunciar "medidas urgentes" del Eje, pero sin avisar a sus visitantes extranjeros de la decisión de ocupar Francia. La orden de Hitler de atacar a las 07:00 horas del día siguiente se emitió a última hora de la tarde del 10 de noviembre. Se informó a las tropas de que actuarían “a petición del gobierno francés y por acuerdo con él”. La orden de ataque establecía además que cualquier resistencia con la que se toparan debía suprimirse. Las tropas debían desarmar a sus oponentes pero, en otros aspectos, tratarlos con “entendimiento mutuo” y caballerosidad.
Laval y Pétain fueron advertidos simultáneamente de la inminente operación a las 05:25 del 11 de noviembre, y la orden de Pétain a sus fuerzas de no ofrecer resistencia salió a tiempo. La paz reinaba dondequiera que las tropas alemanas y francesas se encontraban entre sí, y sus respectivos estados mayores estaban de acuerdo en cómo proceder. Las formaciones del 1er Ejército (Coronel-General Blaskowitz; 7.ª División Panzer, 327.ª División de Infantería y la 3.ª División SS Totenkopf) se dirigieron a Toulouse vía Tarbes, Perigueux y Limoges, mientras que el Grupo de Ejércitos Felber (General de Infantería Felber; 10.ª División Panzer, 335.ª División de Infantería) avanzó hacia el sur a ambos lados de Lyon. Esa tarde se dieron órdenes a los dos contingentes de dirigirse a la costa y la 10.ª División Panzer llegó a Aviñón a la medianoche. El 12 de noviembre, las formaciones del 1er Ejército se dirigieron a Perpignan-Narbonne y Beziers-Montpellier, mientras que Felber avanzó hacia Marsella y el valle del Ródano. Los italianos habían entrado en el sur de Francia desde su propio territorio al mediodía del día anterior y, contrariamente a la súplica de Pétain, ocuparon Niza y habían comenzado a aterrizar en Córcega. Aunque el mar embravecido les planteó algunos problemas iniciales, la isla estaba en manos italianas el 12 de noviembre. El 14 de noviembre, con la ocupación del sur de Francia completada en gran parte, Hitler dio órdenes de que la 328.ª de Infantería y la Totenkopf regresaran a sus posiciones originales. Por otra parte, la 10.ª División Panzer debía ser transportada a Túnez.

### Campaña de Túnez

#### Tebourba
A finales de noviembre, la situación para los alemanes en la cabeza de puente de Túnez se encontraba estabilizada. Aunque habían llegado elementos de la 10.ª División Panzer y se desplegaron entre Túnez y Bizerta, la situación seguía siendo catastrófica por comparación de fuerzas. Nehring reorganizó sus fuerzas el 30 de noviembre, por lo que el Oberst Freiherr von Broich asumió el mando de las fuerzas en la parte norte de la cabeza del puente. El Generalmajor Fischer dirigiría el sector defensivo occidental. Lorenzelli, el comandante de la División Superga, tenía las riendas del mando en el sur. La 20.ª División Flak del Generalmajor Neuffer custodiaba la costa al norte de Túnez y era responsable de la fortaleza de Bizerta. Era más que evidente que los Aliados occidentales tenían la intención de avanzar hacia Túnez desde el área de Tebourba, con un segundo avance hacia Bizerta desde Mateur. Nehring quería derrotar a los aliados y emitió órdenes de ataque el 30 de noviembre. Para ello, emplearía al 5.º Regimiento Fallschirmjäger contra la retaguardia del enemigo. Nehring había ordenado al regimiento que abandonara sus posiciones alrededor de Medjez el Bab y avanzara por El Batahan para realizar tal tarea. Si los alemanes tenían éxito en sus maniobras planificadas, las fuerzas aliadas alrededor de Tebourba quedarían rodeadas. En ese momento Tebourba aún no había caído ante los Aliados, pues la defendía por una compañía paracaidista y un pelotón de ingenieros.
El Generalleutnant Fischer asumió el mando del área de operaciones. Debía atacar desde el norte y el noreste con su 10.ª División Panzer. Adjunto a la división también estaba el 501.º Batallón Panzer Pesados, un batallón de panzer VI, el cual se empleó en operaciones de combate por primera vez en el norte de África. El 1./schwere Panzer Abteilung 501 del Hauptmann Baron Nolde informaba directamente a la 10.ª División Panzer. El Kampfgruppe Lueder, llamado así por el comandante del batallón de Tigres, recibió instrucciones de atacar Tebourba directamente. Además de sus Tigres, Lueder tenía dos compañías de tanques de 190.º Batallón Panzer y una compañía de infantería de motocicletas de la 10.ª División Panzer, dirigida por Oberleutnant Pschorr. La lucha por Tebourba comenzaría el 27 de noviembre, la cual pronto se atascó por la potencia de fuego defensiva de los cañones antitanque y del puñado de tanques enemigos; ocho tanques alemanes fueron incendiados. El Kampfgruppe Lueder, que luego fue reforzado por una compañía Panzergrenadier bajo el mando del Hauptmann Pomme, se reorganizó para otro ataque en las tierras altas al norte de Chouigui. El siguiente ataque comenzó en la mañana del 1 de diciembre, con los tanques del 7.º Regimiento Panzer de la 10.ª Panzer a la cabeza. Nehring había comprometido todo en este ataque, dejando unos 30 soldados alemanes que quedaban en Túnez.
El 6 de diciembre, cuando el general mayor Gause y el oberst von Manteuffel llegaron a Bizerta, informaron a Nehring que habían traído consigo un ultimátum de Hitler para que el almirante Dérrien, el comandante francés en Túnez, bajara las armas, entregara sus fortalezas y descargara sus soldados Si el comandante francés rechazó esa demanda, Gause estaba autorizado a usar la fuerza para lograrlo. Nehring estaba sorprendido. Hasta ese momento, los franceses en sus fortificaciones costeras no habían hecho nada contra las fuerzas alemanas que ya estaban allí. Pero, tuvo que admitir, podrían volverse contra los alemanes en una situación de crisis, en la que se perderían todos los de Túnez y las fuerzas alemanas. El general Gause trajo otra noticia. Informó a Nehring que von Arnim pronto tomaría el mando en Túnez y que llegaría a Túnez alrededor del 8 de diciembre. De hecho, von Arnim llegó el 8 de diciembre. Nehring había continuado sus preparativos para continuar el ataque el 9 de diciembre. Mientras se lanzaba ese ataque, Nehring anunció a sus fuerzas que se despedía de ellos como Comandante General del XC. Armee-Korps. Esa misma mañana, se llevaron a cabo operaciones especiales contra las fuerzas francesas en Bizerta. Gause logró convencer a Dérrien de que derramar sangre no tendría sentido. A Dérrien y sus fuerzas se les permitió mantener sus armas hasta las 17.00 horas y golpear sus banderas con todos los honores militares. Los eventos se desarrollaron en otros bastiones franceses de manera similar. Las fuerzas francesas en Ferryville se rindieron, al igual que sus naves navales fondeadas en las afueras de Ferryville y Bizerta.
El ataque alemán del 9 de diciembre, encabezado por la 10.ª División Panzer, se desarrolló según lo previsto y tuvo éxito. Las fuerzas blindadas enemigas, que habían avanzado mucho, fueron arrojadas hacia atrás. La situación en la cabeza de puente se estabilizó aún más. Las fuerzas blindadas alemanas alcanzaron inicialmente el área alrededor de Toum, al suroeste de Tebourba. Para esa tarde, los elementos de plomo estaban a tres kilómetros al noreste de Medjez el Bab. Los paracaidistas del 5.º de Fallschirmjäger avanzaron y establecieron posiciones defensivas en el área al norte del lago salado en Sebchet el Kouriza en una granja. Más tarde fue referido como la "Granja de Navidad". Se establecieron un cañón antitanque alemán de 5 centímetros y dos italianos a lo largo del camino a Goubellat. La 10. División Panzer y la División Superga se trasladaron al ala izquierda de las posiciones del Eje en Túnez, estableciéndose en una línea que corre a lo largo de Pont du Fahs – cuello de botella al norte de Djebel Saidar– cuello de botella al suroeste de Djebel Garce (15 kilómetros al oeste de Enfidaville): borde suroeste del lago al sur de Enfidaville. Los diversos ataques de los Aliados el 23 y 24 de diciembre fueron rechazados por el Regimiento 5 de Fallschirmjäger.
Kampfgruppe Bürker, que lleva el nombre de Oberstleutnant I.G. Bürker, el oficial de operaciones de la 10.ª División Panzer, lanzó con éxito un ataque contra "Christmas Mountain" el 24 de diciembre en una lucha increíblemente dura contra las líneas de trincheras de la 78.ª División de Infantería británica. A la mañana siguiente, el día de Navidad, el general Evelegh envió a su Brigada de Guardias contra la colina, a la que los británicos se refirieron como "Longstop Hill", que nuevamente cambió de manos. Al mismo tiempo, los tanques de la 6.ª División Acorazada británica avanzaron en Massicault en el flanco derecho y lo tomaron. La infantería de Northants llegó a la meseta de Tebourba. Parecía que los Aliados lanzarían otra incursión contra Túnez. Por el momento, el clima intervino a favor de los alemanes. Comenzó una lluvia invernal y, dos horas después, todos los vehículos quedaron atrapados en el lodo aparentemente sin fondo.
El 26 de diciembre, Oberstleutnant Bürker trató de recuperar "Christmas Hill". Su grupo de batalla tomó las primeras tres cimas en rápida sucesión. Sin embargo, las tres colinas restantes tuvieron que ser tomadas en un duro combate cuerpo a cuerpo contra el enemigo excavado. Después de la dramática lucha, 500 ingleses se rindieron. Las colinas, que aseguraban la cabeza de puente de Túnez al oeste, estaban nuevamente en manos alemanas.

#### Unternehmen Eilbote(Operación Mensajero)
Von Arnim, el comandante del nuevo 5.º Ejército Panzer, decidió realizar un asalto en dos frentes. A su derecha, la 10.ª División Panzer debía atacar a los británicos alrededor de Bou Arada. A su izquierda, una segunda fuerza (incluida la 334.ª División de Infantería) debía atacar una serie de posiciones ocupadas por el 19.º Cuerpo francés. Los británicos detectaron la acumulación alemana en Two Tree Hill, frente a Bou Arada, y el 13 de febrero la 6.ª División Acorazada intentó expulsarlos de la colina. Este ataque fracasó, y la 38.ª Brigada Irlandesa sufrió tantas bajas que tuvo que ser reemplazada en la división por la 1.ª Brigada de Guardias (esta brigada seguiría siendo parte de la 6.ª División Acorazada durante el resto de la guerra).
El ala norte del ataque alemán comenzó el 18 de enero, con ataques en Bou Arada y cerca de Djebel Mansour, donde se hallaba un embalse que proporcionaba gran parte del suministro de agua a Túnez. Ambos ataques fallaron. En Djebel Mansour, los alemanes fueron detenidos por la 1.ª Brigada de Paracaidistas. En Bou Arada empezaron con un ataque de bombarderos en picado y cazatanques Henschel Hs 129. Esto fue seguido por un avance de dos frentes, con treinta tanques a la izquierda y un ataque de infantería a la derecha, con el objetivo de flanquear Bou Arada desde el norte. El comandante británico en Bou Arada, brigadier Dunphie, había organizado bien sus defensas. La armadura alemana fue alcanzada por fuego antitanque pesado a corta distancia mientras cruzaba una llanura expuesta y se retiró después de perder seis tanques. La infantería persistió durante tres días, pero finalmente tuvo que rendirse.
El ala sur del ataque comenzó diez días después, el 28 de enero. Los alemanes atacaron en varias posiciones a lo largo del frente francés: en el paso de Robaa en el norte, hacia Ousseltia en el medio y hacia los pasos de Pichon y Faid en el sur. Este ataque vio el primer uso del tanque Tiger en el norte de África y logró algunos avances.
El 30 de enero la 21.ª División Panzer atacó el paso de Faid, con el apoyo de la 50.ª Brigada Especial italiana. El paso fue defendido por el 2.º Regimiento de Tiraillerus Africaine francés, apoyado por una combinación de cañones de campaña de 75 mm, cañones antitanque y tanques Renault FT obsoletos. Unos kilómetros más al sur, un batallón del 3.º de Zuavos mantuvo el paso de Rebaou. Los alemanes atacaron ambos pases. Kampfgruppe Pfeiffer atacó el paso de Faid a las 04:00 horas, pero este ataque fue rechazado tras la pérdida de tres de los ocho cañones de asalto Semovente implicados. En el sur, el Kampfgruppe Grun, con tanques del 5.º Regimiento Panzer, se abrió paso en el paso de Rebaou, y al mediodía la guarnición francesa en el paso de Faid estaba atrapada.
El CCA de la 1.ª División Acorazada estaba cerca en Sidi bou Zid, pero su comandante no tenía autoridad para atacar sin órdenes. Las órdenes tardaron varias horas en llegar, y dieron instrucciones al general McQuillin, el comandante de la CCA, para que avanzara hacia Faid sin "debilitar sus defensas de Sbeitla". El Mando de Combate C también estaba en el área, pero fue asignado a un ataque planeado a treinta millas al sur, en Maknassy. McQuillin desperdició el resto del 30 de enero, pero finalmente decidió enviar dos pequeños grupos para atacar Faid y Rebaou el 31 de enero. Esto dio a los alemanes tiempo para establecer fuertes defensas, y tanto el contraataque en los pasos como el ataque en Maknassy fracasaron. Un segundo contraataque el 1 de febrero fue igualmente infructuoso.

#### Unternehmen Frühlingswind(Operación Viento de Primavera)
Artículo completo: Batalla de Sidi Bou Zid
El 5 de febrero de 1943, Rommel le había propuesto al OKW su plan para la Unternehmen Morgenluft (Viento Matutino), que consistía en realizar un ataque sobre los flancos del enemigo en Gafsa a partir de Mareth, pero el plan fue rechazado para mantener la separación de mandos establecida entre las fuerzas del Zorro del desierto y las de von Arnim. Había quedado establecida una línea de separación en el grado 34 de latitud. Rommel estaba iracundo por tal decisión, sin embargo, el 8 de febrero le ordenó al General von Liebenstein que preparara el ataque. El general Von Arnim, el general Ziegler y el Estado Mayor al mando del coronel Von Quast, y el experto coronel Pomtow, se arriesgaron en un plan que debía traer consigo un éxito decisivo de dos divisiones contra el frente tunecino de Eisenhower. El plan se llamó "Unternehmen Frühlingswind" (Viento de Primavera).Las Divisiones Blindadas 10ª y 21ª atacarían por sorpresa la concentración de fuerzas estadounidenses en la parte oriental del Paso de Faid. Si las unidades blindadas estadounidenses eran eliminadas por medio del planeado ataque concéntrico, el avance debía proseguir hacia el norte con todas las fuerzas reunidas y arrasar el frente estadounidense ante Túnez. No era una ofensiva avasalladora que acabaría con las fuerzas de Eisenhower, sino un ataque bien planeado con las fuerzas disponibles, y que prometía romper el cerco. La punta de la lanza de la ofensiva era la 1ª Compañía de la Sección Panzer 501, perteneciente a la 10ª División Blindada. Sus poderosos Tigres, provistos de cañones 88, debían lanzarse por sorpresa y a toda velocidad sobre las fuerzas enemigas en el paso de Faid. El mando de la Operación Frühlingswind lo tenía el Teniente General Ziegler, con el V Ejército Panzer al mando del coronel Pomtow. Mientras Ziegler y Pomtow hacían los últimos preparativos en su puesto de mando de La Fauconnerie, el mariscal Rommel tomó contacto con ellos. Sus unidades habían pasado por la posición de Mareth; pero como en dicho lugar no era de prever un ataque por parte del VIII Ejército, el mariscal ofreció apoyar la ofensiva de Arnim en el Sur desde la posición de Mareth, con unidades del Afrikakorps. Rommel planeaba algo más que apoyar el ataque pues no estaba de acuerdo con los "tímidos" planes de von Arnim. Quería Rommel penetrar hasta la retaguardia del enemigo sobre el centro de aprovisionamiento y nudo de comunicaciones de Tebessa, y desde allí seguir avanzando hasta la costa mediterránea cortando el camino del ejército de Eisenhower a los puertos argelinos y desarticular todo el frente aliado.
Era la manera de resolver los problemas de Rommel en el desierto, de la misma forma que había realizado sus ataques en Gazala, Tobruk y Sollum. Pero el general Arnim y su Estado Mayor no tenían la menor confianza en semejante plan a esas alturas de la campaña. Insistía Arnim que las fuerzas disponibles eran demasiado débiles y por lo tanto el ataque era demasiado audaz. Arnim insistió, aún después de la guerra, que el terreno es demasiado montañoso en Argelia y Túnez y que hubiera requerido de un sistema de aprovisionamiento que era imposible de pensar en 1943. Además que Tebessa se hallaba situada detrás de tres cadenas sucesivas de montañas que le servían de protección. Por ello, von Arnim se apegó al plan inicial de la operación desestimando las pretensiones de Rommel. El OKW no se atrevía a retirarle el mando a Rommel y por tanto optó por la medida fácil de mantener mandos separados en los dos ejércitos debilitando más la situación alemana en África.
El asalto de Arnim comenzó a primera hora de la mañana del 14 de febrero de 1943 y consistió en un ataque envolvente sobre Sidi bou Zid. La 10.ª División Panzer arrancó del paso de Faíd, al noroeste, y rodeó Djebel Lessouda para después descender sobre Sidi bou Zid; mientras, la 21.ª División Panzer marchó desde el sur, a través del paso de Maizila. Las defensas del CCA en Djebel Lessouda consistían en el 2/168.º de Infantería de la 34.ª División, apoyado por una compañía de canos y una sección cazacarros, al mando del teniente coronel John Waters, yerno de Patton. Había una fuerza similar en la colina situada al sur de Sidi bou Zid, Djebel Ksaira, defendida por el 3/168.º de Infantería al mando del coronel Thomas Drake, desplegado para bloquear cualquier avance desde el sur de Sidi bou Zid. El esquema defensivo preveía que la infantería detendría a las fuerzas alemanas provenientes del paso de Faíd, desde sus posiciones en la colina, durante el tiempo necesario para permitir un contraataque desde Sidi bou Zid del teniente coronel Louis Iightower con dos compañías de carros y una docena de vehículos cazacarros.
La 10.a División Panzer empezó a moverse alrededor de las 04:00 horas, envuelta por completo en una tormenta de arena. Sus panzer de vanguardia arrollaron a una pequeña fuerza de cobertura estadounidense, así como al pequeño contingente acorazado de la colina, la Compañía G del 1er Regimiento Acorazado. Cubierto por la tormenta de arena, uno de los dos grupos de combate rodeó la colina por el oeste para silenciar a la artillería estadounidense allí emplazada. Al amanecer quedó claro que estaba teniendo lugar un ataque a gran escala, pero la tormenta hacia imposible que los estadounidenses situados en la cima de la colina determinaran su tamaño. Alrededor de las 07:30 horas, la Luftwaffe lanzó un ataque aéreo de gran envergadura contra el mismo Sidi bou Zid y dejó el pueblo devastado. A las 08:30 horas la tormenta empezó a amainar y el coronel Waters fue capaz de ver por fin el avance de la fuerza alemana. La estimó en unos 60 carros, otros medios acorazados y numerosos vehículos ligeros. Mientras tanto, la fuerza acorazada de Hightower salió de Sidi bou Zid con dos compañías de carros medios M-4 (la H y la I del 1er Regimiento Acorazado) y alrededor de una docena de cazacarros del 701.° Batallón. Mientras la fuerza de Hightower se acercaba al contingente alemán, enseguida se dio cuenta de que estaba en clara desventaja y avisó por radio al comandante del CCA, el coronel McQuillin, que lo único que podría hacer sería retrasarles. Los carros de Hightower estaban ya siendo batidos por una batería de cañones de 88 mm desplegada al pie de Djebel Lessouda y por el tiro lejano de los cañones de 88 mm de los carros Tigre. Hightower intentó una acción de retirada para regresar a Sidi bou Zid, pero a las 10:30 horas ya estaba involucrado por completo en la batalla. Su fuerza, mucho menos numerosa, fue hecha pedazos. Waters y el 2/168.° de Infantería estaban aislados por completo en lo alto de Djebel Lessouda, con pocas opciones de poder influir en la batalla y, por el momento, la 10.ª División Panzer Ies ignoró y prosiguió el avance.
Mientras se desarrollaban estos acontecimientos alrededor de Djebel Les-souda, la 21/ División Panzer empezó a emerger desde el sur de Sidi bou Zid, con más lentitud porque la tormenta de arena había sido más intensa y duradera en ese sector. Hacia el mediodía, el Kampfgruppe Schütte, creado en base al 4.º Regimiento de Granaderos Panzer y apoyado por un destacamento de carros, se desplazó hacia el oeste de las defensas del 3/168/ de Infantería en Djebel Ksaira. Al tomar la rata más larga y rodear Djebel El Kebar, a las 14:00 horas el Kampfgruppe Stenkhofif, con la mayoría del 5/ Regimiento Panzer, se situó detrás de Sidi bou Zid llegando desde el suroeste. 
Al mediodía, los carros alemanes avanzaban hacia el puesto de mando de McQuillin en Sidi bou Zid desde múltiples direcciones y el pueblo estaba bajo el fuego directo de los carros. Hightower había perdido ya la mitad de sus carros en un abnegado pero vano intento de detener a la 10.ª División Panzer. El carro de Hightower destruyó cuatro carros alemanes antes de que lo alcanzaran y comenzara a arder; él y su tripulación consiguieron salir y alejarse a pie de la batalla y dirigirse hacia Sbeitla. Sólo siete de los carros de Hightower, de su fuerza original de 44, sobrevivieron al día. Poco después del mediodía, McQuillin evacuó a la mayoría de las tropas del CCA, excepto a sus más inmediatos colaboradores, y estableció un puesto de mando provisional al oeste del pueblo. Las fuerzas de Drake en Djebel Ksaira todavía tenían alguna esperanza de escapar, pero Fredendall les denegó el permiso a las 14:10 horas. Sin tener ninguna otra comunicación con el cuartel general, Drake envió a una parte de sus fuerzas al cercano Garet Hadid, en el lado opuesto del paso, que resultaba más fácil de defender. La situación en los alrededores de Sidi bou Zid estaba casi colapsada. El oficial ejecutivo de McQuillin, el coronel Peter Hains viajó hasta el cuartel general de la 1.ª División Acorazada cerca de Sbeitla y rogó al general Ward que permitiera a Waters y a Drake retirarse de sus desesperadas posiciones. Ward le explicó que Fredendall había denegado el permiso y que estaba planeando un contraataque. El rígido sistema de mando de Fredendall y la lejanía del cuartel general condenó a los dos aislados batallones.
Las dos puntas de lanza del ataque, las Divisiones Panzer 10 y 21 contactaron al oeste de Sidi bou Zid poco antes de anochecer y consolidaron sus posiciones alrededor del pueblo. Hasta el momento la Unternehmen Frühlingswind estaba desarrollándose según los planes previstos y las bajas alemanas eran escasas. En los campos alrededor de Sidi bou Zid había 44 carros estadounidenses, 59 semiorugas, 26 piezas de artillería y 22 camiones, destruidos o abandonados. El general I.inz Ziegler, el segundo de Arnim, era el comandante táctico de la operación y decidió permanecer cerca de Sidi bou Zid durante la noche en previsión de un contraataque estadounidense. Las extremas precauciones de Ziegler enfurecieron a Ronmel. Telefoneó a Arnim y le exigió que le hiciera avanzar durante la noche hacia Sbeitla para explotar el éxito del ataque. Arnim compartía el planteamiento cauteloso de Ziegler y quería conservar sus fuerzas para posteriores operaciones hacia Pichón y el norte como estaba especificado en su plan original para «Kuckucksei».
El Alto Mando aliado reaccionó con cautela y sin alarma excesiva. Anderson estaba convencido de que el ataque a Sidi bou Zid era una mera distracción para esconder el esperado ataque contra Fondouk. Como evidencia de esto, apuntó a la ausencia de la 10.ª División Panzer, lo que sin lugar a dudas era erróneo. Ward quería enviar a Sbeitla todo el CCB de Robinett, pero a la vista de la evaluación de Anderson, ordenó el envío de un solo batallón de carros. El teniente coronel James Algor con el 2/1er Regimiento Acorazado llegó a las cercanías de Sbeitla al atardecer del 14 de febrero. La actividad en los alrededores de Gafsa convenció a Fredendall de que estaba a punto de tener lugar otro ataque, y recibió permiso para empezar a replegar las tropas francesas y estadounidenses. Ward creía que McQuillin había exagerado la potencia de los alemanes en Sidi Bou Zid, va que la información de los Aliados seguía insistiendo en que sólo estaba involucrada una división panzer. Por ello, estimó que la composición de las fuerzas alemanas en Sidi bou Zid sería de unos 40 carros en Djebel Lessouda y unos 20 cerca de Djebel Ksaira. El contraataque planeado para el día siguiente sería dirigido por el coronel Robert Stack y contaría con el Batallón de Carros Medios de Alger en cabeza, apoyado en los flancos por una compañía cazacarros M-3 de 75 mm, del 701.° Regimiento, junto a dos baterías de artillería autopropulsada y del 3/6.° de Infantería Acorazada en semiorugas.
El contraataque de Stark comenzó a las 12:40 horas del 15 de febrero con un estilo de manual, con los carros medios de Alger en una amplia formación de «V». Un avión de observación de la Luftwaffe detectó los preparativos y advirtió a la fuerza de Ziegler de su localización y dirección de avance. Los alemanes habían tenido tiempo suficiente para preparar sus defensas desde la noche anterior, y habían colocado cañones anticarro y una batería de cuatro antiaéreos de 88 mm en unos olivares para tener cubierta la ruta de aproximación obvia a través de campo abierto, al noroeste de Sidi bou Zid. Unas unidades del 5.º Regimiento Panzer fueron enviadas hacia el oeste con el objetivo de alcanzar el flanco estadounidense por el sur, mientras la 21.ª División Panzer desplegaba una fuerza similar desde el norte. Los alemanes dejaron que la primera oleada de carros sobrepasara a los cañones anticarro camuflados. Cuando éstos abrieron fuego, las compañías estadounidenses de carros trataron de realizar maniobras defensivas, pero el terreno era demasiado abierto para darles cobertura. Cuando fue evidente la presencia de panzer alemanes en cada flanco, una compañía de carros trató de hacer frente al grupo del norte de la 21.ª División Panzer y otra a la fuerza de la 10.ª División Panzer en el sur. El batallón de carros de Alger quedó aislado de la infantería que le acompañaba y, al final de la tarde, estaba claro que no iban a conseguir acercarse a su objetivo de Djebel Ksaira ni al 3/168.° de Infantería atrapado allí. Hacia las 17:40 horas, cuatro carros, a retaguardia del batallón, consiguieron retirarse con la infantería en sus semiorugas, pero los restantes 40 carros del batallón de Argel, apiñados en el cauce del Oued Rouana, fueron destruidos por los carros alemanes y cañones anticarro que los rodeaban, como en una versión mecanizada de «la última batalla de Custer».
La noche del 15 de febrero todavía había una considerable confusión sobre lo que había pasado. Ward informó: «Hay muchos carros ardiendo al este de Sidi bou Zid. Todavía no sé a quién pertenecen. Puede que les hayamos zurrado o puede que nos hayan zurrado a nosotros». Pero estaba claro que el ataque había fracasado en el intento de aliviar la situación de los dos batallones atrapados en las colinas a cada lado del paso de Kasserine. Se ordenó a dos cazas P-39 que volaran sobre los djebel y lanzaran mensajes que decían a los batallones de Estados Unidos rodeados que escaparan. En dos días de combates, el CCA había perdido dos batallones de carros y dos de infantería sin causar pérdidas apreciables a los alemanes.
A pesar de la magnitud de la victoria, Ziegler no aprovechó su éxito. Se contentó con enviar patrullas de reconocimiento hacia Sbeitla para averiguar si los estadounidenses podrían intentar otro contraataque. Al enterarse, Rommel se enfureció por la oportunidad perdida que esto significaba, pero Kesselring estaba aquel día en el cuartel general del Führer en Prusia Oriental y no podía intervenir. Arnim estaba más preocupado por no gastar demasiado combustible, que quería conservar para posteriores operaciones en la zona de Fondouk y sus unidades ya habían cumplido la misión deseada de aplastar al CCA.
Kesselring no se enteró del éxito de Arnim hasta el 16 de febrero y le envió instrucciones, a través del Comando Supremo, para tomar Sbeitla. Ziegler continuaba indeciso y reforzó su misión de reconocimiento anterior con un pequeño destacamento de carros cerca del nudo de carreteras que los estadounidenses llamaban «cruce de caminos de Kern». Esto dio más tiempo a los Aliados para preparar sus defensas. Anderson empezó a reconocer, por fin, que los servicios de información estaban equivocados y ordenó a Koeltz trasladar su cuerpo francés de vuelta a las Dorsales Occidentales, junto con las unidades de la 34.ª División de Infantería estadounidense que tenía bajo sus órdenes. Fredendall pidió a Anderson que liberara a tropas británicas para que mantuvieran el paso clave de Sbiba en las Dorsales Occidentales, y este accedió. La 26.ª Brigada Acorazada británica y dos batallones de infantería tomaron posiciones al sur y al oeste de Sbiba. Ward retiró lo que quedaba del CCB de Robinett a Sbeitla, reuniendo al fin a la mayoría de la división en una sola zona después de meses de dispersión. La noche del 16 de febrero, las fuerzas estadounidenses replegaron sus posiciones más al este, en el cruce de caminos de Kern, animados por un éxito menor, cuando unos pocos carros estadounidenses tendieron una emboscada a los panzer del destacamento avanzado de Ziegler. 
El 16 de febrero, cuando comprobó que un segundo contraataque estadounidense no se materializaba, Ziegler decidió, con retraso, seguir hacia Sbeitla al día siguiente, una decisión reforzada por unas severas instrucciones que llegaron del Comando Supremo. La retirada aliada de Gafsa había permitido que comenzara la Unternehmen Morgenluft de Rommel y el general Kurt Liebenstein había ocupado el pueblo con tropas del Afrika Korps. Rommel dio instrucciones a I.iebenstein de continuar el avance, que no encontraba resistencia, carretera arriba hacia Feriana para apoyar el ataque de Arnim.
Durante la tarde del 16 de febrero, los supervivientes del CCA habían levantado sus defensas en los olivares al norte de Sbeitla, mientras que el recién llegado y más experimentado CCB de Robinett mantenía el perímetro sur. Los elementos avanzados de Ziegler tentaron las defensas exteriores con fuego esporádico de ametralladora y artillería. Cuando el cuartel general del CCA recibió fuego de ametralladora en el olivar, McQuillin decidió trasladar su Estado Mayor al lado oeste de Sbeitla, lejos del peligro, sin darse cuenta del efecto que esto tendría para las unidades vecinas. Tras haber visto a dos de sus batallones abandonados a su suerte en Djebel Lessouda y Djebel Ksaira y la destrucción de sus carros en irreflexivos ataques, las restantes unidades del CCA estaban desmoralizadas. En medio de las explosiones causadas por los ingenieros que demolían un polvorín y varios edificios, algunas unidades situadas cerca, al ver que se replegaba el cuartel general, interpretaron que había orden de retirada, y empezaron a salir de Sbeitla. El CCA se desintegró. Empezaron a correr rumores y, a la vista de las unidades en retirada, las tropas dominadas por el pánico animaron a los demás a seguir. En las carreteras que salían de Sbeitla se creó un atasco de tráfico de soldados y vehículos que huían.
Por fortuna las tropas del CCB de Robinett, endurecidas ya por los combates, y algunas de las unidades del CCA mantuvieron sus posiciones y tuvieron a los alemanes a raya durante el resto de la noche. Al amanecer, los oficiales establecieron controles de carreteras y empezaron a reunir a los numerosos desertores en las afueras del pueblo. Iras fuerzas de Ziegler no fueron capaces de aprovechar el pánico en Sbeitla, pero los confusos informes sobre la situación convencieron a Fredendall de que el pueblo estaba a punto de caer. Anderson le ordenó mantener el pueblo hasta el atardecer del 17 de febrero, pero Fredendall le advirtió que las defensas podrían colapsar en cualquier momento. En consecuencia, Anderson autorizó una retirada a las 11:00 horas. El general Ward debía ir hacia Thala a través del paso de Kasserine, y el coronel Anderson Moore desplegar su 19.° Regimiento de Ingenieros al otro lado del cauce del río Hatab, al este de Kasserine, en la carretera que venía de Sbeitla, para cubrir a la 1.ª División Acorazada durante su repliegue.
El ataque de Ziegler contra Sbeitla quedó pospuesto una vez más a causa de unos hechos inesperados en la retaguardia, cerca del paso de Faid. Los dos batallones de infantería estadounidenses en las colinas al oeste del paso habían sido sobrepasados pero no eliminados, debido a las dificultades que presentaba el terreno montañoso. Un batallón de infantería alemán intentó tomar Djebel Ksaira el 15 de febrero, pero fue incapaz de conseguirlo al encontrar una dura resistencia. Tras recibir Drake por mensaje aéreo la orden de retirada, el batallón comenzó a marchar con descaro y a la luz del día para cubrir los trece kilómetros y medio hasta Sbeitla a través de unas posiciones de retaguardia alemanas dispersas y poco defendidas. Los hombres de Drake destruyeron un vehículo de reconocimiento y los alemanes se dieron cuenta de que las columnas que marchaban a través de la árida planicie al oeste de Faid eran tropas estadounidenses y no tropas alemanas. Ziegler pospuso el ataque a Sbeitla para enviar unidades al paso para limpiarlo de la infantería estadounidense que pudiera estar tratando de escapar.
Los tanteos alemanes contra Sbeitla comenzaron la tarde del 17 de febrero. Sin darse cuenta de la difícil situación del CCA, con sus débiles defensas, el empuje principal alemán tuvo lugar al sur del pueblo, contra las defensas más sólidas del CCB de Robinett. El 2/13.° Acorazado del coronel Henry Gardiner, aunque estaba a mitad de sus efectivos tras combatir sin pausa desde diciembre, recibió el ataque inicial de los panzer alemanes con una emboscada cuidadosamente planeada, los carros de Gardiner reivindicaron la destrucción de 15 panzer y los alemanes admitieron la pérdida de cinco. Mientras el CCB conseguía rechazar el ataque, el CGA sufrió otra oleada de pánico y desintegración, y muchas de sus unidades se retiraron incluso antes de haber entrado en contacto con los alemanes. El CCB de Robinett permaneció en sus posiciones hasta la tarde y empezó la retirada ordenadamente poco antes de las 17:00 horas. El CCB alcanzó el paso de Kasserine poco después del anochecer y tomó posiciones en la carretera a Thala. Una de las bajas durante la lucha en Sbeitla fue el carro del coronel Henry Gardiner, pero él consiguió regresar andando a las líneas estadounidenses cerca de Kasserine y reunirse con su unidad un día después.
Al atardecer del 17 de febrero, Rommel decidió dividir sus fuerzas de ataque, enviando a la 10.ª División Panzer al norte, hacia los pasos de Fondouk y Pichón, dejando a la 21.ª División Panzer en Sbeitla. En una conversación telefónica con Rommel, al anochecer, achacó la decisión a las precarias existencias de combustible y pertrechos. Exasperado por otra oportunidad perdida, Rommel envió un mensaje a Kesselring el 18 de febrero en el que pedía que se le entregara el mando del grupo de combate de Arnim para lanzar un ataque a través del paso de Kasserine hacia el mayor centro de aprovisionamiento de los Aliados en Tebessa y, después, hasta Bone, en la costa. Kesselring era más entusiasta que Arnim con respecto a tal operación, pero necesitaba el formalismo de una reunión con el Comando Supremo y el mismo Mussolini antes de poder hacer un cambio tan importante en el despliegue de las fuerzas. La aprobación del plan de Rommel no llegó hasta la medianoche, entre el 18 y 19 de febrero.
El Comando Supremo transfirió la 10.ª y 21.ª Divisiones Panzer a Rommel. La «Unternehmen Sturmflut» (Operación Marejada Ciclónica) revisada tenía el objetivo inmediato de atacar Le Kef, hacia el noroeste, a través del paso de Kasserine, un movimiento envolvente poco profundo en la retaguardia del Primer Ejército británico. Arnim recibió la orden de apoyar el ataque de Rommel bloqueando las fuerzas de Anderson en el norte de Túnez, llevando a cabo un lanzamiento de paracaidistas cerca de Le Kef para destruir puentes clave en prevención de una retirada de las fuerzas aliadas. Tanto Kesselring como Rommel tenían sentimientos ambiguos sobre la Unternehmen Sturmflut, ya que creían que un movimiento tan poco profundo era un error, al contrario que el objetivo más lucrativo de Tebessa con un movimiento envolvente, como había propuesto Rommel. A pesar de su decepción, Rommel estaba convencido al menos de la necesidad de continuar la ofensiva.
Para la Operación Marejada el Grupo de Rommel contaba con la 10.ª y 21.ª División Panzer, el Kampfgruppe DAK y la División Acorazada Centauro italiana. El anterior destino de Rommel, el Ejército Panzer germano-italiano, fue entregado al general Messe y recibió el nombre de ler Ejército italiano. La falta de consenso dentro del alto mando del Eje llevó a una dispersión de fuerzas después de la caída de Sbeida. En vez de esperar para reconcentrar sus unidades, Rommel decidió atacar lo más pronto posible para sacar ventaja de la confusión reinante en las filas de los Aliados y para evitar que el Comando Supremo pudiera cambiar de opinión. Su plan era enviar la 21.a División Panzer por el desfiladero de Sbiba hacia el principal objetivo, Le Kef. El Kampfgruppe DAK se abriría paso a través del paso de Kasserine, mientras la División Centauro avanzaría por el paso de Dernaia. Una vez que regresara la 10.a División Panzer del área de Pinchón, reforzaría cualquiera de los dos principales ataques que en aquel momento hubiera obtenido los mejores resultados.
Kesselring visitó Túnez el 19 de febrero para comprobar que Arnim apoyaba el ataque de Rommel. Para su sorpresa, Arnim hizo una contrapropuesta: una ofensiva más amplia en Túnez con la 10.ª División Panzer que atacaría desde sus actuales posiciones cerca de Pinchón. Pero Kesselring prefería el plan de Rommel de una ofensiva orientada hacia Tebessa y desconfiaba de un plan tan atrevido. Arnim no había conducido la Operación Viento de Primavera con un particular entusiasmo, incluso después de haber tenido éxito al derrotar a las fuerzas estadounidenses en Sidi bou Zid. Aunque Kesselring esperaba que Rommel tomaría el asunto en sus propias manos y colocaría el énfasis en el ataque a Tebessa, no lo explícito en sus órdenes y Rommel quedó con el convencimiento de que el Comando Supremo quería el principal ataque dirigido hacia Sbiba y luego Le Kef. Con independencia de cual fuera el enfoque del ataque, Rommel quería apoderarse del paso de Kasserine para evitar que los Aliados pudieran enviar fuerzas desde Tebessa contra su expuesto flanco izquierdo. Las defensas aliadas en las Dorsales occidentales eran irregulares, con la concentración más fuerte en el norte, cerca de Sbiba. La 34.ª División de Estados Unidos había llegado para reforzar al 19.º Cuerpo francés y Anderson había desplazado la 6.a División Acorazada a la zona, con la 26.a Brigada Acorazada defendiendo el cruce de carreteras clave de Thala. El acceso al centro de aprovisionamiento de los Aliados en Tebessa contaba con varios itinerarios, entre ellos, los pasos de montaña de Elma Labiod, Bou Chebko y Kasserine. La ciudad estaba protegida por lo que quedaba de la División Constantino francesa, junto con el CCB de la 1.ª División Acorazada, cerca de Bou Chebko, y el CCA, todavía desplazándose hacia la zona. Como resultado, el camino a Sbiba y los pasos del sur hacia Tebessa eran los mejor protegidos, mientras que el paso de Kasserine estaba escasamente defendido por una fuerza improvisada.

#### Unternehmen Sturmflut(Operación Marejada Ciclónica)
Artículo completo: Batalla del paso de Kasserine
El 29 de noviembre de 1942, el Mando de Combate B de la 1.ª División Blindada de los Estados Unidos se había concentrado para un ataque en conjunto con la Fuerza Blade para el 2 de diciembre. Sus intenciones se vieron truncadas por un contraataque del Eje, liderado por Wolfgang Fischer y la 10.ª División Panzer, recién llegada a Túnez. Durante la primera quincena de enero, Anderson mantuvo con resultados mixtos una presión constante mediante ataques limitados y reconocimientos en fuerza. Arnim hizo lo mismo y el 18 de enero lanzó la Unternehmen Eilbote I (Operación Mensajero I). Elementos de la 10.ª Panzer y la 334.ª de Infantería atacaron desde Pont du Fahs para crear más espacio frente a la División Superga y evitar un empuje aliado hacia el este, hacia la costa en Enfidaville, que cortase la línea de comunicación de Rommel. En la mañana del 20 de febrero, la amarga lucha cuerpo a cuerpo en las colinas sobre Kasserine continuaba mientras un Kampfgruppe del Afrika Korps y un batallón de la 131.ª División Blindada Centauro y más artillería se preparaban para otro ataque a través del paso, una vez que se unió a un Kampfgruppe de la 10.ª División Panzer desde Sbeitla. El ataque de la mañana siguiente avanzó lentamente, pero la intensa presión aplicada durante el renovado ataque de esa tarde provocó un colapso en las defensas aliadas.
Tras cruzar el Paso de Kasserine en la tarde del 20 de febrero, las unidades de la División Centauro se dirigieron al oeste, hacia Tébessa, encontrando poca o ninguna resistencia. Siguiéndolos vino el Kampfgruppe von Broich de la 10.ª Panzer, el cual se desvió directamente por el camino a Thala, donde fueron ralentizados por un grupo blindado de tamaño regimental de la 26.ª Brigada Blindada (Fuerza Gore). Con sus tanques superados, la Fuerza Gore sufrió grandes pérdidas, pero compró tiempo para la Fuerza Nick, compuesta de la 6.ª División Blindada británica, basada en torno a la 26.ª Brigada Blindada con infantería y artillería adicionales para preparar posiciones defensivas más adelante. Mientras tanto, Fredendall había enviado al CCB de la 1.ª División Blindada para enfrentarse a la amenaza en Tébessa.
El paso de Kasserine estaba defendido al principio por el 19.º Regimiento de Ingenieros del coronel Anderson Moore. Aunque los ingenieros tenían, en teoría, cierto entrenamiento como infantería, eran en realidad una unidad de construcción, sin oficiales de infantería con experiencia. Crearon una línea defensiva en la parte más angosta del paso que tenía, aproximadamente, unos 730 metros de anchura. Con esto quedaba cubierta también la carretera que cruzaba el paso antes de que se dividiera en dos, la rama norte hacia Thala y la otra hacia Tebessa. Aparte de las montañas, el otro accidente geográfico era el río Hatab, a pleno caudal, que dividía el paso en dos. Los ingenieros contaban con una gran cantidad de minas, pero habían llegado tan tarde que algunos de los campos de minas estaban hechos apresuradamente, con las minas colocadas sobre el suelo o cubiertas con una ligera capa de tierra. Antes del ataque alemán, los ingenieros recibieron el refuerzo del 1/26.° Regimiento de Infantería, que tomó posiciones defensivas en la abrupta ladera noreste de Djebel Semmama. Había tres compañías de ingenieros al sur del río y una compañía al norte junto con el batallón de infantería en las colinas. Estas unidades tenían el apoyo de ocho carros de la Compañía I del 13.° Acorazado y de los GMC M-3 de 75 mm del 894.º Batallón de Cazacarros. El apoyo artillero constaba de dos baterías de obuses de 105 mm del 33.º Batallón de Artillería de Campaña y una batería de 75 mm francesa tirada por caballos. Fredendall estaba preocupado por la falta de experiencia de los ingenieros para combatir como infantería, así que, horas antes del ataque alemán, ordenó al coronel Alexander Stark del 26.° de Infantería que mandara la fuerza.
Con la 10.ª División Panzer todavía en camino, Rommel decidió lanzar el ataque con el Kampfgruppe DAK. mandado por el general Karl Bülowius. Esperaba que las defensas estadounidenses estuvieran tan desorganizadas que fuera posible tomarlas a la carga sin detenerse. El Batallón de Reconocimiento 33 empezó el ataque alrededor de las 06:30 horas del 19 de febrero, en un intento de atravesar el paso y conquistar las salidas del paso de Chebko más abajo del valle. Pronto descubrieron que las defensas estaban en su sitio. La concentración de carros, infantería y cazacarros en el centro del paso abrió fuego y obligó al batallón a cubrirse en las estribaciones de Djebel Chambi en el lado suroeste del paso. Después de ser rechazado este primer ataque, Bülowius ordenó al Regimiento de Granaderos Panzer Afrika que avanzara con sus 40 camiones, mientras dos batallones comenzaron un ataque en el lado opuesto del paso contra el 1/26.° de Infantería alrededor de las 09:30 horas. Las defensas estaban en las colinas al pie de Djebel Semmama, y la infantería alemana tenía muchas dificultades para tomar las cimas de las colinas clave. En consecuencia, Bülowius tuvo que enviar a la batalla a su principal elemento de carros, el Batallón Panzer Stotten, hacia el mediodía. El Kampfgruppe DAK fue incapaz de atravesar el paso el primer día del ataque y al anochecer la lucha continuaba a ambos lados del paso, con los alemanes tratando de infiltrarse en las defensas estadounidenses en el montañoso terreno.
El general de brigada Charles Dumphie, al mando de la 26.ª Brigada Acorazada en Thala, visitó a Stark durante el día y quedó alarmado ante las débiles defensas que vio y la evidencia de una infiltración alemana en las colinas que dominaban el paso. Después de informar al cuartel general de Anderson de sus temores, un oficial del Estado Mayor del l.cr Ejército visitó a Stark durante la noche, pero encontró que la situación estaba tranquila, lie todas for-mas, Anderson dio permiso a Dumphie para colocar una fuerza de bloqueo en la carretera de Thala en caso de que las defensas se derrumbaran. La Fuerza Gore al mando del teniente coronel A. Core del 10.º Batallón de los Royal Buffs, consistía en siete carros Valentine y cuatro Crusader del Escuadrón C del 2.° de Lolhians, una compañía de infantería motorizada y una batería de artillería. El 3/6.” de Infantería Acorazada de la 1.ª División Acorazada del teniente coronel W. Wells llegó la tarde del 19 de febrero y Stark los envió a las colinas a cubrir a la Fuerza Core. Otros refuerzos habían ido llegando a Stark durante el día, entre otros, un batallón del 39." de Infantería de la 9.ª División y otro batallón de cazacarros. Dos de las compañías de infantería se desplegaron en los flancos de las compañías de ingenieros en la línea defensiva situada en el lado oeste del paso.
Después de oscurecer, la infantería alemana continuó con sus intentos de infiltrarse tras las posiciones estadounidenses, y consiguió tomar algunas cotas. Un ataque nocturno del 1/26.º de Infantería recuperó la Cota 700, pero una de sus compañías quedó descolgada y su cuartel general fue rodeado por la infantería alemana infiltrada. Las defensas de los ingenieros, en la orilla norte del río Hatab habían quedado inutilizadas, mientras que las líneas que cubrían la carretera de Tebassa, al sur del río, continuaban la resistencia. El 894.° Batallón de Cazacarros había perdido la mitad de sus cañones autopropulsados durante los combates del día, y las dos baterías de artillería estadounidenses estaban replegándose sin haber recibido órdenes de hacerlo, dejando sola en el frente a la batería francesa de 75 mm. Fredendall advirtió al CCB de Robinett que estuviera preparado para acudir a bloquear el paso detrás de los ingenieros.
La mañana del 20 de febrero fue fría y lluviosa, y el terreno estaba resbaladizo por el barro. Rommel apareció en Kasserine y mostró su disgusto al saber que Bülowius todavía no había progresado a través del paso. Los ataques continuaron a primera hora de la mañana con una fuerte preparación artillera, que incluía los nuevos lanzacohetes Nebelwerfer, más conocidos por las tropas estadounidenses como «Screaming Meemies» (ataque de nervios) por su terrorífico sonido. Un batallón del 5.º de Bersaglieri fue enviado para reforzar al Regimiento de Granaderos Panzer Afrika en lucha con el 1/26.° de Infantería en Djebel Semmama. El 5.° de Bersaglieri «peleó denodadamente», según el diario del DAK, pero sufrió grandes pérdidas, incluido su comandante.
Rommel había cambiado de opinión sobre la disposición de su ataque. Un ataque inicial hacia Sbiba el día anterior a cargo de la 21.ª División Panzer había sido rechazado con contundencia, lo que sugería que las defensas en aquella carretera podían ser firmes. Las defensas de Sbiba eran casi tres veces superiores en número a las fuerzas atacantes alemanas. Con la 10.ª División Panzer todavía en camino, la cuestión era si asignarla a la carretera de Sbiba y arriesgarse a que quedara atascada tras la 21.a División Panzer, o mandarla por el paso de Kasserine y por la carretera hacia Thala. Rommel tomó la última opción. La 10.ª División no estaba al completo de sus efectivos y Armin no quiso ceder su batallón de Tigres. A media tarde, los elementos avanzados de la 10.ª División Panzer habían llegado al paso de Kasserine, incluido el batallón de motocicletas de la división y dos batallones de infantería mecanizada. A las 16:30 horas, cinco batallones de artillería abrieron fuego y empezó un ataque coordinado en el centro del paso y que continuó con la acción de la infantería en las colinas. El colapso de una compañía de ingenieros cerca de la carretera permitió al grupo de batalla de la 10.ª División Panzer empezar a avanzar por la carretera de Thala. La fuerza de bloqueo de Gore consiguió detener el ataque durante un tiempo, así que al anochecer se añadió al ataque el 1/8.° Regimiento Panzer. Los panzer arrollaron a los carros británicos y a los cinco cazacarros del 805.º Batallón que reforzaban el bloqueo de la carretera. Lograron avanzar un corto tramo por la misma antes de que cayera la noche.
Las defensas estadounidenses estaban hechas pedazos por el ataque de última hora de la tarde y la Compañía I del 13.° Acorazado había perdido todos sus cairos en la lucha. La última unidad frente a los alemanes en la carretera de Tebessa era la batería francesa de 75 mm y, después de quedarse sin munición, sus servidores inutilizaron los cañones y se retiraron. Rommel aprovechó el éxito inicial y envió un batallón de la División Centauro por la carretera de Tebessa, que penetró ocho kilómetros en el paso y quedó cerca de las salidas del paso Bou Chebko a la caída de la noche. Los destacamentos estadounidenses aislados, como el 3/6.° de Infantería Acorazada de Wells y los supervivientes del 1/26." de Infantería, quedaron rodeados en Djebel Seminama. El 3/6.° de Infantería Acorazada había dejado sus semiorugas en la base del Djebel antes de subir a las zonas elevadas y los alemanes capturaron la mayoría de los mismos intactos. Un golpe de suerte para las tropas alemanas, escasas de transporte mecanizado para su infantería.
Ahora que estaba claro que los alemanes estaban llevando a cabo su ataque hacia Tebessa a través de Kasserine, Fredendall pudo desplazar las fuerzas que habían estado bloqueando otros pasos hacia la zona. Ordenó tomar posiciones en las colinas del lado suroeste del paso a unidades de la 1.a División de Infantería. La mañana del 20 de febrero, Robinett envió el CCB/1.ª División Acorazada hacia la entrada norte del paso de Kasserine por la carretera de Tebessa. Fredendall pensó primero en delegar la responsabilidad total de la defensa del paso a Robinett, pero dándose cuenta de la magnitud de la tarea, dividió el mando; le dio a Robinett la tarea de limpiar el paso al sur del río Hatab y a Dumphie y la 26.a Brigada Acorazada el norte del río. Ante tal desorden, Anderson tomó otras decisiones, envió a Thala al Brigadier Cameron Nicholson, comandante asistente de la 6.a División Acorazada británica, para liderar todas las tropas estadounidenses, británicas y francesas del sector, bajo su improvisado mando bautizado «Nickforce» y con esto añadió todavía más confusión.
Kesselring realizó una parada en Túnez la tarde del 20 de febrero, antes de volver a Roma. Tuvo una airada reunión con Arnim, acusándole de desafiar sus órdenes al haber retenido algunos elementos de la 10.a División Panzer. Arnim respondió sin convicción que esas unidades estaban en el frente y resultaba difícil retirarlas de allí. Arnim también expresó con claridad sus sospechas de que Rommel estaba en realidad apuntando hacia Tebessa y no hacia Le Kef, donde su ejército debía iniciar un ataque de distracción. Kesselring le reiteró sus órdenes de llevar a cabo ese ataque. Arnim aceptó de mala gana, pero pospuso el ataque hasta el día 22 de febrero. Kesselring estaba tan furioso con la desobediencia de Arnim que, al llegar a Roma, recomendó que todas las fuerzas del Eje en Túnez se pusieran al mando de Rommel, incluyendo el 5.º Ejército Panzer de Arnim.
Rommel utilizó la mañana del 21 de febrero para consolidar su victoria en el paso de Kasserine y para asegurarse de que sus fuerzas estaban preparadas para cualquier contraataque aliado. Rommel estaba indeciso sobre cuál debía ser el objetivo final de su ataque y todavía estaba tentado de avanzar hacia Tebessa en vez de hacia Le Kef. Hasta cierto punto, la geografía le ayudó a decidir sobre estas dudas. El río Hatab estaba crecido por las lluvias invernales y los ingenieros estadounidenses habían destruido el principal puente que lo cruzaba. En consecuencia, el paso había quedado dividido en dos y los dos grupos de combate estaban físicamente separados por el río. Rommel no hizo ningún esfuerzo para concentrar sus fuerzas contra un único objetivo, sino que aceptó la dispersión existente, envió el Kampfgruppe DAK de Bülowius por la carretera hacia Tebessa, mientras que la 10.ª División Panzer de Broich continuaba por una ruta noreste hacia Thala. La indecisión de Rommel tenía su origen en las disputas entre Kesselring y el Comando Supremo sobre cuál debía ser el objetivo de la Operación Marejada Ciclónica, pero el resultado de esas dudas fue que dispersó a los tres grupos de combate a lo largo de tres rutas diferentes, cuando ninguno de ellos era lo bastante fuerte para superar por sí mismo la creciente resistencia aliada.
Durante la noche del 20 al 21 de febrero, la vanguardia del DAK, un batallón acorazado de la Centauro y el 33.° Batallón de Reconocimiento, se toparon al fin con las defensas externas del CCB, la Compañía de Reconocimiento del 13.° Acorazado, que los contuvo hasta el amanecer. A las 11:45 horas, Rommel ordenó que entrara todo el Kampfgruppe en el paso de Kasserine para abrirse camino a través de los pasos de Djebel Hamra hacia Tebessa. El CCB de Robinett se había desplegado en el valle la mañana del 21 de febrero con el 2/13.º Acorazado, el 2/6.º de Infantería Acorazada, dos batallones de artillería autopropulsada y elementos de dos batallones de destrucción de carros. Hacia las 16:30 horas, el Regimiento de Granaderos Panzer Afrika apoyado por el Batallón Panzer Strotten, tropezó con carros atrincherados del 2/13.º Acorazado de Gardiner y fueron rechazados por el fuego de los carros y una concentración de fuego de artillería muy precisa.
Con el paso norte bloqueado, el DAK intentó reorganizarse tras el anochecer en las proximidades del paso sur de Djebel Hamra. En la oscuridad, el Regimiento de Granaderos Panzer Afrika tomó un camino equivocado y acabó en la Cota 812, quedando así dividido en dos el grupo de combate. En el camino rebasó una de las baterías del 33.º Batallón de Artillería de Campaña. Con sus fuerzas dispersas, el Kampfgruppe DAK fue incapaz de lanzar ningún ataque significativo el 22 de febrero. Al contrario, a las 16:00 horas el general Alien ordenó al 3/16.º de Infantería recuperar la Cota 812 para evitar una ruptura entre la 1.ª División de Infantería y el CCB. El contraataque tuvo éxito, consiguió recuperar equipo y empujar de vuelta hacia el valle a las fuerzas alemanas perdidas. En el ala derecha, algunos carros del 13.º Regimiento Acorazado atacaron al 5.º de Bersaglieri, que estaba en muy mal estado después de las grandes pérdidas sufridas en el anterior combate; sus posiciones, cerca de la Cota 732, fueron arrolladas y los italianos se retiraron precipitadamente.
El ataque de la 10.ª División Panzer contra las fuerzas británicas de Dumphie que ocupaban las defensas exteriores de Thala fue más concentrado y tuvo más éxito. El 21 de febrero, unos 30 carros y otros 25 vehículos acorazados empezaron a atacar las defensas exteriores y poco a poco fueron aplastando la primera línea. El ataque principal se lanzó hacia las 15:00 horas. Los Crusader y Valentine, que tenían un blindaje muy ligero, eran superados por los carros alemanes en potencia y alcance de fuego y, a medía tarde, se habían perdido unos 15. Al final de la tarde, con las defensas a punto de desplomarse, Dumphie tendió una cortina de humo y empezó a retirar su fuerza hasta la última línea de defensa, sita en los riscos al sur de Thala. Los alemanes les siguieron de cerca, hacia las 17:00 horas, una columna alemana encabezada por un carro Valentine capturado consiguió entrar en las defensas británicas antes de ser descubierto. Siguió una confusa pelea a corta distancia y el Kampfgruppe de la 10.ª División Panzer superó al fin a los últimos defensores británicos junto a Thala. La defensa de la carretera de Thala le había costado a la brigada de Dumphie 38 carros y 28 cañones y los alemanes habían capturado 571 prisioneros. Pero la brigada había conseguido retrasar a la 10.ª División Panzer y su tenaz defensa hizo recelar a Broich de intentar entrar en Thala después del anochecer. Esta acción retardataria había permitido que fueran llegando los imprescindibles refuerzos desde todo el frente tunecino: una compañía de infantería del 2.° de Hampshire, el 16/5.º de Lanceros con algunos carros Sherman nuevos y, lo más importante, la artillería de la recién llegada 9.ª División de Infantería estadounidense que llegó después de una dura marcha de 1.350 kilómetros. La artillería estadounidense se componía de dos batallones de obuses de 105 mm, un batallón de obuses de 155 mm y dos compañías de cañones con obuses Pack de 75 mm (obuses desmontables ligeros), lo cual aportaba una sustancial ayuda a las defensas existentes en Thala, que sumaban 22 cañones de 25 libras (88 mm).
Poco antes de amanecer, Nicholson ordenó emprender un ataque suicida a lo que quedaba del 2.º de Lothians contra las posiciones alemanas frente a Titula. Su comandante, el teniente coronel Ffrench-Blake anunció sombrianiente a las tripulaciones de los diez carros que le quedaban: «Tenemos que salir con una esperanza desesperada». Con la mecánica en mal estado, sólo cinco carros alcanzaron las líneas alemanas al amanecer y enseguida fueron destruidos. El comandante de la 10.ª División Panzer. Friedrich von Broich, planeaba lanzar un ataque el 22 de febrero a las 07:00 horas, pero el sacrificio del ataque de los Lothians y una repentina barrera de artillería creada por las reforzadas defensas de Thala hicieron descarrilar sus planes. Broich comunicó por teléfono a Rommel que creía que el fuego de artillería era el preludio de un contraataque y que se iba a poner a la defensiva. Rommel estuvo de acuerdo. Cuando vio que el ataque aliado no llegaba, Broich reprogramó su ataque para las 16:00 horas. Por primera vez desde hacía días, el poder aéreo aliado intervino. Una pista, acabada de construir, permitió hacer 117 salidas contra las expuestas tropas alemanas, realizadas en su mayoría por cazas P-38 que machacaron sin piedad las posiciones de Broich. A final del día, el avance de la 10.ª División Panzer contra Thala quedó detenido.

#### Unternehmen Ochsenkopf(Operación Cabeza de Buey)
Después de la Batalla del Paso de Kasserine, el Eje creó el Grupo de Ejércitos África como cuartel general de mando del 5.º Ejército Panzer y del 1er Ejército italiano en Túnez. Adolf Hitler y el OKW creían que el Generaloberst Hans-Jürgen von Arnim debería asumir el mando del mismo, pero el Generalfeldmarschall Albert Kesselring, el Oberbefehlshaber Süd, defendió al Generalfeldmarschall Erwin Rommel, quien fue designado para tal fin el 23 de febrero. El Comando Supremo ordenó a Rommel que pusiera fin al ataque en Kasserine, en vista del refuerzo aliado del área de Tebessa, para llevar a cabo una ofensiva contra el Octavo Ejército mientras se acercaba a las defensas de la Línea Mareth desde el este.
Las aldeas de Gafsa, Metlaoui y Tozeur serían controladas por tropas móviles y la mayor parte del grupo de ataque debía regresar al 1º Ejército italiano. La 10.ª División Panzer se retiró de Thala a principios del 23 de febrero y la 21.ª División Panzer terminó su ataque a Sbiba el 24 de febrero. Las divisiones debían reacondicionarse y reunirse con el 1.° Ejército italiano, listas para un ataque a principios de marzo, cubiertos por operaciones menores en el frente del 5.° Ejército Panzer. El 24 de febrero, Arnim voló a Roma sin consultar a Rommel y abogó por una ofensiva hacia Béja, convencido de que el 1er Ejército británico del general Kenneth Anderson había enviado refuerzos al sur desde el frente norte para salvar Sbiba y Thala. El 26 de febrero Arnim obtuvo la aprobación de Kesselring para un ataque contra el sector del V Cuerpo de Charles Allfrey. Unternehmen Ochsenkopf sería un plan para penetrar las defensas británicas el 26 de febrero, empleando el Korpsgruppe Weber del general Friedrich Weber de la 334.ª División de Infantería, elementos de la División Hermann Göring recién llegados y elementos de la 10.ª División Panzer no involucradas en la Unternehmen Frühlingswind (Operación Viento de Primavera), todo en tres grupos o cuernos, formando sobre el dibujo una cabeza de toro. El cuerno norte, que contaría con la mayoría de los tanques, debía avanzar en la ruta de Mateur desde el noreste para capturar Béja 40 km al oeste de Medjez. El segundo grupo debía atacar desde Goubellat hacia Sloughia y Oued Zarga para envolver a los británicos en Mejez El-Bab y el tercer grupo debía realizar un ataque de pinza en el valle de Bou Arouda y luego avanzar por El Aroussa hasta Gafour, con el objetivo de llegar al cruce de carreteras en El Aroussa.

##### Cuerno sur
El cuerno sur de la operación iba a ser realizado por el Kampfgruppe Audorff, la División Hermann Göring, la 334.ª División de Infantería y batallones panzer de apoyo. Los defensores en esta área se componían de la fuerza británica conocida como División Y, una fuerza ad hoc, que había sido formada a partir de la 139.ª Brigada irlandesa, una mezcla variopinta comandos, granaderos y guardias de Coldstream, elementos de la 1.ª Brigada de Paracaidistas y tanques Churchill del Escuadrón C del 142.º Regimiento de Suffolk. El kampfgruppe atacó la noche del 25 de febrero, siendo sus primeros objetivos la esquina de Tally Ho, un importante cruce de carreteras y un montículo apodado Fort MacGregor. La Luftwaffe había atacado las posiciones británicas y ametrallado los transportes en retaguardia. En Fort MacGregor, la Compañía D de East Surreys fue atacada por los paracaidistas de Hermann Göring. Después de ser rechazados en dos ocacsiones, los paracaidistas hacen agujeros en el alambre de púas y los defensores pronto fueron abrumados y destruidos. Djebel Djaffa, más al oeste y en manos de un batallón de tropas coloniales francesas, fue atacado simultáneamente. Los franceses fueron sorprendidos y rápidamente superados, cayendo la mayoría como prisioneros.
Un contraataque apresurado de los Surrey en Fort MacGregor fue detenido nada más empezar y los Surrey se retiraron con muchas bajas. La artillería británica bombardeó la colina durante varias horas con todos los cañones medianos y pesados y cuando los Surreys atacaron de nuevo, solo había seis alemanes conmocionados por los proyectiles; el resto se había retirado ante la lluvia de acero. La cumbre no era más grande que un campo de fútbol y estaba sembrada de restos humanos, en su mayoría alemanes pero también británicos de la Compañía D. Allfrey envió a los fusileros de Lancashire, 600 hombres del Comando No. 6, el 56.º Regimiento de Reconocimiento, los tanques Valentine del 17/21 de Lanceros y elementos del 51.º Regimiento Real de Tanques y el North Irish Horse. Al día siguiente, casi tan pronto como llegaron, los Surrey y los Valentines del 17/21 de Lanceros contraatacaron en Djebel Djaffa, que fue recapturada después de cierta resistencia.
La 334.ª División atacó la esquina de Tally Ho poco antes de la medianoche, sorprendiendo e invadiendo a la guarnición de los comandos, cuyos supervivientes fueron rescatados por los tanques Churchill. Los alemanes avanzaron hasta una pequeña cresta 9,7 km al este de El Aroussa, donde dos batallones de la Hermann Göring y una compañía panzer de apoyo asaltaron una posición defendida por los tanques Churchill del Escuadrón Suffolk, del 142.° Regimiento RAC. Disparando desde posiciones con el casco hundido, los Churchill destruyeron cuatro Panzer IV, inutilizaron tres Panzer III y destruyeron un cañón de 88 mm por la pérdida de un Churchill. La infantería alemana sufrió muchas bajas y los supervivientes se retiraron tras la resuelta resistencia de la infantería británica apoyada por artillería masiva. Los británicos recibieron refuerzos y contraatacaron después de otro bombardeo, empujando a los alemanes desde la esquina de Tally Ho hacia las colinas al este de la carretera de Medjez-El-Bab a El-Aroussa durante la noche.
Después del anochecer, los británicos avanzaron y limpiaron la mitad del camino hacia la Granja Steamroller, guarnecida por unos 2.000 hombres de dos batallones de la División Hermann Göring, elementos de un regimiento panzergrenadier, Pak 38 de 55mm y cañones antitanque de 88mm. Un escuadrón del 51.º RRT con tanques Churchill MK III y una compañía de Guardias de Coldstream partieron poco antes del mediodía del 28 de febrero y a las 16:00 tenían la granja a la vista. No tardó en caerles fuego de artillería alemana y poco después fueron atacados por Junkers Ju 87 Stuka, perdiendo cinco Churchills. La 1.ª Tropa avanzó hacia el área de la granja con los Guardias de Coldstream, pero fueron inmovilizados. Llegó otro Churchill, comandado por el teniente segundo J. C. Renton, y otros dos hicieron una carrera de 1.400 m a través de una calzada expuesta cubierta por un cañón de 88mm. A los 18 metros, el arma disparó y rozó la torreta del Churchill, antes de que la tripulación huyera y el tanque británico aplanara el arma; los Churchill alcanzaron la cima del paso y sorprendieron a los alemanes.
Los tanques se cruzaron con los transportes alemanes y les dispararon a medida que pasaban, destruyendo además dos Panzer III y dos cañones antitanque mientras intentaban desplegarse. Los alemanes huyeron y, al anochecer, la columna fue destruida. Se ordenó a Hollands y Renton que se reincorporaran a su escuadrón, pero el tanque líder se detuvo y hubo que llamar al remolque. En total habían destruido dos cañones de 88mm, dos de 75mm y dos de 50mm, cuatro cañones antitanques más pequeños, 25 vehículos con ruedas, dos morteros de 3 pulgadas y los dos Panzer III, amén de casi 200 bajas. Al día siguiente, el propietario francés de la finca llegó a El Aroussa para decir que los alemanes se habían ido y los británicos ocuparon la zona. La Hermann Göring había sufrido muchas más bajas, su comandante había asumido que los tanques eran el rpeludio de una formación mucho más grande y envió un mensaje al Fliegerführer Afrika de que había sido atacado por un “batallón de tanques manejado por locos que habían escalado alturas imposibles y le había obligado a una retirada completa”.

##### Cuerno norte
Kampfgruppe Lang tenía 77 tanques, incluidos veinte Tigres del 501.º Batallón Panzer Pesado e infantería motorizada de la 10.ª División Panzer. El resto de la 10.ª División Panzer debía atacar una vez que se lograran los objetivos y avanzar hacia el oeste, a unos 40 km al sur de Medjez. El área estaba en manos de la 128.ª Brigada de Infantería de Hampshire y numerosas baterías de artillería. El ataque comenzó el 26 de febrero y los alemanes capturaron rápidamente la aldea y la estación de tren de Sidi Nsir, donde la carretera y el ferrocarril que conectaban Béja y Mateur divergían, así como la carretera hacia las colinas del este y el ferrocarril a lo largo de la ruta más fácil del noreste. El 172.º Regimiento de Campo RA, con tres baterías de cañones de 25 libras, y la Batería 155, con 8 de 25 libras, estaban clavados alrededor de una granja, junto con el 5.º Batallón del Regimiento de Hampshire. Debían monitorizar los movimientos alemanes, pero la mayoría tenían poco entrenamiento y nula experiencia de combate. En la Granja Hampshire, los defensores debían absorber el primer impacto de un ataque del Eje en Béja y dar tiempo a los defensores entre Medjez y Beja en Hunt's Gap para prepararse. Se estima que los alemanes atacaron en el cuerno norte con trece batallones de infantería, unos 13.000 hombres, con el apoyo de elementos de dos divisiones.
Durante la noche, linternas Verey comenzaron a subir por las colinas alrededor de Sidi Nsir, y a las 06:30 de la mañana siguiente los morteros alemanes comenzaron a disparar contra los cañones británicos. Después de 45 minutos, los tanques alemanes avanzaron por la carretera de Mateur y cuatro de los cañones de 25 libras abrieron fuego. El cañón número uno se había colocado especialmente en la parte superior de una pendiente para cubrir el acceso de Mateur y se disparó sobre miras abiertas. Los principales tanques alemanes chocaron contra las minas, resultaron dañados y se retiraron con la infantería. A las 11:00 los alemanes hicieron otro intento en el flanco izquierdo, pero la Tropa F abrió fuego y destruyó cuatro tanques alemanes, prendiéndose en llamas. La infantería alemana se enfrentó a la Compañía B con fuego de armas pequeñas, pero fue rechazada. Alrededor del mediodía, los alemanes se prepararon para atacar de nuevo, pero el fuego masivo de artillería británica desbarató el ataque antes de que comenzara.
A la 13:00, treinta tanques alemanes, cañones autopropulsados e infantería se desplegaron alrededor de ambos flancos y llegaron a 550 m de la granja. El puesto de observación más alto fue atacado, su transmisor inalámbrico destruido y las líneas telefónicas cortadas. Ocho cazas Bf 109 ametrallaron cada cañón uno por uno durante todo el día y también atacaron las zonas de retaguardia. Varios de los vehículos británicos en la carretera a Hunt's Gap fueron alcanzados, y los artilleros tuvieron que rescatar municiones pese al riesgo de explosiones. Vivaques y vertederos también fueron golpeados y quemados. Justo después de las 14:30, la infantería motorizada alemana giró por el flanco sur, infiltrándose al amparo de una colina. A las 15:00 p. m., la infantería alemana comenzó a disparar con armas ligeras a corta distancia y una columna de tanques liderada por un Tigre marchó a lo largo de la carretera hasta la posición de la batería, mientras trece tanques más daban fuego de cobertura desde posiciones con el casco hundido. Los artilleros británicos cambiaron a ojivas perforantes y destruyeron tres tanques, los cuales bloquearon la carretera.
A las 17:30 comenzó otro ataque alemán contra los cañones restantes; siete tanques fueron alcanzados, pero, uno por uno, los cañones británicos fueron alcanzados por fuego de tanques y ametralladoras. Al anochecer, solo quedaban un cañón de 25 libras y varios cañones Bren, que atacaban a los tanques alemanes a distancias de 9,1 a 18,3 m. “Los tanques están sobre nosotros” fue el último mensaje inalámbrico de los británicos y Newham ordenó la evacuación del cuartel general del batallón. Cuando comenzó la batalla, había nueve oficiales y 121 soldados; nueve hombres llegaron a las líneas británicas, siete de los cuales eran heridos. La defensa de Sidi Nsir ganó tiempo para preparar defensas en Hunt's Gap, un desfiladero a unos 24 km al noreste de Béja. La 128.ª Brigada contaba con el apoyo de setenta y dos cañones de 25 libras, quince cañones medianos de 5.5 pulgadas y dos escuadrones de Churchill MK III del North Irish Horse. Además se había dispuesto una zona de exterminio de tanques con campos de minas, cañones antitanques, Churchill enterrados y áreas de fuego directo para artillería media y pesada. Una ruta volante de Hurricane MKII D, equipados con cañones Vickers S de 40 mm, volaban en círculos sobre sus cabezas y en permanente comunicación con el suelo, esperando objetivos.
El 28 de febrero, Rommel ordenó al coronel Rudolf Lang que se diera prisa y ordenó un ataque antes del amanecer con unos diez Panzer IV e infantería motorizada después de un bombardeo de artillería contra las posiciones de la Compañía B del 2/4.º de Hampshires. Los Churchill destruyeron cuatro Panzer IV, deteniendo el ataque blindado. Los alemanes atacaron nuevamente y penetraron en las posiciones de la Compañía C, pero los tanques del North Irish Horse contuvieron a los alemanes hasta el anochecer. La Compañía B recibió la orden de retirarse después de que un pelotón fuera invadido y un segundo estuviera en peligro de colapso. La Compañía C fue invadida por la infantería y los blindados alemanes más tarde ese día, pero estos no pudieron avanzar más.
Al día siguiente, Lang descubrió que estaba a solo 16 kilómetros de Hunt's Gap, pero que tenía seis tanques operativos. Luego llegaron elementos del 2/5.º de Leciester y cayó una espesa niebla sobre el valle, lo que obstaculizó las salidas de la RAF; los alemanes atacaron. Entre la niebla, la Compañía D fue sorprendida y un pelotón invadido, pero el resto del ataque fue derrotado por el fuego de artillería y la infantería del 1/4.º de Hampshire. La niebla se levantó e inmediatamente la RAF realizó ocho incursiones hacia el valle, atrapando columnas de suministro alemanas mientras las concentraciones de artillería eran dirigidas por los observadores del Puesto de Observación Aéreo y las FOO. Los tanques y la infantería alemanes sufrieron muchas bajas; la carretera serpenteante que utilizaba el Eje se convirtió en un desierto de cráteres de bombas y vehículos en llamas, lo que cortó en seco ulteriores operaciones. El 2/4.º de Hampshire se mantuvo en sus últimas posiciones mientras los alemanes intentaban avanzar a lo largo de un wadi hacia el sur. Los británicos los sorprendieron con un contraataque en el que cuarenta alemanes murieron y sesenta fueron capturados. Más adelante en el camino hacia Sidi Nsir, la artillería disolvió otro ataque alemán. Un oficial de tanques británico se adelantó para investigar, no vio señales de alemanes, llegó a los tanques y encontró las torretas abiertas y la tripulación desaparecida.
El 2 de marzo los alemanes se retiraron, habiendo perdido más de cuarenta tanques y casi otros sesenta vehículos blindados; dos de los cuatro batallones de infantería alemanes fueron hechos prisioneros, además de los muertos y heridos. Muchos de los prisioneros habían estado en el frente ruso y afirmaron que nunca habían experimentado semejante bombardeo. La ofensiva no había logrado los objetivos principales y Arnim canceló nuevos ataques. Anderson había considerado abandonar Medjez pero el éxito de la defensa de Hunt's Gap, la orden de no retirada emitida por el general Harold Alexander, comandante del 18.° Grupo de Ejércitos y el fin del ataque alemán le evitaron tal eventualidad. Para el 5 de marzo, 2/4.º Hampshires había perdido a 243 hombres entre muertos o desaparecidos y fueron relevados por el 8º Batallón de Highlanders de Argyll y Sutherland, de la 36.ª Brigada de la 78.ª División de infantería. Los británicos habían sufrido 1.800 bajas y 2.300 prisioneros, más 16 tanques, 17 cañones, 13 cañones antitanques y otros cuarenta vehículos destruidos.
En total, los alemanes habían perdido 2.800 muertos y 2.200 capturados. En el caso de la 10.ª División, 60 vehículos y 71 tanques (el 90% de los empleados), de los que 19 eran Tigres del Schwere Panzer Abteilung 501. Su comandante, el mayor Hans-Georg Lueder, estaba gravemente herido y la unidad ya no era una fuerza de combate efectiva. Ninguno de los objetivos operativos del Eje se había ganado y la batalla costó a los alemanes la iniciativa; en el mejor de los casos, solo habían retrasado ligeramente una ofensiva aliada. Las divisiones necesarias para el ataque del 1.er Ejército italiano al 8.º Ejército británico se retrasaron una semana por el fracaso de la Unternehmen Ochsenkopf y la Batalla de Medenine fue un sonnoro fracaso. Allfrey fue ascendido a general de división el 9 de marzo.

#### Batalla de El Guettar
En la última semana de enero de 1943, a pesar de un bombardeo masivo de artillería, el 14.º Batallón Bersaglieri italiano de la 131.ª División Blindada Centauro excavó cerca de Djebel Rihana. El mando estadounidense reaccionó a sus reveses contra las fuerzas alemanas e italianas con una serie rápida y radical de cambios en el mando, la disciplina y las tácticas. Además, las unidades grandes se mantuvieron en masa en lugar de dividirse en elementos más pequeños y sin apoyo, como se había hecho bajo el mando del Comandante del II Cuerpo de Estados Unidos, Lloyd Fredendall. También se mejoró el apoyo aéreo cercano.
El 6 de marzo de 1943, George Patton tomó el mando del II Cuerpo de Estados Unidos de manos de Lloyd Fredendall, que había estado al mando antes y durante el compromiso de Kasserine. Su primer movimiento fue organizar su II Cuerpo para una ofensiva hacia las Dorsales Orientales. Si tenía éxito, esto amenazaría la retaguardia derecha de las fuerzas del Eje que defienden la Línea Mareth frente al 8.º Ejército de Montgomery y, en última instancia, haría que su posición fuera insostenible.
El 17 de marzo, la 1.ª División de Infantería de EE. UU. avanzó hacia las llanuras casi abandonadas, tomando la ciudad de Gafsa y preparándola como una base de suministros avanzada para futuras operaciones. El día 18, el 1er Batallón de Rangers, dirigido por el coronel William O. Darby, avanzó y ocupó el oasis de El Guettar, encontrándose nuevamente con poca oposición. Los defensores italianos se retiraron y tomaron posiciones en las colinas que dominaban la ciudad, bloqueando así el paso de montaña (del mismo nombre) que conduce al sur, desde las llanuras interiores hasta la llanura costera. Otra operación de los Rangers allanó una posición italiana y tomó 200 prisioneros la noche del 20 de marzo, escalando un acantilado y pasando municiones y equipos mano a mano. Los comandantes del ejército del Eje se habían enterado de los movimientos estadounidenses y decidieron que la 10a División Panzer debía detenerlos. Rommel había volado a Alemania antes de la batalla, dejando a von Arnim al mando del recién nombrado Africa Korps. Von Arnim sostuvo la opinión de Rommel sobre la baja calidad de las fuerzas estadounidenses y consideró que un ataque devastador sería suficiente para eliminarlos de los Dorsales del Este nuevamente.
A las 06:00 del 23 de marzo, 50 tanques de la 10.ª División Panzer de Broich emergieron del paso hacia el valle de El Guettar. Unidades motorizadas alemanas en semiorugas y motocicletas se separaron de la formación y cargaron contra la infantería en la cima de la colina. Los semiorugas subirían la colina lo más lejos que pudieran y luego la infantería que transportaban desmontaría mientras estaban cubiertos por fuego de piezas de 88 mm. Los alemanes maniobrarían para atacar a la artillería estadounidense anclada en la colina. Su plan prosperó al principio e invadieron posiciones de infantería y artillería de primera línea. El ataque alemán perdió impulso cuando se topó con un campo minado. Cuando los alemanes disminuyeron el ritmo para reorganizarse, la artillería estadounidense y los cañones antitanques entraron en acción, incluidos 31 cazacarros M10 que habían llegado recientemente. Durante la siguiente hora, 30 de los tanques de la 10.ª Panzer fueron destruidos, y a las 09:00 se retiraron del valle.
Se hizo un segundo intento a las 16:45, después de esperar para que la infantería se formara. Una vez más, la artillería de los Estados Unidos pudo interrumpir el ataque, finalmente rompiendo la carga e infligiendo grandes pérdidas. Al darse cuenta de que era inútil seguir insistiendo, el resto de la 10.ª División Panzer se atrincheró en las colinas al este o se retiró al cuartel general alemán en Gabès.

#### Unternehmen Fliederblüte(Operación Flor Lila)
Mientras los 5.º y 9.º Cuerpos británicos (Teniente General Sir Charles Walter Allfrey y Teniente General Sir John Tredinnick Crocker respectivamente) del Primer Ejército británico (Teniente General Sir Kenneth Arthur Noel Anderson) terminaban sus preparativos entre el 20 y 21 de abril de 1943 para el inicio de la Operación Vulcan, las fuerzas del Eje iniciaron un ataque que pretendía desbaratar dicha ofensiva aliada y aliviar la presión en ese sector del frente. Pero la situación de los aliados ya pintaba mal el día anterior.
La ofensiva preliminar a la Operación Vulcano en la zona sureste, iniciada por un Octavo Ejército británico disminuido, en la noche del 19 al 20 de abril resultó difícil y costosa. Las posiciones más al sur de la línea de Enfidaville, las cuales habían sido convertidas por el enemigo en meras posiciones de pantalla y guarnecidas por fuerzas ligeras mientras que la línea principal fue replegada a un terreno más alto, cedieron de inmediato. El bombardeo aliado de los últimos días, que culminó con cinco horas de alta intensidad, hizo retroceder a los defensores italianos de parte del objetivo y facilitó un avance al norte de Enfidaville, en la zona cercana a la costa. Pero el oficial alemán de mayor rango del Primer Ejército italiano, el general Fritz Bayerlein, estaba en una posición avanzada que le permitió organizar y controlar el desplazamiento de fuerzas alemanas para contener la penetración y así salvar la línea en el sector occidental y montañoso. El Octavo Ejército capturó Takrouna y la parte sur de Djebel Garci (Colina 412) a unos 19 kilómetros al oeste a tal precio que Montgomery interrumpió el ataque allí y planeó la persecución solamente a lo largo de la costa. El reagrupamiento inherente para tal esfuerzo y las medidas derivadas provocó que se suspendiera el ataque del Octavo Ejército a última hora del 21 de abril y durante cuatro días; un grave desvío del plan general del grupo de ejércitos.
En el bando del Eje el General de Brigada Joseph Schmid (ascendido a tal rango el 1 de marzo), comandante en funciones de los elementos de la División Hermann Göring en Túnez (Kampfgruppe Schmid), sugirió 17 de abril un ataque de desbaratamiento y dos días más tarde von Arnim aprobó la operación. Sus objetivos eran las alturas al sureste y sur de Medjez el Bab, con el flanco más meridional a lo largo del borde de la llanura de Goubellat, conocido como la Cresta Banana, ocho kilómetros al este de Medjez el Bab, pegado al río Medjerde y con vistas a las posiciones alemanas en la llanura bajo esta y la cercana Djebel Djaffa. La cresta era uno de los puntos de partida para la 3.ª Brigada de Infantería (Brigadier H.A.E. Matthews) de la 1.ª División de Infantería británica (Major-General Walter Edmond Clutterbuck), mientras que en Djebel Djaffa se desplegaba la 10.ª Brigada de Infantería (Brigadier Stephen Newton Shoosmith) de la 4.ª División de Infantería (Major-General John Hawkesworth).
Las fuerzas del Eje que se concentraron bajo el mando del general Schmid se organizaron en tres grupos, a saber:
- Justo al sur de la carretera principal que conduce a Medjez el Bab estaría el Grupo Audorff, el cual tenía órdenes de atacar hacia la “Colina Granadero” o Djebel Bou Mouss (Colina 250) con un batallón de infantería reforzado.
  - 1 batallón del Regimiento de Granaderos Hermann Göring.
  - 754.º Regimiento de Granaderos de la 334.ª División de Infantería (General de Brigada Fritz Krause).
- En el centro, el Grupo Schirmer tenía la misión de capturar fortificaciones aliadas en las colinas al noroeste de Goubellat mientras se mantenía en estrecho contacto con el Grupo Audorff.
  - 1.er y 3.er batallones del Regimiento de Paracaidistas Hermann Göering.
  - 7.° Regimiento Panzer (Coronel Rudolf Gerhardt) de la 10.ª División Panzer (General de División Friedrich Freiherr von Broich)
  - Tropas de apoyo.
- La tercera fuerza o Grupo Funk debía proteger el flanco sur con un avance contra las estribaciones del norte de Djebel Rihane (Colina 720).
  - Un batallón del 1.er Regimiento de Granaderos Hermann Goering).
- El Teniente Coronel Witt del 504.º Batallón Panzer Pesado prestaría apoyo con dos Tigres I de los 13 que aún tenían operativos.

Cuando estas fuerzas se retiraron de sus posiciones para organizar el ataque, su lugar fue ocupado temporalmente por dos compañías de infantería y el 10.º Batallón de Motociclistas.
Bajo un cielo nublado y una luna intermitente en la noche del 20 al 21 de abril, los tanques del 7.º Regimiento Panzer avanzaron rápidamente por el centro junto con el Grupo Schirmer e invadieron las posiciones de la artillería británica en el Risco Banana. Cantando mientras avanzaban, los alemanes lograron la sorpresa suficiente como para que un oficial de artillería británico en su tienda, molesto por el alboroto, gritara: ¡Márchate James, y deja de hacer tanto ruido!. Con las primeras luces del alba se desencadenó el ataque principal cuando los Tigres del 501.º Batallón de Panzer Pesados, apoyados por cañones de 88mm, comenzaron un movimiento de pinza que se estrelló directamente contras las baterías tanto artilleras como anticarro preparadas para las etapas iniciales de la Operación Vulcano. Disparando sobre miras abiertas, los artilleros sabían entre otras cosas por informes de inteligencia todo sobre el punto más débil de los Tigres I: el anillo transversal que une la torreta al cuerpo. Tras perder muchos de sus tanques, las tripulaciones supervivientes de la 10.ª División Panzer lucharon a pie, a la luz de las barcazas en llamas que iluminaban el campo. Detrás de ellas, la infantería fue machacada por fuego concentrado de artillería, mientras que las ráfagas de ametralladoras derribaron a la mayoría de los que aún estaban de pie. Una carga inglesa a la bayoneta, apoyada por tanques Churchill, retomó toda la cresta.
En Djebel Djaffa, al sureste de Medjez el Bab, los alemanes llegaron a menos de un kilómetro del cuartel general de la 4.ª División de Infantería y se acercaron a Peter's Corner, pero aquí nuevamente el peso combinado de Churchills y cañones antitanques de 17 libras les rechazó.
En suma los alemanes penetraron las líneas aliadas a lo largo de un sector de 19 kilómetros con una profundidad de hasta 8 kilómetros. Aunque estos afirmaron haber tomado más de 300 prisioneros y destruido cinco baterías de artillería, unos 80 camiones y vehículos de motor y siete tanques, sufriendo no más de 300 bajas, no había logrado más que retrasar cuatro horas el horario de una sola división con graves pérdidas de tanques. Sus pérdidas fueron un número indeterminado de muertos, 450 prisioneros y 33 panzers destruidos o capturados. Entre estos últimos, está el Tigre I con numeral 131, abandonado intacto por su tripulación, la cual se sumió en el pánico tras ser golpeados por dos proyectiles de Churchill.
A las 03:40 del 22 de abril el 9.º Cuerpo británico dio el pistoletazo de salida a la Operación Vulcano como estaba previsto, con el general Crocker enviando a la 46.ª División de Infantería (General Harold Freeman-Attwood) a tomar el terreno elevado al oeste de Sebkret el Kourzia. Era el principio del fin para la 10.ª División Panzer.

#### El fin: Operación Golpe
Preparado para iniciarse en una noche sin luna, a las 03:00 horas del 6 de mayo, el ataque de Horrocks fue apoyado por 442 cañones (652 si se incluye al V Cuerpo) con 350 proyectiles cada uno. Horrocks tenía unos 400 tanques; Solo el 7.º Blindado poseía 72 Sherman, 21 Grants y 47 Crusaders, mientras que las 21.ª y 25.ª Brigadas de Tanques de la 4.ª División de Infantería estaban completamente equipadas con Churchills.
Comparados a sus enemigos, los hombres de von Arnim tenían un promedio de 25 a 30 disparos por arma y sin reservas para cañones de campaña y antitanques en los depósitos. En cuanto a blindados, los restos del Kampfgruppe Irkens (formado el 24 de abril) se habían quedado sin combustible y totalmente inmovilizados cerca de Djebel Bou Aoukaz, al igual que la mayoría de los tigres supervivientes del 504.º Batallón Panzer Pesados...
(en construcción)

## Organización
El núcleo de la 10.ª División Panzer comenzó a formarse el 1 de abril de 1939 en Praga, y todavía se estaba formando en septiembre cuando se puso a la cabeza de una formación provisional que incluía, entre otros, al 8.º Regimiento Panzer y el 86.º Regimiento de Infantería Motorizada. Para la campaña de Polonia, la 10.ª División Panzer contaba con 57 Panzer I, 74 Panzer II, 3 Panzer III, 7 Panzer IV y 9 Pz.Bef.
Al final de la campaña polaca, fue enviada de regreso a Praga y el 11 de octubre la división absorbió al 7.º Regimiento Panzer (el cual formaba parte del Panzerverband Kempf, otra unidad provisional) y el embrión de la 4.ª Brigada Panzer (ambos regimientos se organizaron de acuerdo con los estándares de guerra revisados del 21 de febrero de 1940). El 1 de noviembre de 1939, tres días después de la creación de la Brigada Schutzen 10 II./ Regimiento de Infantería Motorizada 69 esta se unió a la división desde la 20.ª División de Infantería y se fusionó con III./IR 86 (que se convirtió en I./IR 69), formando el 69.º Regimiento de Infantería. Tanto el 69.º como el 86.º fueron renombrados como Regimientos Schutzen el 1 de abril de 1940, cuando se formó el 90.º Batallón Aufklärungs a partir del I./Regimiento Aufklärungs 8, mientras que dos semanas después el 49.º Batallón de Ingenieros se convirtió en parte de la división. Otras unidades que engrosaron la división ya se habían formado a finales de 1939: el 90.º Regimiento de Artillería, el Batallón Panzerjäger Lehr (formado como el 90.º Panzer Abwehr Abteilung el 18 de noviembre de 1939, ampliado a tres compañías y renombrado Panzerjäger Lehr Abteilung el 1 de abril de 1940, solo para volver a la antigua designación el 14 de febrero de 1941), 90.º Batallón Nachrichten Abteilung (formado el 27 de octubre de 1939 a partir de la 90.ª Compañía Nachrichten) y los servicios divisionales (formados entre el verano y el otoño de 1939). En mayo de 1940, la división fue reforzada con el 71.º Batallón Flak de la Luftwaffe y el 1. (H) / Staffel 71 adjunto.
Poco antes de la campaña francesa, las compañías medianas del 7.º Regimiento Panzer se organizaron en el escuadrón de compañía con un tanque de mando y un Panzer II, un 1er y 2do pelotón medianos con 4 Panzer IV cada uno, un 3er pelotón ligero con 5 Panzer II. Además la compañía todavía tenía 3 Panzer II más y un Panzer IV, por un total de 19 tanques. Además, una compañía mediana tenía 8 motos individuales y con sidecar para mensajeros, mecánicos, oficiales de mantenimiento de tanques y camilleros; 3 vehículos todo-terreno (kubelwagen) para el jefe, el sargento mayor y el centro de control de tanques; 15 camiones todo-terreno livianos y medianos para dotaciones de relevo, suministros, municiones, equipo, repuestos, herramientas, cocina de campaña, alimentos y equipaje; 1 las (chasis de Panzer I para mantenimiento de tanques). Las compañías ligeras del regimiento se organizaron en la escuadrón de compañía con un Panzer III y un Panzer II, 1er pelotón con 5 Panzer III, 2do y 3er pelotón con 5 Panzer II cada uno, 4to pelotón con 5 Panzer I , por un total de 22 tanques. Además, tenía 7 motos solo y con sidecar; 2 vehículos todo terreno (kubelwagen); 14 camiones todo-terreno ligeros y medianos; 2 las.
Antes del inicio de la Batalla de Francia, cada regimiento panzer de la 4.ª Brigada Panzer contaba con 22 Pazner I, 55 Panzer II, 29 Panzer III, 16 Panzer IV y 9 Pz.Bef., por lo que la fuerza blindada total de la división es de 44 Panzer I, 110 Panzer II, 58 Panzer III, 32 Panzer IV y 18 Pz.Bef.
Para la Batalla de Sedán, la 10.ª División Panzer, bajo el mando del Generalleutnant Ferdinand Schaal, tenía 44 Panzer I, 113 Panzer II, 58 Panzer III, 32 Panzer IV y 18 Sd.Kfz. 265. Consistía en la 10.ª Brigada de Fusileros con los 69.º y 86.º Regimientos de Fusileros, la 4.ª Brigada Panzer con el 7.º y 8.º Regimientos Panzer, y el 90.º Regimiento de Artillería.
Una comparación entre las fuerzas de tanques alemanes en mayo de 1940 y junio de 1941 muestra que, aunque no se estableció un patrón general, la reorganización de las diez antiguas divisiones panzer y la creación de diez nuevas siguieron las pautas dictadas por las experiencias obtenidas durante la Batalla de Francia, además de un intento de obtener uniformidad en su gestión y potencia de fuego. Como resultado, ahora cada división tenía un Regimiento Panzer de dos batallones, por lo que la 10.ª División Panzer perdió uno. Pero esta reducción en fuerzas no solo fue menor de lo que se cree a menudo, sino que afectó principalmente a los tanques ligeros. Además, la división tuvo un aumento en el número de PzKpfw III, pasando de 60 a 105.
Como una de las puntas de lanza en la Operación Tifón, la 10.ª División Panzer participó en las batallas de octubre y noviembre de 1941 en el área de operaciones del Grupo de Ejércitos Centro. Para ilustrar las pérdidas de dicho periodo, tenemos a mano el diario de guerra del 7.º Regimiento Panzer, en el archivo (BA-MA RH 39/99). Todos los datos presentados a continuación se toman de esa fuente.
El 1 de octubre de 1941, el 7.º Regimiento Panzer tenía 41 Panzer II, 82 Panzer III, 19 Panzer IV y 10 Bef.Wg. operacionales. El 11 de octubre, esta fuerza se había reducido a 29 Panzer II, 66 Panzer III, Panzer Pz IV y 8 Bef.Wg. Esto supone una reducción de 152 a 124 carros de combate, a pesar del ligero aumento en el número de Panzer IV en funcionamiento. El 21 de octubre la fuerza combativa se había reducido a 22 Panzer II, 35 Panzer III, 12 Panzer IV y 6 tanques de mando. El 1 de noviembre, parece que los talleres lograron volver a poner algunos tanques en funcionamiento, ya que el número de tanques operativos aumentó a 22 Panzer II, 43 Panzer III, 14 Panzer IV y 10 tanques de mando. Debido a las pérdidas en la Operación Barbarroja y el invierno de 1941-42, la 10.ª División Panzer fue transferida a Francia en mayo.
En el contexto de la campaña de Túnez, la mayor parte del 7.º Regimiento Panzer desembarcó en dicho lugar en el período comprendido entre el 27 de noviembre y el 5 de diciembre de 1942. Los barcos que transportaban la mayoría de la 5.ª y 8.ª Compañías fueron hundidos el 3 de diciembre de 1942. En total, 2 Panzer II, 16 Panzer III, 12 Panzer IV y 3 Pz.Bef.Wg. se perdieron en tránsito, del total de 21 Panzer II, 105 Panzer III, 20 Panzer IV y 9 Pz.Bef.Wg. enviados. Además de estos, desde el 1 de noviembre de 1942 hasta el 1 de mayo de 1943 se enviaron un total de 68 Panzer III y 142 Panzer IV al norte de África como reemplazos, de los cuales 16 Panzer III y 28 Panzer IV fueron hundidos en tránsito. El último informe de operaciones, redactado el 4 de mayo de 1943, informa que a la división solo le quedan 44 Panzer III, 25 Panzer IV y 1 Tigre.
El organigrama modelo de la división se compone de los siguientes elementos:

### 1939
- 8.º Regimiento Blindado (Panzer-Regiment 8), bajo el mando del Oberst Botho Elster.
  - 1.er Batallón, al mando del Oberstleutnant F. Haarde.
  - 2.º Batallón, al mando del Oberstleutnant Ramsauer.
- 86.º Regimiento de Infantería Motorizada (Infanterie-Regiment 86 (mot.)), bajo el mando del Oberst Hans Ehrenberg.
- 2/29.º Regimiento de Artillería (II. / Artillerie-Regiment 29), dirigido por el Oberstleutnant Dr. rer. pol. Fritz Kortüm.
- 1/8.º Regimiento de Reconocimiento (I. / Aufklärungs-Regiment 8), al mando del Oberst Mortimer von Kessel.

### 1940
- 4.ª Brigada Panzer (Panzer-Brigade 4).
  - 7.º Regimiento Panzer, al mando del Oberst Bruno Ritter von Hauenschild.
  - 8.º Regimiento Panzer, al mando del Oberst Botho Elster.
    - 1.er Batallón, al mando del Oberstleutnant F. Haarde.
    - 2.º Batallón, al mando del Oberstleutnant Ramsauer.
- 10.ª Brigada de Infantería (Schützen-Brigade 10).
  - 69.º Regimiento de fusileros (Schützen-Regiment 69).
  - 86.º Regimiento de fusileros (Schützen-Regiment 86).
  - 706.ª Compañía de armas de apoyo pesadas de infantería (Schwere Infanterie-Geschütz-Company 706).
- 90.º Regimiento de Artillería (Artillerie-Regiment 90).
- 90.º Batallón de Reconocimiento (Aufklärungs-Abteilung 90).
- 90.º Batallón Antitanque (Panzerjäger-Abteilung 90).
- 90.º Batallón de ingenieros (Pionier-Bataillon 90).
- 90.º Batallón de señales (Nachrichten-Abteilung 90).

### 1941
- 4.ª Brigada Panzer (Panzer-Brigade 4).
  - 7.º Regimiento Panzer, al mando del Oberstleutnant Theodor Keyser. A partir del 12 de noviembre y durante un mes toma el cargo el Major Rudolg Gerhard. Después, el 17 de diciembre, es dispuesto el Major Rudolf Gerhard.
- 10.ª Brigada de Infantería (Schützen-Brigade 10).
  - 69.º Regimiento de fusileros (Schützen-Regiment 69).
  - 86.º Regimiento de fusileros (Schützen-Regiment 86).
  - 706.ª Compañía de armas de apoyo pesadas de infantería (Schwere Infanterie-Geschütz-Company 706).
- 90.º Regimiento de Artillería (Artillerie-Regiment 90).
- 90.º Batallón de Reconocimiento (Aufklärungs-Abteilung 90).
- 90.º Batallón Antitanque (Panzerjäger-Abteilung 90).
- 90.º Batallón de ingenieros (Pionier-Bataillon 90).
- 90.º Batallón de señales (Nachrichten-Abteilung 90).

### 1943
- 7.º Regimiento Panzer, al mando del Oberst Rudolf Gerhardt.
  - 1er Batallón.
  - 2.º Batallón.
  - 3er Batallón (501.º Batallón de Tanques Pesados), al mando del Major Hans-Georg Lueder (10 de mayo de 1942 – 28 de febrero de 1943 (herido)).
- 10.ª Brigada de Granaderos Panzer (Panzergrenadier-Brigade 10 ).
  - 69.º Regimiento de Granaderos Panzer (Regimiento Panzergrenadier 69).
  - 86.º Regimiento de Granaderos Panzer (Regimiento Panzergrenadier 86).
- 90.º Regimiento de Artillería Blindada (Panzer-Artillerie-Regiment 90).
- 10.º Batallón de Reconocimiento Panzer (Panzer-Aufklärungs-Abteilung 10).
- 302.º Batallón de Artillería Antiaérea (Heeres-Flak-Artillerie-Abteilung 302).
- 90.º Batallón Antitanque (Panzerjäger-Abteilung 90).
- 49.º Batallón de Ingenieros Panzer (Panzer-Pionier-Bataillon 49).
- 90.º Batallón de Señales Panzer(Panzer-Nachrichten-Abteilung 90 ).

## Comandantes

### División
- General de Brigada Georg Gawantka (1 de mayo de 1939 - 14 de julio de 1939) - Georg Gawantka nació en Berlín en 1891 e ingresó al servicio militar como Fahnenjunker en la caballería en 1910. Después de luchar en la Primera Guerra Mundial y servir en el Reichswehr, fue comandante del 2.º Regimiento de Infantería de 1935 a 1938), el 3.ª Brigada de Infantería en 1938 y la 2.ª Brigada de Infantería de 1938 a 1939. Promovido a mayor general en 1938, murió repentinamente en Praga el 14 de julio de 1939.
- General de División Ferdinand Schaal (1 de septiembre de 1939 - 2 de agosto de 1941) - Ferdinand Schaal nació en Brunswick en 1881, se unió al 22.º de Dragones como Fahnenjunker en 1908. Siendo un oficial de caballería veterano que había comandado a la 1.ª Brigada Panzer de 1935 a 1939), fue ascendido a teniente general el 1 de abril. En septiembre de 1941 fue nombrado comandante del Afrika Korps; sin embargo, estaría en Libia menos de un mes pues enfermó y tuvo que ser devuelto a Europa. Ascendido a general de tropas panzer a partir del 1 de octubre de 1941, Schaal fue comandante interino del XXXIV Cuerpo y comandante del LVI Cuerpo Panzer en Rusia entre finales de 1941 y principios de 1942, periodo durante el cual su salud se vio gravemente afectada. Más tarde fue Plenipotenciario Militar y Comandante del Distrito Militar de Bohemia y Moravia entre 1943 y 1944). Fue arrestado el 21 de julio de 1944 por su participación en el intento del día anterior de asesinar a Adolf Hitler y pasó el resto de la guerra en prisión.
- General de División Wolfgang Fischer (2 de agosto de 1941 - 1 de febrero de 1943) - Wolfgang Fischer nació en 1888 y comenzó su carrera militar como Fahnenjunker de infantería en 1910. Siendo Coronel en 1939, comandó el 69.° Regimiento de Infantería de 1938 a 1939 y la 10.ª Brigada de Infantería desde finales de 1939 a 1941, antes de asumir el mando de la 10.ª División Panzer . Fischer fue ascendido a mayor general el 1 de agosto de 1942 (el día antes de tomar el mando de la división) y a teniente general el 1 de noviembre de 1942. Considerado uno de los mejores comandantes de panzers de la Wehrmacht, Fischer se distinguió en Túnez antes de morir en acción el 1 de febrero de 1943, cuando su vehículo de mando golpeó una mina de un campo de minas italiano pobremente cartografiado y le voló el brazo izquierdo y las dos piernas. Murió desangrado mientras escribía una carta de despedida a su esposa. Fue ascendido a general de tropas panzer a título póstumo.
  - Coronel Günther Angern (en funciones) (8 de agosto de 1941 - 27 de agosto de 1941).
  - Coronel Nikolaus von Cormann (en funciones) (19 de noviembre de 1942 de diciembre de 1942).
- General de División Friedrich Freiherr von Broich (1 de febrero de 1943 - 12 de mayo de 1943) - El barón Friedrich Freiherr von Broich nació en 1896 en Estrasburgo, Alsacia, y comenzó su servicio como Fahnenjunker en el 9.º Regimiento de Ulanos en 1914. Durante la Segunda Guerra Mundial, fue comandante del 11/6.º Regimiento de Caballería en 1938, el propio regimiento desde finales de año hasta 1939, el 21.° Regimiento de Caballería de 1939 a 1940), el 22.° Regimiento de Caballería durante 1940, la 1.ª Brigada de Caballería en la Unión Soviética en 1941, la 24.ª Brigada de Granaderos Panzer entre 1941 a 1942 y la División Broich (ad hoc) en Túnez antes de asumir el mando de la 10.ª Panzer. Fue gravemente herido en la primavera de 1943 (fue ascendido a mayor general el 1 de enero de 1943 y teniente general en vigor el 1 de mayo de 1943), pero continuó al mando de la división hasta que colapsaron las líneas de suministro del Eje. Se entregó a los británicos el 12 de mayo de 1943. Liberado de los campos de prisioneros de guerra en 1947, murió en Leoni (cerca de Starnberg) el 24 de septiembre de 1974.

### 7.º Regimiento Panzer
- Coronel Franz Landgraf (1 de octubre de 1936 - 15 de octubre de 1939) - Franz Landgraf asistió a un instituto de cadetes y se unió al 5.º Regimiento de Infantería Real de Baviera “Gran Duque Ernst Ludwig von Hessen” como alférez el 7 de julio de 1909, donde fue ascendido a teniente el 26 de octubre de 1911. El 1 de agosto de 1914 se trasladó al frente como líder de pelotón con su regimiento, donde desde el 20 de agosto de 1914 fue empleado como ayudante del comandante del 2.º Batallón. Desde el 10 de febrero de 1915 dirigió la 10.ª Compañía y desde el 24 de marzo de 1915 la 7.ª Compañía del regimiento. El 21 de mayo de 1915 fue transferido al 1.er Regimiento Jäger de Baviera, dentro del Cuerpo Alpino Alemán, como ayudante de regimiento. El 27 de diciembre de 1917 se casó. El 10 de diciembre de 1918 regresó al 5º Regimiento de Infantería Real de Baviera “Gran Duque Ernst Ludwig von Hessen”, donde fue nombrado ayudante de regimiento el 1 de enero de 1919 hasta que se convirtió en jefe de la compañía de voluntarios del regimiento. El 20 de abril de este mismo año se incorporó al Freikorps Bamberg, donde fue ascendido a capitán el 19 de agosto. El 27 de febrero de 1920 fue aceptado en el Reichswehr y transferido al 46.º Regimiento de Infantería de la Reichswehr. El 1 de octubre de 1928 se convirtió en ayudante del personal del área de entrenamiento de Grafenwoehr, donde fue ascendido a comandante el 1 de febrero de 1931. En 1934 regresó al 21.º Regimiento de Infantería y el 1 de abril de 1934 fue comandante del batallón de instrucción del 21.º Regimiento de Infantería. El 1 de julio de 1934 fue ascendido a teniente coronel. Desde el 1 de octubre de 1934 comandó un batallón en el 2.º Regimiento de Fusileros y el 1 de agosto de 1936 fue ascendido a coronel. El 1 de octubre de 1936 se convirtió en el comandante del 7.° Regimiento Panzer, con el que participó en la campaña polaca en 1939. El 15 de octubre de 1939, dejó el mando del regimiento y se convirtió en el comandante de la 4.ª Brigada Panzer. Esta brigada, que formaba el núcleo de la 10.ª División Panzer, fue mandada por Franz Landgraf durante la Campaña de Francia. El 16 de junio de 1940 recibiría la Cruz de Caballero por los éxitos de su brigada. El 1 de septiembre de 1940 fue ascendido a general de brigada. El 6 de enero de 1941 tomó el mando de la 6.ª División Panzer, participando en la Operación Barbarroja. El 15 de abril de 1942 fue trasladado a la Reserva del Führer y el 1 de mayo fue nombrado comandante de la 155.ª División, reclasificada como motorizada el 10 de mayo y desde el 5 de abril de 1943 155.ª División Panzer. Esta actuaría como fuerza de ocupación en Francia, donde Franz Landgraf fue ascendido a general de división el 1 de septiembre de 1942. El 1 de octubre de 1943, fue transferido a la reserva y no volvería a ocupar otro puesto. Murió el 19 de abril de 1944 en Stuttgart.
- Coronel Bruno Ritter von Hauenschild (15 de octubre de 1939 - 12 de abril de 1941).
- Teniente Coronel Theodor Keyser (12 de abril - 12 de noviembre de 1941).
- Comandante Rudolf Gerhard (Del 12 de noviembre de 1941 a final de mes) - Rudolf Gerhardt nació el 26 de marzo de 1896 en Greiz, Turingia. Dadas sus calificaciones en los estudios, se alistó en el 96.° Regimiento de Infantería de Turingia cuando estalló la guerra en agosto de 1914 y en un mes fue enviado al frente, al sur de Polonia. Siendo sargento en noviembre, Gerhardt recibió la Cruz de Hierro de 2.ª Clase en diciembre, cuando fue herido. Fue nombrado alférez en marzo de 1915 y resultó herido por segunda vez. Después de un curso de formación de oficiales de tres meses, fue enviado al Frente Occidental en 1916, donde comandó una compañía en Verdún y más tarde en el Somme. En octubre de 1916 fue herido por tercera vez y recibió la Cruz de Hierro de 1.ª Clase. Se reincorporó a su regimiento en enero de 1917 en Flandes, frente a Ypres, y fue herido por cuarta vez mientras estaba en el Somme. En 1918, Gerhardt fue nombrado ayudante de batallón y más tarde ayudante del regimiento. Tras dejar el ejército el 31 de julio de 1919, Gerhardt se reincorporó al ejército alemán en octubre de 1934 y recibió el rango de capitán. Después de asegurarse el mando de un Destacamento de Instrucción de Vehículos Motorizados, se le dio una compañía en el 1.er Regimiento Panzer, que se formó en Erfurt en octubre de 1935. En 1936, la compañía de Gerhardt fue enviada a Ohrdruf para formar el 7.º Regimiento Panzer, el cual se instaló en Stuttgart-Vaihingen al año siguiente. En enero de 1939, Gerhardt fue nombrado comandante de batallón y se hizo cargo del 66.º Batallón Panzer de la 2.ª División Ligera, con la que participó en la campaña polaca. Fue herido por quinta vez, recibió las barras en sus dos Cruces de Hierro y la Insignia de Herida de Oro, otorgada al recibir cinco o más lesiones. En noviembre regresó al 7.º Regimiento Panzer (ahora parte de la 10.ª División Panzer) y comandó uno de sus batallones, el cual llegaría en el verano de 1940 a Lyon, después de un periplo en el que tomar Calais desde Sedán y atravesar la Línea Weygand en el sur. En la Operación Barbarroja el ya comandante Gerhardt seguiría con el 7.º Regimiento Panzer durante su avance desde el río Bug hasta Smolensko y Beresina, y por su participación en la lucha por Yelnya fue condecorado con la Cruz de Caballero. En noviembre de 1941, mientras el 7.º Regimiento Panzer se dirigía hacia Moscú, Gerhardt fue puesto al mando del mismo de forma temporal. Fue ascendido a teniente coronel en enero de 1942 y a coronel en abril, cuando se confirmó su mando. Ese mes el 7.º Regimiento Panzer fue enviado a Francia, donde fue reforzado con vistas a la próxima ofensiva en el Cáucaso, pero en su lugar fue enviado a Túnez a través de Marsella y Nápoles. En el norte de África sufrió más pérdidas y el 23 de marzo de 1943, Gerhardt fue herido por sexta vez. Convaleciente en un hospital en Alemania recibiría la Cruz Alemana en Oro. En septiembre de 1943 fue enviado a Roma, al estado mayor del mariscal de campor Kesselring, para servir como oficial de armamento. A mediados de noviembre de 1943, Gerhardt recibió el mando del Regimiento Panzer Lehr en Fallingbostel, en el norte de Alemania. En abril de 1945, con una división formada por personal del depósito, participó en las batallas finales contra los rusos en el Oder antes de ser hecho prisionero por los estadounidenses el 6 de mayo.
- Comandante Rudolf Gerhard (Del 17 de diciembre de 1941 a enero de 1942).
- Desconocido (15 de Enero - 20 de abril de 1942).
- Coronel Rudolf Gerhardt (20 de abril de 1942 - 23 de marzo de 1943).

## Miembros notables
Varios miembros de la Wehrmacht que habían servido en la 10.ª División Panzer fueron miembros activos de la resistencia alemana en contra Adolf Hitler y fueron encarcelados o ejecutados después del intento de asesinarle el 20 de julio de 1944:
- General de Tropas Panzer Ferdinand Schaal, activo en la resistencia y encarcelado hasta el final de la guerra.
- Syndikus Albrecht von Hagen, activo en la resistencia y ejecutado después del fracaso del atentado del 20 de julio.
- Coronel Claus von Stauffenberg, quién colocó la bomba que debía matar a Hitler en la Wolfsschanze. Fue ejecutado y más tarde devendría en una figura simbólica de la resistencia alemana en la Alemania de postguerra. El Graf-Stauffenberg-Kaserne en Sigmaringen es el CG de la reconstruida 10.ª División Panzer del Bundeswehr. Ambos fueron nombrados en memoria.
- Sargento Erich Peter, quién más tarde se convertiría en General de Ejército y viceministro de Defensa Nacional y jefe de las Tropas de Frontera de la República Democrática Alemana.

## Condecoraciones

### Certificado de Elogio del Comandante en Jefe del Ejército (Anerkennungsurkunde des Oberbefehlshabers des Heeres)

#### 1941
- Heinrich Hanbauer - Obtenido el 18 de julio de 1941, siendo teniente, Chef 2 / Schtz. Rgt. 86[53]
- [nombre no listado] Jörns - Obtenido el 18 de julio de 1941, siendo Hauptmann, Chef 1./Schtz. Rgt. 86
- Fritz Rätzel - Obtenido el 20 de agosto de 1941, siendo capitán, jefe del distrito 7/17. 86

### Cruz Alemana en Oro (Deutsches Kreuz im Gold)

#### 1942
- Walter Baumgardt - Obtenida el 14 de enero de 1942, siendo Oberleutnant, 1./Kradsch.Btl. 10.[54]
- Paul Hoffmann - Obtenida el 19 de enero de 1942, siendo Leutnant, I./Schtz.Rgt. 69.[55]

- Joachim Schmitz - Obtenida el 19 de enero de 1942, siendo Leutnant d.B., 2./Pz.Jäg.Abt. 90.[56]

- Wolf-Eberhard Wolfram - Obtenida el 19 de enero de 1942, siendo Hauptmann, 1./Art.Rgt. 90.[57]
- Fritz Scholz - Obtenida el 19 de enero de 1942, siendo Major, I./Schtz.Rgt. 69.[58]
- Bruno Gerloch - Obtenida el 8 de febrero de 1942, siendo Oberst, Art.Rgt. 90.[59]
- Ulrich Bürker - Obtenida el 7 de marzo de 1942, siendo Major i.G., Ia 10. Pz.Div.[60]
- Otto Brose - Obtenida el 14 de marzo de 1942, siendo Oberstleutnant, I./Schtz.Rgt. 86.[61]
- Hans Gürtler - Obtenida el 14 de marzo de 1942, siendo Oberfeldwebel, 7./Schtz.Rgt. 69
- Erich Haut - Obtenida el 14 de marzo de 1942, siendo Oberleutnant, 6./Schtz.Rgt. 86.[62]
- Heinrich Drewes - Obtenida el 14 de marzo de 1942, siendo Hauptmann, Schtz.Rgt. 69.[63]
- Oexle Wilhel - Obtenida el 14 de marzo de 1942, siendo Hauptmann d.B., 9.(MG)/Schtz.Rgt. 69.[64]
- Alfred Paul - Obtenida el 14 de marzo de 1942, siendo Major, II./Schtz.Rgt. 86.[65]
- Paul Pommée - Obtenida el 14 de marzo de 1942, siendo Hauptmann d.B., 6./Schtz.Rgt. 69
- Wolfgang Schnelle - Obtenida el 14 de marzo de 1942, siendo Oberleutnant, 8./Pz.Rgt. 7.[66]
- Albert Krumsiek - Obtenida el 20 de marzo de 1942, siendo Major, Pz.Pi.Btl. 49.[67]
- Helmut von der Chevallerie - Obtenida el 19 de abril de 1942, siendo Oberstleutnant, Schtz.Rgt. 86.[68]
- Wolfgang Fischer - Obtenida el 22 de abril de 1942, siendo Generalmajor, Kdr. 10. Pz.Div..[69]
- Albrecht-Walter Hense - Obtenida el 1 de mayo de 1942, siendo Leutnant, 5./Pz.Rgt. 7.[70]
- Gert Sailer - Obtenida el 1 de mayo de 1942, siendo Oberleutnant, 3./Pz.Pi.Btl. 49.[71]
- Werner Unger - Obtenida el 30 de junio de 1942, siendo Leutnant, II./Art.Rgt. 90 (mot).[72]

#### 1943
- Adalbert Pschorr - Obtenida el 25 de enero de 1943, siendo Oberleutnant, 3./Kradsch.Btl. 10.[73]
- Martin Jesche - Obtenida el 2 de marzo de 1943, siendo Oberfeldwebel, 1./Pz.Rgt. 7.[74]
- Siegfried Junghans - Obtenida el 2 de marzo de 1943, siendo Oberleutnant, 2./Pz.Rgt. 7.[75]
- Karl Knöpflel - Obtenida el 2 de marzo de 1943, siendo Oberfeldwebel, 1./Pz.Rgt. 7
- Gerhard Lohauß - Obtenida el 2 de marzo de 1943, siendo Oberleutnant, 5./Pz.Rgt. 7
- Hans-Joachim Hertel - Obtenida el 11 de marzo de 1943, siendo Hauptmann, Pz.Gren.Rgt. 86.[76]
- Max Felder - Obtenida el 24 de abril de 1943, siendo Oberleutnant d.R., 2./Kradsch.Btl. 10.[77]
- Wilhelm Noehles - Obtenida el 8 de mayo de 1943, siendo Feldwebel, 3./Pz.Gren.Rgt. 69.[78]
- Hans Reimann - Obtenida el 8 de mayo de 1943, siendo Oberst, Pz.Gren.Rgt. 86.[79]
- Claus Schenk Graf von Stauffenberg - Obtenida el 8 de mayo de 1943, siendo Oberstleutnant i.G., Ia 10. Pz.Div.[80]
- Heinz Schmid - Obtenida el 8 de mayo de 1943, siendo Oberst, Pz.Art.Rgt. 90.[81]
- Walter Albrecht - Obtenida el 10 de mayo de 1943, siendo Oberleutnant, 5./Pz.Rgt. 7.
- Rolf Burk - Obtenida el 10 de mayo de 1943, siendo Hauptmann, II./Pz.Rgt. 7.[82]
- Ewald Freist - Obtenida el 10 de mayo de 1943, siendo Oberfeldwebel, II./Pz.Gren.Rgt. 86.[83]
- Johannes Hofbauer - Obtenida el 10 de mayo de 1943, siendo Oberleutnant, 6./Pz.Rgt. 7.[84]
- Wilhelm Leyendecker - Obtenida el 10 de mayo de 1943, siendo Hauptmann, II./Pz.Gren.Rgt. 86.[85]
- Lothar von Rosenberg-Lipinsky - Obtenida el 10 de mayo de 1943, siendo Major, III./Pz.Art.Rgt. 90.[86]
- Heinz-Gero von Schönfeld - Obtenida el 10 de mayo de 1943, siendo Hauptmann, II./Art.Rgt. 90
- Herbert Sellmann - Obtenida el 10 de mayo de 1943, siendo Leutnant, 1./Pz.Gren.Rgt. 69.[87]
- Arnold Steiding - Obtenida el 10 de mayo de 1943, siendo Hauptmann, II./Pz.Art.Rgt. 90.[88]
- Rudolf Gerhardt - Obtenida el 12 de mayo de 1943, siendo Oberst, Pz.Rgt. 7.[89]
- Albert Rettstatt - Obtenida el 12 de mayo de 1943, siendo Unteroffizier, 6./Pz.Gren.Rgt. 86.[90]
- Wilhelm Kahl - Obtenida el 26 de noviembre de 1943, siendo Oberfeldwebel, 9./Pz.Gren.Rgt. 69.[91]

### Broche de Honor del Heer (Ehrenblattspange des Heeres und Waffen-SS)

#### 1941
- Lorenz Baumeister - Obtenido el 19 de agosto de 1941, siendo suboficial del Pz.Jäg. Abt. 90.[92]
- Herbert Franz (con su tren) - Obtenido el 20 de septiembre de 1941, siendo teniente, 9./Schtz. Rgt. 86.[93]
- Rudolf Reichelt (con su pelotón) - Obtenido el 20 de septiembre de 1941, siendo teniente, 1./Schtz. Rgt. 86.[94]

#### 1942
- Rudolf Keyssner - Obtenido el 4 de mayo de 1942, siendo teniente, 4./Pz. Rgt. 7.[95]

#### 1943
- Kurt Stein - Obtenido el 26 de febrero de 1943, siendo teniente, 4./Pz. Rgt. 7.[96]
- Paul Hoffmann - Obtenido el 27 de mayo de 1943, siendo teniente, I./Pz.  Gren. Rgt. 69[55]
- Hans-Detlef von Liebermann - Obtenido el 27 de mayo de 1943, siendo teniente, II./Pz. Gren. Rgt. 86.[97]

### Cruz de Hierro (Eisernes Kreuz)

#### 1939
- Lorenz Baumeister.[92]
- Wolfgang Fischer - Obtenida de 1.ª Clase el 17 de septiembre de 1939.[69]
- Heinrich Hanbauer - Obtenida de 2.ª y 1.ª Clase.[98]
- Paul Hoffmann - Obtenida de 2.ª y 1.ª Clase.
- Johannes Kümmel - Obtenida de 2.ª Clase el 27 de septiembre y de 1.ª Clase el 20 de octubre de 1939, siendo Zugführer I. / Panzer-Regiment 8.

### Medalla del frente oriental 1941/42 (Winterschlacht im Osten 1941/42)
- Helmut Hudel - Obtenida el 17 de agosto de 1942.[99]

### Cruz de Caballero (Ritterkreuz des Eisernen Kreuzes)

#### 1940
- Wolfgang Fischer - Obtenida el 3 de junio de 1940, siendo Coronel de la Schützen-Brigade 10.[69]
- Walter Rubarth - Obtenida el 3 de junio de 1940, siendo Feldwebel Stoßtruppführer i.d.2./Pz.Pi.Btl 49.[100]
- Franz Landgraf - Obtenida el 16 de junio de 1940, siendo Oberst Kdr 4. Pz-Brig.[101]
- Ferdinand Schaal - Obtenida el 13 de julio de 1940, siendo Generalleutnant Kdr 10. Pz.Div.
- Bruno Gerloch - Obtenida el 4 de septiembre de 1940, siendo Oberstleutnant Kdr Art.Rgt 90.

#### 1941
- Heinrich Hanbauer - Obtenida el 7 de marzo de 1941, Oberleutnant Führer 2./Schtz.Rgt 86.
- Bruno Ritter von Hauenschild - Obtenida el 25 de agosto de 1941, siendo Oberst Kdr 4. Pz-Brig.[102]
- Rudolf Gerhardt - Obtenida el 22 de septiembre de 1941, siendo Major Kdr II./Pz.Rgt 7.[89]
- Hans Kürsten - Obtenida el 11 de octubre de 1941, siendo Leutnant d.R. Zugführer i. d. 1./Pz.Rgt 7.
- Fritz Rätzel - Obtenida el 11 de octubre de 1941, siendo Hauptmann d.R. Chef 7./Schtz.Rgt 86.
- Wolfgang Ryll - Obtenida el 13 de octubre de 1941, siendo Oberleutnant Führer 5./Pz.Rgt 7.[103]
- Karl Mauss - Obtenida el 26 de noviembre de 1941, siendo Teniente Coronel del 2.º Batallón del 69.º Regimiento de Infantería.[104]

#### 1942
- Helmut Hudel - Obtenida el 27 de mayo de 1942, siendo Hauptmann Chef 1./Pz.Rgt 7[99]

#### 1943
- Ulrich Bürker - Obtenida el 19 de enero de 1943, siendo Oberstleutnant i.G.
- Heinrich Drewes - Obtenida el 24 de abril de 1943, siendo Major d.R. Kdr KradSchtz.Btl 10.[63]
- Friedrich-Wilhelm Buschhausen - Obtenida el 9 de mayo de 1943, siendo Major Kdr I./Pz.Gren.Rgt 69.
- Erich Haut - Obtenida el 10 de mayo de 1943, siendo Hauptmann d.R. Kdr I./Pz.Gren.Rgt 86.

### Cruz de Caballero con Hojas de Roble (Ritterkreuz mit Eichenlaub)

#### 1942
- Wolfgang Fischer - Obtenida el 9 de diciembre de 1942, siendo Generalmajor (Brigadier) de la 10.ª División Panzer.[69]

#### 1943
- Helmut Hudel - Obtenida el 2 de abril de 1943, siendo Hauptmann Kdr I./Pz.Rgt 7.[99]

### Certificado de recomendación de nivel de unidad del comandante en jefe del ejército por derribar aviones
- Compañía de talleres 3/90.
- Fecha / Lugar del derribo: 14 de diciembre de 1941 en Bely.
- Fecha de adjudicación: 16 de mayo de 1942 (88º).

## Emblemas divisionarios
|                                |
| Emblema de la división en 1939 |

|                                |
| Emblema de la división en 1940 |

|                                       |
| Emblema de la división de 1941 a 1943 |

|                                    |
| Logo de la división de 1940 a 1943 |

## Crímenes de guerra
Entre el 19 y el 20 de junio de 1940, en Chasselay, en el departamento francés del Rhône, los soldados coloniales senegaleses del ejército francés, en una desventaja de 1 contra 100, retardaron la entrada del ejército alemán en Lyon, declarado "ciudad abierta" el 18 de junio de 1940. Estos no fueron advertidos de la situación por el ejército francés y organizaron la defensa de Chasselay el 17 de junio, a 15 km al noroeste de Lyon. Levantaron varias barricadas con la ayuda de los soldados del 405 regimiento de artillería antiaérea de Sathonay, del 25 regimiento de fusileros senegaleses, de los legionarios franceses y también la ayuda de civiles. Tras haber encontrado escasa resistencia más allá de Dijon, los alemanes llegaron el 19 de junio de 1940 a Montluzin, donde chocaron los franceses. Los franceses sufrieron 51 bajas militares y una civil y unos 40 alemanes resultaron heridos. El 20 de junio de 1940 se produjo un segundo enfrentamiento en el castillo de Plantin. Los alemanes hicieron unos 70 prisioneros que dividieron en dos grupos: los franceses blancos y los senegaleses negros.
Después de obligarlos a recorrer dos kilómetros a pie, los soldados franceses asistieron al fusilamiento de sus compañeros senegaleses por las ametralladoras de la 3.ª División SS Totenkopf de las Waffen-SS y del regimiento Großdeutschland. Los franceses blancos fueron encarcelados en Lyon. Los habitantes de Chasselay, horrorizados por la masacre, enterraron los cuerpos de los senegaleses en la Tata senegalés de Chasselay, un cementerio militar inaugurado en 1942.
Tras el descubrimiento en 2019 de fotografías inéditas, el historiador Julien Fargettas atribuye este crimen a la Panzerdivision, ya mencionada por el historiador Raffael Scheck, más que a la Totenkopf.

## Galería

### Francia (1942)
|                                                 |
| Sd.Kfz. 250 por una carretera rural, en agosto. |

### Túnez
| |
| Un Valentine Mk.III del Escuadrón A del 17/21.º Regimiento de Lanceros que fue capturado por los alemanes en noviembre de 1942 y utilizado por ellos hasta que fue destruido, el 24 de febrero de 1943. |

|            |
| Panzer III |

|                     |
| Panzer III Ausf. J. |

| |
| Panzer II Ausf. F (N.º de Chasis 28434) construido en mayo de 1942 y enviado a Túnez en diciembre, donde sirvió con el pelotón de reconocimiento del 7.º Regimiento Panzer de la 10.ª División Panzer. Las fuerzas aliadas lo capturaron cuando los alemanes fueron derrotados en Túnez en mayo de 1943. Actualmente se muestra con las marcas de la 1.ª División Panzer en el momento de la invasión alemana de Francia en mayo de 1940. |

|                                                              |
| Tiger I (Numeral 112) del 501.º Batallón de Tanques Pesados. |

| |
| Tiger I (Numeral 131) del 3er Pelotón, 1.ª Compañía del 501.º Batallón de Tanques Pesados. Enero-febrero de 1943. |

| |
| Tiger I (Numeral 131) del 3er Pelotón, 1.ª Compañía del 501.º Batallón de Tanques Pesados. Enero-febrero de 1943. |

| |
| Tiger I (Numeral 142) del 4.º Pelotón, 1.ª Compañía del 501.º Batallón de Tanques Pesados. Enero-febrero de 1943. |

| |
| Tiger I (Numeral 142) del 4.º Pelotón, 1.ª Compañía del 501.º Batallón de Tanques Pesados. Enero-febrero de 1943. |

| |
| Tiger I (Numeral 142) del 4.º Pelotón, 1.ª Compañía del 501.º Batallón de Tanques Pesados. Enero-febrero de 1943. |

| |
| Tiger I (Numeral 712, anteriormente 112) del 1er pelotón de la 7.ª Compañía del 7.º Regimiento Panzer, capturado por tropas norteamericanas. Desde el 26 de febrero de 1943 el 501.º se integraría en la 10.ª División Panzer como el 3er Batallón de su 7.º Regimiento Panzer, cambiando sus numerales a 711, 712, 714, 721, 722, 724, 731 y 732 / 811,812,813,821,822,823,831 y 833. |

|                                                                                     |
| Tiger I (Numeral 721) del 2.º pelotón de la 7.ª Compañía del 7.º Regimiento Panzer. |

| |
| Tiger I (Numeral 724) del 2.º Pelotón de la 7.ª Compañía del 7.º Regimiento Panzer. Marzo de 1943. |

| |
| Tiger I (Numeral 732) del 3er pelotón de la 7.ª Compañía del 7.º Regimiento Panzer. A partir de marzo de 1943. |

|                                                                                  |
| Tiger I (Numeral 142) del 504.º Batallón de Tanques Pesados. Abril-mayo de 1943. |

| |
| Erwin Rommel saluda a tropas de la 10.ª División Panzer en un semioruga M3 estadounidense capturado. |

### Generales
- Jentz, Thomas L. (1997). Panzertruppen - The Complete Guide to the Creation & Combat Employment of Germany's Tank Force 1933-1942. Schiffer Publishing Ltd. ISBN 978-0887409158.
- Lannoy, Francois de & Charita, Josef (2001). Panzertruppen: Les Troupes Blindees Allemandes German Armored Troops (1935-1945). Editions Heimdal; Bilingual édition. ISBN 978-2840481515.
- Miller, David Almon (1997). Die Schwertertraeger Der Wehrmacht: Recipients of the Knight's Cross with Oakleaves and Swords. Merriam Press. ISBN 978-1576380734.
- Mitcham, Samuel W. (2006). The Panzer Legions: A Guide to the German Army Tank Divisions of World War II and Their Commanders. Stackpole Books. ISBN 978-0811733533.
- Mitcham, Samuel W. (2007). German Order of Battle Volume Three: Panzer, Panzer Grenadier, and Waffen SS Divisions in WWII. Stackpole Books. ISBN 978-0811734387.
- Ripley, Tim (2003). The Wehrmacht: The German Army in World War II, 1939-1945. Routledge. ISBN 978-1579583125.
- Scheibert, Horst (1983). Die Träger des Deutschen Kreuzes in Gold (Das Heer). Podzun-Pallas Verlag, Friedberg, Germany. ISBN 978-3790902075.
- Schneider, Wolfgang (2000). Tigers in Combat I - Volumen I. Stackpole Books. ISBN 978-0811731713.

### Polonia, 1939
- Kennedy, Robert M. (2014). The German Campaign In Poland (1939). Pickle Partners Publishing. ISBN 978-1576383643.

### Francia, 1940
- C. Dildy, Douglas (2014). Fall Gelb 1940 (1) - Panzer Breakthrough in the West. Osprey Publishing. ISBN 978-1782006442.
- Doughty, Robert A. (2014). The Breaking Point: Sedan and the Fall of France, 1940. Stackpole Books. ISBN 978-0811714594.
- Fargettas, Julien (2012). Les Tirailleurs sénégalais. Tallandier. ISBN 978-2847348545.
- Zaloga, Steven J. (2011). Panzer IV vs Char B1 bis - France 1940. Osprey Publishing. ISBN 978-1849083782.

### Unión Soviética, 1941
- Forczyk, Robert (2006). Moscow 1941 - Hitler's first defeat. Osprey Publishing.  9781846030178.
- Glantz, David M. (2010). Barbarossa Derailed. Volume 1: The German Advance, the Encirclement Battle, and the First and Second Soviet Counteroffensives, 10 July - 24 August 1941. Helion & Company. ISBN 9781906033729.
- Glantz, David M. (2011). Operation Barbarossa: Hitler's Invasion Of Russia 1941. The History Press. ISBN 978-0752460703.
- Glantz, David M. (2012). Barbarossa Derailed. Volume 2: The German Offensives on the Flanks and the Third Soviet Counteroffensive, 25 August-10 September 1941. Helion & Company. ISBN 9781906033903.
- Glantz, David M. (2014). Barbarossa Derailed. Volume 3: The Documentary Companion. Tables, Orders and Reports Prepared by Participating Red Army Forces. Helion & Company. ISBN 9781909982116.
- Glantz, David M. (2014). Barbarossa Derailed. Volume 4: Atlas. Helion & Company. ISBN 9781909982833.
- Kirchubel, Robert (2007). Operation Barbarossa 1941 (3) - Army Group Center. Osprey Publishing.
- Lopukhovsky, Lev & Britton, Stuart (2016). The Viaz'ma Catastrophe, 1941: The Red Army's Disastrous Stand Against Operation Typhoon. Helion and Company.
- Stahel, David (2009). Operation Barbarossa and Germany's Defeat in the East. Cambridge University Press. ISBN 9780521768474.
- Stahel, David (2013). Operation Typhoon. Hitler's March on Moscow. Cambridge University Press. ISBN 9781107035126.
- Stahel, David (2015). The Battle for Moscow. Cambridge University Press. ISBN 9781107087606.
- Stahel, David (2019). Retreat from Moscow: A New History of Germany's Winter Campaign, 1941-1942. Farrar Strauss & Giroux; Illustrated edición. ISBN 978-0374249526.
- Ziemke, Earl F. & Bauer, Magna E. (1987). Moscow to Stalingrad: Decision in the East. Marboro Books.

### Francia, 1942
- VV.AA. (2015). Germany and the Second World War - Volume VI. OUP Oxford; Reprint edición. ISBN 978-0198738305.
- Ford, Ken (2003). Dieppe 1942 - Prelude to D-Day. Osprey Publishing. ISBN 978-1841766249.

### Túnez, 1943
- Atkinson, Rick (2002). An Army at Dawn: The War in North Africa, 1942-1943, Volume One of the Liberation Trilogy. Henry Holt & Company. ISBN 978-0805087246.
- Campbell, David (2019). US Soldier vs Afrikakorps Soldier. Osprey Publishing. ISBN 978-1472828163.
- Howe, Gerorge F. (1993). Northwest Africa: Seizing the Initiative in the West. Center of Military History, United States Army, Whashington D.C.. ISBN 978-1515100331.
- Weal, John (1998). Junkers Ju 87 Stukageschwader of North Africa and the Mediterranean. Osprey Publishing.
- Weal, John (2009). Junkers Ju 88 Kampfgeschwader in North Africa and the Mediterranean. Osprey Publishing.
- Kurowski, Franz (2010). Das Afrika Korps: Erwin Rommel and the Germans in Africa 1941-43. Stackpole Books. ISBN 978-0811705912.
- Rolf, David. (2015). The Bloody Road to Tunis: Destruction of the Axis Forces in North Africa, November 1942-May 1943. Pen & Sword Books Ltd. ISBN 978-1848327832.
- Rottman, Gordon L. (2008). M3 Medium Tank vs Panzer III - Kasserine Pass 1943. Osprey Publishing. ISBN 978-1846032615.
- Zaloga, Steven (2005). Kasserine Pass 1943 - Rommel's Last Victory. Osprey Publishing. ISBN 1-84176-914-2.

- Datos: Q164541
- Multimedia: 10th Panzer Division (Germany) / Q164541